# 勇者王ガオガイガーシリーズの登場メカ
- 勇者シリーズ
  - 勇者王ガオガイガー > 勇者王ガオガイガーシリーズの登場メカ
  - 勇者王ガオガイガーFINAL > 勇者王ガオガイガーシリーズの登場メカ

本項目では、メディアミックス作品『勇者王ガオガイガー』シリーズのうち、テレビシリーズとOVA『勇者王ガオガイガーFINAL』に登場する架空のメカニック群について詳述するものとする。
前出の作品群の続編に当たる『プロジェクトZ』、並びに『覇界王〜ガオガイガー対ベターマン〜』が初出のメカニック群については、勇者王ガオガイガーFINAL#登場メカ（覇界王）を参照。

## GGG機動部隊

### ガオガイガー関連
本作品の主役ロボットにして、GGGの主力装備とも言うべき存在、それがガオガイガーである。緑の星に由来するメカノイド「ガイガー（ギャレオン）」、これとフュージョンし制御中枢を担うサイボーグ・ガイ（獅子王凱）、そしてギャレオンがもたらした技術を地球の科学力で再現した「ガオーマシン」によって構成されたこの戦闘システムは、言わば「二つの星の勇気の結晶」であり、地球上においては比べるものの存在しない、最強のロボットとも言える。
一方で、前述した通り地球にて開発されたガオーマシンは、その基盤となる異星由来の技術が未知のものであるがゆえに、未完成なまま実戦に投入することを余儀なくされている。中でも実戦データに乏しい物語初期においては、不完全な合体プログラムのために合体（ファイナル・フュージョン、以下F.F）成功率は低い状態にあり、また搭乗する獅子王凱にかかる負担の軽減や周辺地域への戦闘被害の対策、さらにはGGGに標的が絞られたことで激化していくゾンダーとの戦いなど、その運用は常に数々の問題をはらんだものであった。
無論、GGGもこうした問題山積な状況に手をこまねいていた訳ではなく、プログラムの改善や数々のハイパーツールの投入、そして異星のテクノロジーの解析を進めることで、外見上の変化こそ少ないながらも、機体自体への間断なきパワーアップが図られていった。
ギャレオン
三重連太陽系「緑の星」にて建造された宇宙メカライオン。ゾンダーからは「カインの遺産」と呼ばれていた他、天海勇からは一貫して「北極ライオン」とも呼ばれていた。
元々は、対機界原種用戦闘システムのコアブロックとして、緑の星の指導者であるカインのために作られたギャレオンであるが、機界昇華された母星から赤子、すなわち後の天海護を連れて落ち延び、作中時間の1997年に地球に飛来、天海夫妻にその子を託し消息を絶った。その6年後、2003年にパスダーを追い再び地球圏へ飛来、攻撃を仕掛けるも甚大なダメージを負い、その際に巻き込まれ重傷を負った凱を救いGアイランドシティへ墜落。自身は麗雄ら一部の公団スタッフにより秘密裏に回収され修復を受ける身となり、この期間中に公団はギャレオンを通してオーバーテクノロジーと警告文を得る。そして2年にわたる機能停止状態を経て、EI-02の襲撃と時同じくして覚醒を果たし、以降凱とともにゾンダーの脅威に立ち向かうこととなる。
口から生えた「ギャレオンファング」と、脚部に備わる「ギャレオンクロー」を主武装とし、単体での飛行能力も有する他、口腔内にはバリア分解機構が搭載されており、その咆哮によりパスダーのバリアを破っている。また、背部の巨大Gストーンの石板は、前出のカインの人格コピーも記憶されたブラックボックスとなっており、このブラックボックスと凱の左手に埋め込まれたGストーンとが反応したことにより、前述したオーバーテクノロジーにまつわる資料と警告とが示された他、テレビシリーズ後半では護との接触によって、ブラックボックスから新たな情報を引き出す試みもなされており、その結果さらなる情報の開示に留まらず、機界原種の探知・浄解能力を護にもたらすことにも繋がった。
- 企画時の名前は「ガッディー」。デザインは大河原邦男が、変形ギミックも込みで手がけており、頭頂部にある鬣の延長線になるフィンは、ここが立ち上がるとカッコいいなと考えながらデザインされたものであるという。また、デザイン作業の最初期には、米たにヨシトモのメモを元に塩山紀生によるイメージスケッチが描き起こされ、作品の方向性が固まったのを受けて大河原が正式にデザイン作業に当たっており、その最初期の画稿では鬣の形状などが大幅に異なるものとされていたが、その後の作業の進展につれて鬣はまとめた形状へと処理され、合体時にステルスガオー側のパーツによって広がった形状となるように変更された。当初は存在しなかった耳も、同様にデザイン作業の過程で追加されたものであり、ほぼ図面が進行していた玩具の方も、タカラ側の努力で耳がつくことになったという。

ガイガー
ガオガイガーの中核を担う汎用メカノイドで、ギャレオンがサイボーグ・ガイとフュージョンし、変形することによって完成する。
持ち前の高い機動力を活かした白兵戦を得意とするが、敵を倒すほどの決定打までは持ち合わせておらず、さらにギャレオン時に使えたバリア分解機構も、共振によって搭乗者たる凱のボディを破壊しかねないために、本形態では使用不可能となっている。こうしたデメリットこそ抱えているものの、凱への負担が少ないことからこの形態で戦闘に及ぶことも少なくはない。
F.F.時に腰部から放つ緑の奔流「E.M.T.」は、無防備となる合体時に敵の攻撃から機体を守る役割を果たすが、作中では2度にわたってこれを突破され、合体を妨害されるという事態も発生しており、必ずしも万能という訳ではない。シミュレーション時のフュージョン成功率は99.98%であり、基本的には外部からの承認を必要とせず、搭乗する凱の任意で実行可能であるが、例外として初回は大河の承認の下に行われた。
- 企画時の名前は「ガガッディー」。ライオン型のメカから人型のロボットへ変形する、というコンセプトは当初より明確に打ち出されており、同時にそれを核として合体・パワーアップしたロボット（ガオガイガー）ではなく、この変形ロボット単体（と、サイボーグ）で作品を構築していこうという構想があったことから、従前までのシリーズ作品とはイメージを変えるべく、大河原はかなり勇者っぽくないものを初稿として仕上げたという。その後タカラ側からの要望を受けて合体の要素が追加されたのを受け、ドリルガオーとのジョイントとして膝に板状のパーツが追加された他、同じくタカラ側からの提案で、玩具的な「売り」の要素となるライフルや、ガトリング銃といった携行武器を持たせるという方向性も模索されたが、後に格闘戦を主体とする設定が固まったのに伴い、これらの武器については米たにによって没とされている。この他、肩の形状にはエヴァンゲリオン辺りも参考にされているという。大河原曰く、人間の場合の肩が構造上横に広くなるからといって、そのまま横に突き出した形にするとライオン形態の時に格好悪くなることから、なるべく幅を持たせない処理としたとのことである。

武装
ガイガークロー
両前腕に装備された鉤爪。ガイガー時のギャレオンクローに相当する装備で、人型になったことで用途にも柔軟性が増し、垂直登坂も可能となっている。
ガオーマシン装着形態
ガイガー・ドリルガオー装着モード
ガイガーの両腕に、左右分割したドリルガオーを装着した状態。攻撃力と防御力が向上し、装着したドリルガオーのパーツをそれぞれ個別の目標へと射出することも可能である。作中ではEI-03戦でF.F.の妨害を受けた際に、この形態を駆使することで敵からの妨害を排除している。
ガイガー・ステルスガオー装着モード
ガイガーの背部にステルスガオーを装着した状態。機体同士のジョイントはガイガー側の肩部マウントと、ステルスガオーのマルチプルパイロンとで行われる。三段飛行甲板空母内でフュージョンして出撃する際は、大抵この形態で第三カタパルトから発進する。
単体でも腰部のGインパルスドライブの働きにより、最大でマッハ1を叩き出すことができるガイガーであるが、この形態ではGインパルスドライブに加えてステルスガオーのスクラムGタービン・ジェットを併用することにより、最大速度もマッハ2.5にまで上昇し、単体時に比べて空中での機動性が向上、長時間・長距離の飛行を可能とする。また、主エンジンをカットすることで隠密強行偵察や長距離偵察も行え、実際に作中でもEI-09戦などでこのような運用がなされている。
ガイガー・ステルス & ドリルガオー同時装着モード
上記2モードを併用した形態。空中機動力はステルスガオー単体での合体時よりも劣るものの、防御力と攻撃力が向上する。
ガオーマシン
ガイガーの戦闘をサポートする目的で、GGGによって開発されたマシンの総称。ギャレオンの解析によって得られたデータを基とし、それを地球の科学力によって再現したものであり、各機ともガオガイガーの基本動作を支えるOSと、戦闘動作プログラムが搭載されている。基本的には無人操縦で稼働するものの、マニュアルによるF.F.も想定されていることから、各機ともコックピットが設けられており、凱の移動手段として利用されることもある。
作中ではまず3機が開発され、そのうちの1機であるステルスガオーは後に宇宙戦仕様へのマイナーチェンジも図られた。後述するガオファイガー用のガオーマシンも、このガオガイガー用のそれをベースに新たに設計・開発されたものであり、さらにガイガーに代わって、機体の中核を担うメカノイドのガオファー（ファントムガオー）も、純地球製であることからガオーマシンの括りに含まれている。
前出のガオガイガー用のガオーマシンは、機界新種との戦闘後に修復を施されたのを経て、中国の科学院航空星際部にて稼働可能な状態で保管されていたが、後にレプリジンの護により同所にて研究・分析中であったQパーツの一つとともに奪われ、彼がレプリガオガイガーへとF.F.する際に利用された。
ステルスガオー
全翼機タイプのガオーマシン。そのフォルムは、ステルス爆撃機として知られるノースロップB-2に近似したものとなっており、その機体名称やフォルムからも窺えるように、機体にはレーダー電波反射剤が塗布され、レーダーに補足されず隠密行動を取ることも可能となっている他、三段飛行甲板空母での離着陸や作戦運用のために垂直離着陸や、一定位置での長時間滞空も行える。ガオガイガーへの合体時には背部、翼部および前腕部を構成。背後からの攻撃に耐えられるよう、装甲は頑強な構造となっている。
機体内部には、ガオガイガーのヘルメットパーツが格納されており、合体時にアームと繋がれた状態でガイガーの頭部に装着される。これ以外にも、前述の通りガイガーの背部に合体して高機動戦を展開する他、EI-13戦では下部アーム（マルチ・パイロン）にライナーガオーを吊り下げ輸送したこともある。また設定上では、このパイロンに空対空もしくは空対地ミサイルなどを装備することも可能とされている。
コンピュータ制御によって自動操縦が行われるため、基本的に乗員は搭乗しないものの、作戦遂行上必要な場合に備えて座席引き込み式のコックピット搭乗装置を装備している。実際に作中でも、ファイナル・フュージョン・マニュアル（以降F.F.M.）時に火麻が操縦を担当したこともある。3機のガオーマシンの中では、F.F.プロセスが最終段階に入ってからガイガーへと合体するが、これは例えF.F完了までに要する時間が1分前後であるとしても、合体を阻止すべくフィールド内に侵入しようとする敵を警戒するためである。
- 基本的なフォルムと合体用のギミックは当初から固まっているものの、最初期のデザイン画稿ではガオガイガーの前腕部に相当するエンジンユニットが四角形とされ、ヘルメットパーツも露出した状態のままであった他、機体上部に補助翼も設けられているといった差異も存在するが、このうちエンジンユニットは演出上の理由から、作画的に描きやすい円柱形へと変更されたという経緯がある。また、当初は合体時に使用するスラスターが機体前方にしかなかったため、急遽後方にもスラスターが追加されている。

ステルスガオーII
ステルスガオーの宇宙空間仕様。
両翼端に、重力・慣性制御機構であるウルテクエンジンポッドが装備されており、これにより出力も大幅に増大。このエンジンポッドの後端部には、合体後のガオガイガーの攻撃手段を強化する、ファントムリングとウォールリングも搭載されている他、コクピットブロックは従来までの機体前部のものに加え、機体後部の宇宙用外装の内部にも新たに設けられている。これはマニュアル操縦の際、宇宙用三次元レーダーなどの操作席としての使用を想定していたと見られるが、作中では原種核を浄解すべく護がこの後部コクピットブロックに乗り込み、宇宙戦に同行することも多い。大気圏内でも運用可能で、緊急時には前出のエンジンポッドと宇宙用外装を分離させることもできる。
作中での初出は、後出のスターガオガイガーよりも遅いNumber.41。元々機界原種の出現に際し、その対抗策としてガオガイガーにもウルテクエンジンへの換装が施されていたが、これがZX-05（脊髄原種）との宇宙戦に際して、ステルスガオーのGキャストフレームが換装前に2倍する推進力に耐えきれず、エンジンストールを引き起こし墜落してしまうという事態を誘発。これによって露呈した、高高度性能の不足への対策として急遽強化改造が図られることになったという経緯を持つ。テレビシリーズ最終回での機界新種戦では、ボルフォッグの超AIが搭載され、凱も乗り込んでいた。
ライナーガオー
新幹線タイプのガオーマシン。そのフォルムは空力性能に優れた500系新幹線のそれに近似しているものの2両編成となっており、ガオガイガーへの合体時には肩部および上腕部を構成する。
鉄道軌道上での作戦行動を主任務としており、その車体にはあらゆる鉄道路線の軌道上で作戦活動が取れるよう、ゲージ幅を変えられる軌間可変台車や、様々な種類の鉄道車両と連結できる万能連結器が装備され、短時間ながら滑空も可能となっている。また、線路の無い場所へ出動する場合、ステルスガオーのマルチ・パイロンへ車体を固定し、懸架状態で輸送される。逆にライナーガオーが輸送を担当することもあり、車両の間に簡易型爆裂射出カタパルト搭載の専用車両を挟み込むことで、強襲揚陸補給船を運用できない内陸部へディバイディングドライバー（以降D.D）を運搬することもできる。この他、短距離であれば舗装道路上での走行もできるとされるが、動輪にかかる多大な負担から、強行した場合には事後に動輪の交換が必要となる可能性も指摘されている。
超高速での変形合体を余儀なくされる都合上、全ガオーマシン中、このライナーガオーが最も負荷のかかる部位であり、初回合体時にはフリクションダンパーの耐久限界を超過して、右腕関節の破損という事態を引き起こした。これは後のソフト更新によって回避できたものの、以降もヘル・アンド・ヘヴンの行使による破損が絶えない状態にあった。作中にて凱が最初に操縦したガオーマシンでもあり、F.F.M.では麗雄も操縦。機界新種戦では氷竜と炎竜の超AIが搭載された。
- 企画当時はまだ量産先行車が開発されたばかりであった、500系新幹線がモチーフとされたのはタカラ側からの指示によるものである。デザイン的には実車両のそれを踏襲しつつ、2両編成とし肩の可動ラインを織り込む形とされている他、運転席のキャノピーを左右非対称とするという、タカラらしいこだわりも盛り込まれている。一方で、最初期のガオガイガーのラフスケッチではまだ500系新幹線をモチーフとすることまでは決まっておらず、変形パターンについてもライナーガオーのシャーシ部が腕部全体を構成する形とされていた。

ドリルガオー
重戦車タイプのガオーマシン。ガオガイガーへの合体時には両足部を構成する他、前述の通りガイガーの両腕に接続することもできる。
強行潜入・突破を主任務とした機体で、通常は自動操縦であるという点を活かして長時間の地中待機ができ、地中からの隠密潜入や敵への奇襲攻撃においても威力を発揮する。車体前方には2基のドリルを並列して配置しており、これによりガオーマシンの中で唯一単独での攻撃を可能としている。
また、地上・地底のみならず浅い海中での作戦行動も可能で、機体の中央から分離する機構も備わっているが、駆動系が一対でなくては本来の機動力を引き出せない無限軌道式であることから、分割時の単独走行はできない。未完成状態の合体プログラムを使用していた頃に、合体失敗が多発したのもドリルガオーであり、F.F.M.では牛山が操縦するも、ここでもやはりガイガーの脚部収納タイミングが合わずに一度合体に失敗している。機界新種戦では風龍と雷龍の超AIが搭載され、ゾヌーダロボ相手に分離による牽制も行った。
- 脚部を構成するドリル戦車という点は早い時期から固まっていたものの、当初はドリルが膝ではなく爪先を構成し、無限軌道も脚部側面に来る形とされていた。デザイン作業の進展に伴ってフォルムや合体パターンも決定稿のそれに近づけられていったが、機体上方へと畳まれていた足首は、玩具での合体時に転倒することを懸念したタカラ側からの修正により、後方へ向けて伸ばす形とされた。

ガオガイガー
ガイガーと3機のガオーマシンが、「ファイナル・フュージョン」することで完成するスーパーメカノイド。
搭乗している凱に備わったGSジェネレーターと、機体を構成する各ガオーマシンのGSライドとが連動することにより、地球上の如何なる兵器よりも強力なパワーを発揮することができ、攻撃系の武装を持つ右腕から発する破壊エネルギーと、防御系の装備を有する左腕から発する防御フィールドを駆使し、ゾンダーロボとの戦闘においてその主力を担う。機動力の面においても、背面に備わったステルスガオーの機体前方に備わったジェット噴射口によって飛行を行える他、同じく機体上部に配されたノズルを全開にすることで、瞬間的に走行スピードを向上させることもでき、主に後述のヘル・アンド・ヘブンを繰り出す際に活用される。一方で、EI-07戦にて大河が「装甲は耐っても衝撃波で中の凱は…」と口にしていることからも窺えるように、堅牢な表面装甲に反して内部への衝撃緩和能力は高くなく、装甲耐熱限界も5,000度とされる。
あらゆる戦局において、決定的な突破戦力となりうるガオガイガーであるが、現存しているのが1機のみであるがゆえに、その投入には極めて慎重な判断が求められる。そのため、F.F.の実行に際してはまず現場から発せられた要請シグナルをGGG長官が受理し、戦況分析の結果それを承認した上で、オペレーターがF.F.管制・制御プログラムを起動（プログラムドライブ）するというプロセスが必要不可欠となる。このプログラムドライブにより、基地のメインコンピュータからガイガーと各ガオーマシンへと合体プログラムが送信され、F.F.が実行されるのである。当初は限りなく0%に等しかった合体成功率、それに62.328秒もかかっていたF.F.完了までの所要時間は、この合体プログラムの改善によってそれぞれ上昇・短縮を実現しているが、EI-15戦のように何らかの要因でプログラムが機能しない場合は、各ガオーマシンにGGG隊員が搭乗し、マニュアル操作によるF.F.を実行する必要がある。この時は基地からの猿頭寺によるサポート込みとはいえ、合体成功率は60%に留まる状態にあったものの、ここでも凱を含む搭乗者4人が「一人10%ずつ、勇気で補えば100%」との意気込みで臨んだこともあり、無事合体に成功している。
このように、合体自体がガイガーやガオーマシンにダメージを及ぼすなどといった機構面での不完全さ、そしてゾンダー撃退の切り札となっていた最大の必殺技もまた搭乗者に著しい肉体的負担を強いるものとして強調されることで、物語により強い緊張感を生み出していた。物語後半、機界原種との初戦において大破した際、彼らの圧倒的なパワーへの対抗策として、ウルテクエンジンへの換装を実施。これにより、最大出力は換装前に2倍する1,500万kW以上、走行速度は195km/h、飛行推進力に至っては実に4.6倍増となる5,500tと、様々な面で性能の向上が図られる結果となった。もっともこの換装は、前述したように高高度性能の不足という新たな難点も浮き彫りにしており、これを受けてのステルスガオーIIの投入によりさらなるパワーアップが図られることとなる。
- 企画時の名前は「ガガガッディー」「ガルガイガァ」「GOギーガー」。前述の通り、当初のサンライズ側の構想ではガオガイガーに相当する合体ロボットは存在せず、主役ロボとして考えられていたガイガーに色々なパーツが組み合わさって合体するという要素は、タカラ側からの「こういう合体にしてくれないか」という提示があった上で追加されたものであった。サンライズ側としてはこうした合体については出したくないという考えもあったものの、タカラ側としても商品アイテムが足りないという事情があり、当初の構想通りでは流石に玩具にしづらいものがあったため、実現可能な方向へとシフトしていく形となった。
- 本作品自体が新機軸を打ち出すと同時に、シリーズの集大成を目指していただけに、デザイン上でも子どもの好きなライオンや、当時新型の新幹線、ドリルといった過去の勇者の集大成的なものが発想の根幹にあることが指摘されているが、同時に「攻撃の右・防御の左」というコンセプトを反映した両腕や、「怖く、牙に見えるように」との意向で盛り込まれた、従前までのシリーズ作品とは明らかに異なるラインのフェイスマスクなど、米たにの打ち出したコンセプトの数々も随所に盛り込まれたものとなっている。全体的なフォルムも、当初は決定稿に比べてスマートなものとされていたものの、「ドッシリと」との要望を受けて変更が加えられているが、これについて大河原は「結局そうせざるを得なかったのではないか」「ガイガーが曲線的なので、やはりある程度のマスがないとそれが収まらないということだろう」と、後に語っている。またライナーガオーの合体に関しては、同じ肩に新幹線が来る「特急合体マイトガイン」と違った合体にするためだったという。
- 勇者シリーズ中、唯一2号ロボとのグレート合体が行われなかったガオガイガーであるが、これについても米たにの意向によるところが大きく、後年のインタビューにて「合体を積み重ねていくと弱そうになるような気がしていた」「最初のロボットを最後まで大切に使いたかった」とも語っている。企画当初はガイガーの時点で主役ロボットが完成していることを考えると、ガオガイガーこそが既にグレート合体であるとする見方も存在する。同様に必殺武器についても、光線や剣で戦闘シーンを構成した方が楽であると前置きしつつ、番組を視聴する子供たちが殺人兵器を肯定したまま育つような世の中になってほしくなかったという考えから、銃と剣は意地でも出さないようにしたという。
- テレビシリーズの放送当時に発売された「DX 超人合体ガオガイガー」は、約10万個もの売上を記録し当初の目標である「主役玩具の大ヒット」を達成するとともに、後述のキングジェイダーの登場にも繋がった。

武装
ガオガイガーの基本的な戦闘システムは、前述したように右腕から発する攻撃的(破壊)エネルギーと、左腕からの防御的反発エネルギーの転換に依存したものである。
ブロウクンマグナム
ガオガイガーの主力戦闘装備で、破壊エネルギーを回転力へと転換し、右前腕部を高速回転させて繰り出すパンチ。ロケットパンチのように相手めがけて射出・直撃させるのが基本的な使われ方であるが、腕部を射出せず回転させた状態のまま攻撃も行ったこともある。拳の先端に発生した、Gエネルギーによる攻撃的力場の効果により、ゾンダーロボのバリアシステムを力ずくで貫通・破壊するだけの威力を有し、またある程度ながらも遠隔操作を行うことが可能であり、拳と前腕部とがそれぞれ逆方向に回転することで安定した軌道を保持し、移動中の目標に対しても高い命中率を叩き出す。
- 企画段階では、拳の高速回転と熱エネルギーによって強度をアップさせた技として想定されていたものの、飛ばした拳が戻ってこれないという問題点から、実際の映像作品では「前進後退飛行が可能な手首とともに発射する」システムへと修正されている。
- 実現には至らなかったものの、ブロウクンマグナムは玩具としての商品化も検討されていた。実際に、腕に装着可能なサイズで試作品が製作され、本体内部のレバーを操作することで指を動かせるというギミックも盛り込まれていた。

プロテクトシェード
左腕に内蔵された防御装備で、かざした手の先に防御的反発フィールドを発生させて敵の攻撃を防ぐ他、光学兵器による攻撃であればそのエネルギーをフィールド上で五芒星型へと偏向し、そのまま反射して攻撃することもできる。EI-13戦では反発効果で海面を押し退けているほか、ガオガイガーがグランドノヴァに囚われた際にはギャレオンの意思によって全身に展開するといった応用も見せている。
ドリルニー
両膝のドリルを活用した膝蹴り。
プラズマホールド
プロテクトシェードの応用技。防御的反発エネルギーを反転させ、収束する位相空間を左手より発することで、離れた位置にいる対象をフィールド内部へと捕捉するとともに、フィールドの反発作用によって動きを封じる。その際、フィールド内では激しい電離現象が発生するため、対象の電子機器を破損させる付随的効果もある。
他方で、このエネルギーの反転はガオガイガーの腕の内部回路にも、過度の負荷をかけるという難点があり、そのため作中でもテレビシリーズで2回、『FINAL』でレプリガオガイガーが1回、それぞれ使用するのみに留まっている。
ゴルディオンマグナム
右腕に装着されたマーグハンドを射出する質量攻撃。ブロウクンマグナムとは異なり、攻撃的エネルギーをまとった上での攻撃ではないが、Gリキッドが循環しているためゾンダーに同化されないという利点を備える。また、その重量と推力が生む運動エネルギーの反動は、飛行中に前方へと射出したガオガイガーが後方に墜落したほどで、マーグハンド＝ゴルディーマーグの頑強さも相まって打撃力は非常に大きい。
作中では、EI-72・73の合体ゾンダーロボにハンマーヘル・アンド・ヘブンを破られた直後、それに『覇界王』にて使用が確認されており、このうち後者では射出後に目標を掴んで再装着するという、ブロウクンマグナムではできない運用がなされた。
専用装備
詳細についてはハイパーツール群の節を参照。
ディバイディングドライバー
ディメンジョンプライヤー
ゴルディオンハンマー
マーグハンド
モレキュルプラーネ
ゴルディオンモーター
グランドプレッシャー
必殺技
ヘル・アンド・ヘブン
物語前半におけるガオガイガーの必殺技。「ゲム・ギル・ガン・ゴー・グフォ…」の詠唱とともに、右掌に発生させた攻撃的エネルギーと、左掌より生じる防御的エネルギーを強引に融合させることで、その反発によって爆発的なエネルギーを生み出し、これを組んだ拳に乗せつつE.M.T.の照射によって拘束した敵めがけ、背面部のジェット噴射による加速とともに突撃。左手で目標の中枢部を摘出しこれを保護しつつ、掌に集中させた融合エネルギーを目標機体内で解放し、目標を内部から完全に破壊する。
あらゆる防御壁を貫通し、目標の中枢部をえぐり出すという非常に強力な技であり、なおかつE.M.T.による拘束により100%に近い命中率を叩き出すものの、同時に多用ができない一撃必殺の技でもある。その理由については複数存在し、機体に搭載されているGSライドに過剰な負担を強いる他、前述した相反するエネルギーの制御を担うとともに、Gストーンに生命維持を依拠している凱に対しても、発動時のGストーン同士の共振作用が深刻な影響を及ぼすといった点などが挙げられる。この他にも、掌で敵の核を掴みだすという技の性質上、両腕が無事でなければ使えないという難点も有している。
前述した負担の蓄積が、一時は凱の生命を脅かすまでになったことから、ゴルディオンハンマーとマーグハンドの投入後は、それを活用したハンマーヘル・アンド・ヘブンがもっぱら使われるようになり、物語後半での使用は機界原種との初戦、それにスターガオガイガー時でのゾヌーダロボ戦での2回のみに留まっている。いずれの場合も相手には通用せず、前者では逆に自身の腕を破損してしまい、また後者においても一度は受け止められたものの、相手の能力が低下した隙に繰り出した2発目により撃破している。
ハンマーヘル・アンド・ヘブン
物語後半からの新たな必殺技。右腕を「マーグハンド」に換装し、ゴルディオンハンマーを保持する「ハンマーコネクト」の状態で使用されるもので、使用時のガオガイガーはサイボーグ・ガイのハイパーモードと同様の高効率駆動状態になり、余剰エネルギーの放射で金色に輝く。
まず「ハンマーヘル！」の掛け声とともに、目標の中枢部へとマーグハンドから引き抜いた光の釘（ハンマーヘル）をゴルディオンハンマーで打ち込む。さらに「ハンマーヘブン！」の掛け声とともに、マーグハンドに備わっているバール（ハンマーヘブン）で核ごと釘を引き抜き、最後に「光になれ!!」の掛け声と共に、抜け殻となった目標へとゴルディオンハンマーを叩きつけ、重力衝撃波で光子レベルにまで分解・消滅させる。
釘とバールは、それぞれマーグハンドに2つずつ備わっていることから、一度の使用で核を2個回収することもできる。ゾンダー核摘出後、釘はエネルギー供給を断たれて消失するようになっている。
スターガオガイガー
物語後半より登場する、ガオガイガーの宇宙戦仕様。形式名称としては「ガオガイガー・ステルスガオーII装着モード」と呼称される他、作中でも終始「ガオガイガー」、もしくは「宇宙用装備ガオガイガー」とのみ呼ばれており、スターガオガイガーの名称が確認できるのはアイキャッチや、最強キャラクターセットVol.5のCDドラマ「還ってきたマモル」のみに留まる。
ステルスガオーに代わって、ステルスガオーIIが背面他に合体した状態であり、基本的な武装こそガオガイガーと同じながらも、ステルスガオーII搭載の巨大ウルテクエンジンによって出力は大幅に上昇。合体時の総推力は実に2,800,000tにまでおよび、両腕にハイパーツールを装着することも可能となった。さらにエンジンポッドに備わった各種リングによって左右の腕の武装も強化される他、これまでのデータの蓄積により各種ハイパーツールの能力をより完璧に引き出せるようになるなど、機界原種の圧倒的な力に対抗すべく様々な面で強化が図られ、対原種戦用のロボットとしての完成度が高められている。
作中での初出はNumber.37で、以降頭脳原種戦を皮切りに宇宙戦では本形態を、地上では通常のガオガイガーを、それぞれ使い分ける形での運用を基本としているが、最終回での機界新種（ゾヌーダロボ）戦では、勇者ロボたちの超AIを搭載することで、基地からのバックアップなしにF.F.を成功させており、この状態で初の地上戦も敢行している。
- スターガオガイガーは、本作品のもう一つのスポンサーであったカバヤ用に、米たにが急造で考案したバリエーション的強化型である。一方で、「玩具化スケジュールに組み込みにくい」との理由からお蔵入りとなったものの、当初米たにはガオガイガーのパワーアップ用パーツとして、その背面や頭部に合体する「スターガオー」と呼ばれるマシンを考案していた。勇者王の各種ツールを携えたドラゴン型の独立飛行メカにして、4機目のガオーマシンであるこのスターガオーは、『ウルトラマン』に登場する宇宙ビートルに触発されたものであるといい、当時のアイディアスケッチを元に後年米たにによって描き起こされたイラストには、プライヤーズやウィルナイフによって構成された長大な尾を始め、頭部に装着された顎牙やエネルギーアキュメーター、それに背びれが変形してガオガイガーの手に装着される「ゴルディオンネイル」など、後年のジェネシックガオガイガーにも通ずるアイディアが複数盛り込まれていることが明示されている。

追加武装
ブロウクンファントム
ファントムリングを装着して強化したブロウクンマグナム。
リングの発するエネルギーフィールドの効果により、ブロウクンマグナムが通用しない機界原種のバリアを切り裂くとともに、目標へと確実に命中させることが可能で、作中では機界最強七原種戦にてアメリカ海軍空母・インディペンデンスと融合した耳原種のボディを貫いているが、機界新種戦ではファントムリングを物質昇華されたことで破られている。
プロテクトウォール
ウォールリングを装着して強化したプロテクトシェード。プロテクトシェードのエネルギーを一時的に収束した後、これを増幅して機体前方へと強大なバリアを発生。このバリアは機界原種による強力な攻撃を防ぎ切るだけの強度を備えるものの、その攻撃の爆発力によってはバリアごと弾き飛ばされるという難点も有する。
ガオガイガー最大加速仕様
スターガオガイガーに、2機のクライマー1を長々距離高速航行装備として装着した形態。ガオガイガーを迅速に太陽系内のあらゆる作戦宙域へと投入することを目的として、クライマー1の開発段階から計画されていたもので、この形態を取る際には合体ビークルロボのジョイントを活用し、ゴルディオンハンマーのヘッド部に2機のクライマー1を接続、さらにクライマー1側に新設されたパイロンを、スターガオガイガーの背面へと装着することで完成する。
一方で、加速の際に人間の身体では耐え難いレベルの強烈なGがかかるという難点も生じるため、計画こそ早くから立てられながらも実戦投入はためらわれており、実際に本形態の活躍が描かれたのも外伝作品『超弩級戦艦ジェイアーク 光と闇の翼』のみとなっている。ここでは、黒いキングジェイダー（ジェイバトラー）追撃のため太陽近傍の宙域へと向かう目的で投入され、オービットベースの前部、マイク部隊用のリニアカタパルトの直下に仮設された発射台を利用し出撃、2機のクライマー1が生み出した超高速によって地球の衛星軌道上から、目標の宙域まで瞬時に到達することに成功した。その際、ステルスガオーIIに同乗していた護は、この加速を浄解モードの発動によって耐えきっているほか、黒いキングジェイダーの元に向かう途中でZX-07（腕原種）からの妨害を受け太陽の重力に捕まった際には、凱の判断でクライマー1へと移乗した上で、分離した同機を使い戒道の元へと先行しており、スターガオガイガーもこれに気を取られたZX-07にゴルディオンハンマーを叩き込むことによって、その妨害を突破せしめている。

### ガオファイガー関連
機界原種との攻防（原種大戦）、そして機界新種との死闘を経て、GGGが組織の再編成と併せて新たに着手したのが「ガオファイガー・プロジェクト」である。この計画は、護とともにギャレオンが宇宙へと旅立ったことで、失われる格好となった勇者王を地球の技術で作り上げることを目的としており、原種大戦にて立証された地球外文明の存在と、それが地球の脅威となる危険性への備えとして必要不可欠なものであった。
地球製の勇者王の開発に当たり、ガイガー（ギャレオン）に代わってコアとなる新たなメカノイドには、異星由来のテクノロジーで作られたガイガーと同等ないしそれ以上の性能が求められ、結果として機動部隊隊長たるエヴォリュダー・ガイの活動支援に重点を置きつつ開発が進められたそれは、ガオファー（ファントムガオー）という形で結実を見ることとなる。
2006年6月頃より進められたこの計画は、ガオファーや新型ガオーマシンの度重なる試験可動や、その過程で発生したバイオネットによるガオーマシン強奪事件などを経て、半年余り後の2007年1月に新生勇者王「ガオファイガー」の起動に成功、一応の成果を上げるに至った。
ファントムガオー
エヴォリュダー・ガイの搭乗する、戦闘機型のガオーマシン。
テレビシリーズ最終回にて宇宙へ旅立った、ギャレオンの代替機として新たに開発されたもので、幻影を意味するphantom（ファントム）の機体名からも窺えるように、ファントムカモフラージュという光学迷彩機能を搭載。この機能は、ボルフォッグに装備されたホログラフィックカモフラージュをさらに発展させたものであり、市街地での活動に際してその姿を周囲に溶け込ませることで、機影を隠せるようになっている。
前述した通り、開発に際しては凱の活動支援に重点が置かれていることから、目的地への速やかな移送を目的とし、同時に技術的に安定していることから通常のガオーマシン形態は飛行メカとされ、ギャレオンのようなメカライオンとしての自律性を排除することにより、設計期間の短縮と運用時のメンテナンスの大幅な軽減に繋がった。また当初の設計では、単独での戦闘に対応すべく通常兵装の搭載も盛り込まれていたが、「勇者王そのものが最大の武器」との観点から、本形態では一切の武装が施されないまま完成とされている。
作中に登場した凱の専用機の他、オービットベース内にはもう一機、「XF-111」の形式番号が与えられたプロトタイプも保管されている。
- 企画時の仮称は「ホバーガオー」。ギャレオンが宇宙メカライオンであったのに対し、ファントムガオーはイーグルをイメージしたフォルムが当初検討されていたが、後述のガオファイガーのコンセプトに従う形で最終的に生物モチーフを盛り込まない方向でデザインが詰められている。また、前出の仮称を踏まえる形で、デザインにはスキッド的な要素も含まれている。

ガオファー
エヴォリュダー・ガイとファントムガオーが、フュージョンすることで完成するメカノイド。フュージョンの際のコールは、ガオファーの場合のみ呟くような小声になっている。
地球のテクノロジーで作り上げられた、「地球製ガイガー」とも言うべき機体であり、F.F時の役割もやはりガイガーのそれに準じているが、一方で武装は両前腕のファントムクローのみながらも、白兵戦においてはガイガーを凌ぐほどの戦闘能力と機動力を発揮し、変形前と同様にファントムイリュージョンを活用しての超速移動も可能とする。
また、腹部には「リングジェネレーター」と呼ばれる部位が備わっており、ガオファイガーへのF.Fの際にはここからプログラムリングを生成し、これを他のガオーマシンが読み込むことで合体を可能とする。理論上では他のリングも生成可能であるが、映像作品中での生成はこのプログラムリングのみに留まっている。後述する新型のガオーマシンとの合体を前提としているものの、従前までのガオーマシンとの互換性も保たれており、そちらとのF.F.も可能となっている。
ガオファーは、「ガオファイガー・プロジェクト」の始動から間もない2006年8月には既に完成と起動に至っており、完成とともにバイオネットなどの犯罪組織撲滅を目的とした実戦任務に就いている。とはいえ、この時点ではまだF.F.プログラムまでは完成に至っておらず、ガオファイガーの完成にはさらに数ヶ月の期間を要することとなる。
- 1997年11月に提出された準備稿の時点で、既に決定稿にも繋がるイメージは確立されつつあったものの、肩や腕周りなどの処理がこの時点での課題とされており、翌年の同時期に提出された準備稿を経て、ファントムガオーとすり合わせる形でデザイン作業が進められている。また胸部周りは当初、ドラゴンの意匠を盛り込みつつもリアルメカとして成立する形とされていた。

ドリルガオーII
全長：18.2m / 重量：299.0t
重戦車タイプのガオーマシン。そのフォルムや基本的な機能・役割はドリルガオーに準じており、作中では披露されなかったもののガオファーの前腕への装着も可能であるが、搭載されているドリルには4枚のフィンが新たに追加され、さらに節目ごとに逆回転することで、貫通力や掘削力よりも破砕を目的とした構造となっている。
このドリルガオーIIとライナーガオーIIは、作中において最低3機建造されているのが確認されている。
- 企画時の名称は「マグネガオー」。前述の通り、ドリル部分を除けば基本的には前バージョンと大きな変化はないものの、脚部のシルエットをガオガイガーから逸脱させないという制約の元、全体のボリュームバランスの調整がなされている。

ライナーガオーII
全長：13.1m / 重量：133.3t
ロケットタイプのガオーマシン。
ライナーガオーの後継機であり、ガオファイガーの合体時に両肩と上腕を構成する点も引き継いでいるものの、2両編成の新幹線型であった同機とはフォルムを大きく異としており、機体後部には6基の補助ロケットを搭載。
このフォルムの変更により、「線路の上しか走れない」というライナーガオー最大の特徴兼問題点を解消している。F.Fの際にはこの補助ロケットを排除し、本体そのものを上下に大きく割り開くように展開することで、ガオファーとの合体を可能とする。また本機は、ガオファイガーが破壊された際の脱出装置としての役割も持つ。
- 企画時の名称は「H2ガオー」。当初からロケット型として考案されており、ノーズ部分の処理を除けばほぼ大きな変更もなく決定稿に至っている。

ステルスガオーIII
全幅：35.0m / 重量：122.7t
全翼機タイプのガオーマシン。前身たるステルスガオーやステルスガオーIIと同様にステルス爆撃機型の機体であるが、それらと比べると多少のダウンサイジングが図られている。
両翼端にウルテクエンジンが搭載されている点も、やはりステルスガオーIIより踏襲しているが、合体後に使用されるリングをエネルギー粒子で構成する方式に変更したのに伴い、本機では従来までの大型エンジンポッドから、ニューロノイド用グリアノイドから発展した、小サイズの新型ウルテクエンジンへと変更。これにより前述したダウンサイジングに加え、実体のリングを廃したことによる装備重量の軽量化を実現している。
ガオファイガーへと合体した状態では、推進機関を用いる際に両翼端が展開し、緑翠色に発光噴射する可変機構が用いられている。本機は最低2機の建造が確認されている。
- デザイン的には、ウルテクエンジンの意匠をどう処理するかに重点が置かれており、検討用の画稿の中には両翼端の2基に加え、さらに機体中央にもう1基を追加した、立体的な構成のものも存在する。

ガオファイガー
ガオガイガーに代わる地球防衛の要「ガオファイガー・プロジェクト」の中核として建造された、ファイティングメカノイド。正式名称は「ファイティング・ガオガイガー」。
ガオファーを中核とし、そこに他の3機のガオーマシンが合体するという基本的な部分、それに使用するハイパーツールは概ねガオガイガーより引き継いでおり、Gストーン以外は純地球製ながらも、弾丸Xのシステムを再検討しエヴォリュダー能力とリンクさせることによって実現された新システム「エヴォリュアル・ウルテク・パワー」によって、出力や機動力などといった基本性能はガオガイガーを凌駕する。また、従前までのガオガイガーのような換装を必要とせずに、大気圏内外での運用も可能としている。合体前のガオファーと同様に、この形態でもリングジェネレーターを活用でき、後述の攻撃・防御の際にリングを生成することでその能力を発揮する。
時系列上、ガオファイガーが初めてF.F.を実行したのは2007年1月、香港でのバイオネットとの戦闘に際してのことであり、その際には開発プロジェクトの中枢を担っていたアルエットの助けを得て合体に成功。同時に最終的なプログラムも完成に至っている。この時の経緯は、外伝コミック『エヴォリュダーGUY』で描かれており、その後は『FINAL』における物語前半の主役機として、作中ではバイオネットのロボットやレプリガオガイガーと干戈を交え、パルパレーパ・プラスとの戦闘においても相手と互角に渡り合うも、凱がペイ・ラ・カインの姿を見て動揺した隙を突かれ、大破・敗北を喫することとなる。
- 企画時の仮称は「ガオガイガー改」。ガオファイガー（とジェネシックガオガイガー）の登場は、『FINAL』の制作が決定した時点で既に決まっており、デザインに当たってはスターガオガイガーの延長線でスタイリングを模索しつつ、「地球製のガオガイガーの胸部に何を持ってくるのか」という点が課題とされた。デザインは合体前のガオファーも含めて藤田一己が手がけており、最終的に砲口を思わせる意匠を胸部に配することで、前述の課題をクリアしている。また、頭部各所にあしらわれたリブや追加装甲は、単なるデザイン的なアクセントではなく、機界原種との戦闘の際に破損した箇所への強化策という意味合いも含まれている。

武装
ブロウクンファントム
スターガオガイガーと同様に、ファントムリングを併用する形で放つ右腕からのパンチ攻撃。従前までのそれとは異なり、ガオファイガーの場合はエネルギー粒子によってリングを生成することで、リングを破壊されると使用できないという弱点が克服されており、レプリガオガイガーとのブロウクンファントムの撃ち合いでは、相手方のそれを正面から破っている。
- 企画段階では、右腕に内蔵されたフィン状のパーツが展開するなどといったギミックのアイディアも検討されており、その一部はジェネシックガオガイガーの腕部ギミックへと流用される格好となった。

プロテクトウォール
こちらもウォールリングを併用する形で、左手より展開する防御フィールド。スターガオガイガーのそれとは異なり反射機能が復活しており、作中でもギムレット・アンプルーレの荷電粒子砲を跳ね返している。
ヘル・アンド・ヘブン
詳細はガオガイガーの節も参照。パイロットの凱がサイボーグからエヴォリュダーに転生したことで、使用時の負担も減少したが、不完全な必殺技であることに変わりはない。
作中では2度にわたって使用され、1度目はレプリガオガイガーのヘル・アンド・ヘブン・ウィータとのヘル・アンド・ヘブン合戦を制するも、2度目の相手となったパルパレーパ・プラスとは、相手の繰り出すゴッド・アンド・デビルと競り合いながらも、前述の経緯ゆえに押し負ける形となった。

### 竜シリーズ
ガオガイガーのサポートを目的に開発された勇者ロボ群で、竜型ビークルロボとも呼称される。一部の例外を除いて2体1組の「兄弟（姉妹）」として扱われており、大元となった氷竜・炎竜の2体は、世界初の汎用AIを搭載したロボットとして開発され、自己判断能力や人間と同様の感情を有している。後に、GGGが世界各国へと技術供与を行ったのに伴い、作中では日本も含めた3カ国にて計6体が開発されるに至った。
同シリーズの最大の特徴として、シンメトリカルドッキングと呼ばれる左右合体機構と、それによるパワーアップが挙げられる。これはシンパレートと呼ばれるAI同調値を、90％以上に高めることで実現可能なものであり、2つのGSライドの相互増幅作用と属性の異なる複合攻撃により、単体時の能力を単純に足した以上の力を発揮できる他、合体解除（シンメトリカルアウト）によって敵の攻撃を回避したり、ダメージを最小限に抑えることも可能となっている。またこの機構は、異なる経験を積んだ超AI同士を統合し、最小単位での合議制による柔軟な判断力をもたせることも企図しており、超AIに強大な力の行使を任せることへの不安から、開発陣が考案した安全弁とも言えるものでもある。
この他にも、天井の低い場所での活動や安定姿勢での高速移動の際には、上半身をビークルロボ形態、下半身をビークルマシン形態としたセミビークル形態への変形機構も備わっている。
氷竜（）
声：山田真一
クレーン車に変形する、青い竜型ビークルロボ。一人称は「私」。冷却系の装備を駆使し、消火などレスキュー活動にも対応している。
超AIを搭載したメカノイドとしては、GGGの中でも最古参に当たる存在であり、搭載されたAIは炎竜と共に半年間かけて育てられ、AIの起動が5秒早かったことから炎竜の兄として位置付けられている他、後述する性格もあり、勇者ロボ軍団を取りまとめるサブリーダー的な立ち位置も担う。冷静沈着かつ情報分析に優れた性格の持ち主で、「私の計算では〜」という口癖からも窺えるように、理論を優先する慎重派でもある。
炎竜とともに、作中での初出はNumber.05。当初は変形に必要なエネルギーの制御ができず、ロボットモードへの変形も行えずにいたが、初出撃となるEI-06戦に際して、護の力でGSライドの出力が200%上昇したことで、兄弟揃ってビークルロボへの初変形を果たす。
- 企画時の名前は「ダムダー」。ビークル形態がクレーン車という点は当初から想定されていたものであるが、カラーリングは黄色とされていた他、2体のロボの差異もそこまで全面に押し出されておらず、「氷と炎のロボット」という個性付けがなされた段階で、頭部を中心にそれに合わせた意匠と左右非対称な部分がデザインされた。クレーンアームは当初、2段階折りたたみ式の放水アームユニットもオプションとして考案されていたものの、最終的にクレーンアームの先端に放水口を設ける形に落ち着いている。
- 作中で「チェストスリラー（ウォーマー）」として描写された胸部の開閉ギミックは、当初DX玩具でも再現される予定であったがコストが嵩むことから断念されており、後に登場する風龍・雷龍の2体については玩具とアニメとの連動性を考慮し、当初からこのギミックの描写が割愛される格好となった。

武装
パワークレーン
背部に装備された伸縮式のクレーンアーム。ビークルマシン形態では救助活動に用いられるほか、ビークルロボ形態ではライフルやトンファー（クレーントンファー）としても活用される。基部の左側には、超竜神の頭部（ビークルマシン形態でのクレーン操縦席に相当）も配されているが、作中ではビークルロボ形態への変形後には描写が割愛されている。
フリージングガン
右脚に収納された冷線銃で、シンメトリカルドッキングの際には右前腕を構成する。ザ・パワーで強化された際はパワーフリージングガンと呼称される。
フリージングライフル
右肩、左腰に構える冷線砲。氷竜にウルテクエンジンが搭載されてからはウルテクライフルになった。
チェストスリラー
胸部装甲を展開し、内部から対象を凍結させる冷風を出す。温度の調節ができ、広範囲の消火にも用いられる。
ペンシルランチャー
氷竜・炎竜の共通装備で、ボールペンに近似した形状を持つランチャー型のツール。通常の炸裂弾以外にも、2種の混合によって固まる硬化弾ブルー、ネット弾といった多彩な弾丸を放つことができる。
炎竜（）
声：山田真一
はしご車に変形する、赤い竜型ビークルロボ。高熱系の装備を駆使し、寒冷地でのレスキュー活動にも対応している。
兄である氷竜と同一規格・形式のAIを搭載しているものの、その人格は直感で決断する行動派として成長し、クールな兄である氷竜に対して、こちらはヤンチャな弟分といった趣きとなっている。頭に血が登りやすい気質の持ち主でもあり、敵との交戦時にはよく「オラオラオラオラァ!!」と気勢を上げるのが常である。他方で、一人称は「僕」である他、普段の喋り方もどことなくお坊ちゃん的なきらいがある。また弟であるがゆえに、後に弟妹（特に妹）ができた時は非常に喜んだ。
メルティングガンとライフルに加え、ミラーシールドを装備していることに起因した重量バランスの偏りのために、出撃の際に着地がいつまでたっても上手くならないという欠点を持っており、作中でも成功したのは2回のみである。
- 企画時の名前は「ゼロダー」。こちらもビークルマシン形態が消防車、そしてカラーリングが赤という点は当初からの想定であり、ビークルマシン形態の基本的なスタイリングも回転灯の部分（ビークルロボ形態の膝に相当）など細部を除けば、デザイン作業の初期段階からほぼ決定稿に近いものとされている。
- 共通装備のペンシルランチャーは、ガオガイガーがドライバーをメインの装備としていることから、それに横並びになるものとしてサンライズ側から発注があった装備である。この他にも、ドリル・三連ビット・万力・ハンダごての4種類のツールガンが、氷竜・炎竜兄弟の装備として考案されていたものの、最終的にガオガイガーが大工道具系、竜シリーズが文房具系という形に落ち着いたことで、作中への登場は見送られた。

武装
パワーラダー
背部装備された伸縮式の梯子。先端からの放水が可能であり、主にビークルマシン形態での消火活動に用いられるほか、ビークルロボ形態ではライフルやトンファー（ラダートンファー）としても活用される。
Number.10では先端にウインチを外付けし、超竜神に合体した状態でパワークレーンと併用することで、海中からガオガイガーを引き上げてもいる。
メルティングガン
左脚に収納された熱光線銃で、シンメトリカルドッキングの際には左前腕を構成する。ザ・パワーで強化された際はパワーメルティングガンと呼称される。
メルティングライフル
左肩、右腰に構える熱光線砲。炎竜にウルテクエンジンが搭載されてからはウルテクライフルになった。
チェストウォーマー
胸部装甲を展開し、内部から対象を溶解させる熱風を出す。こちらもチェストスリラーと同様に温度の調節ができるが、作中での使用数は少ない。
ミラーシールド
炎竜専用のツールで、表面に半永久的ミラーコーティングが施された盾。このコーティングを利用し、敵のエネルギー弾を撃ち返す用途にも用いられる。
シンメトリカルドッキング時には胸部装甲を構成する。
ペンシルランチャー
氷竜が使用するのと同一の装備。
超竜神（）
声：山田真一
氷竜と炎竜がシンメトリカルドッキングすることで完成する、合体ビークルロボ。
合体の際には氷竜が右半身と頭部、炎竜が左半身と胸部装甲をそれぞれ構成。人格は彼らが備える超AIのそれを足して2で割ったものとなっているが、どちらかというと兄の意識が強く、一人称も氷竜と同様に「私」を用いる。
イレイザーヘッドの射出など、ガオガイガーのサポートが主な役割であるが、2つのGSライドの相乗効果によってガオガイガーに比肩するほどのパワーを発揮し、さらに瞬間出力だけでいえばガオガイガーをも上回る。物語後半では、後述のSPパックやクライマー1を追加で装備し宇宙戦にも対応している。
作中での初出はNumber.06。当初はシンパレートが規定値を超えず、訓練でも合体成功には至らなかったが、EI-07撃破時に発生するとされる大規模な爆発からガオガイガーを救いたい一心でシンパレートが上昇、合体を果たすに至った。物語後半の頭脳原種戦では、敵の置き土産である小惑星をESウインドウの向こう側であるアステロイドベルトに押し戻すという活躍も見せるが、自身もその際ESウインドウの向こう側へと消失、一時物語からも姿を消すこととなる。後に、ザ・パワーの力で小惑星ともども6,500万年前の地球にタイムスリップを遂げていたことが判明、伊豆諸島にて地層に埋もれた状態で発見された超竜神は機体も劣化していたものの、体内に残留していたザ・パワーの効果によりAIとGSライドが保護されたことで、休眠状態のまま現代への”帰還”を果たすに至った。発掘後もなお眠り続けていた超竜神は、護の涙に反応したザ・パワーで奇跡的に復活を遂げ、戦線へと復帰することとなる。
- 企画時の名前は「ダダダッゼム」で、実際に採用された「超竜神」の名称は、個性を出すべくガオガイガーとは真逆の方向に、いっそ漢字にしてしまおうという意図のもと、米たにによって考案されたものである。超竜神をはじめとした、いわゆる準主役ロボの描写について米たには、これを主役ロボ（ガオガイガー）と同じ見せ方にすると逆に主役の存在感が薄くなることから、勇者ロボ軍団全員の「そのロボにしかない特性」をより強く意識したといい、超竜神の場合は最前線に立つガオガイガーのサポートに回りイレイザーヘッドで街を守るという、超竜神がもっとも輝く守備範囲を全力で描いたと後に述懐している。
- タカラ側の玩具開発担当者曰く、超竜神（と、撃龍神）についてはウルトラレイカー（『勇者エクスカイザー』）以来となる「左右合体」をどうしてもやりたかったとのことで、同時に「合体と合体前の可動は両立するのか」を試して上手く行った例でもあるという。後のインタビューで開発に携わった幸日佐志は可動を盛り込んだことに関しては『トランスフォーマーG2』を意識したという。当時は子供が遊びにくくなるという配慮から、余計な可動を仕込むと怒られた時代だったため、合体したら動かなくなることで、遊びやすさを確保したと了承してもらったという。クレーンの操縦席を兼ねる都合上、合体時の頭部の基本的な形状は当初から定まっており、デザイン作業は耳や角の有無などの検討を中心に進められる形となったが、最終的にサンライズ側からの要望でそれらの装飾をなくした、よりシンプルな形へとブラッシュアップされた。同様に、ボディについても胸部の形状以外はほぼ決まった状態にあり、様々なアイディアが検討された末に、米たにの「ガオガイガーは攻めるやつ、超竜神は守りのやつ」というアイディアを元に、攻撃を避けるのではなく跳ね返すミラーシールドとして設定され、作業車両のラジエーターグリルなどのイメージをそのまま持っていく形で決定稿に至っている。
- 作中での超竜神のパワーアップは前述した外付け装備の追加や、撃龍神との変則的な合体といった形に留まっているが、企画段階では「氷竜・炎竜の兄に当たるロボットが、超竜神の真ん中にサンドイッチ状に挟まれる形で合体し、飛行能力を付加する」というパワーアップ案も、タカラ側より提示されていた。実際に、「5号長男」と記されたビークルロボ形態や、YF-23辺りをモチーフにしたと見られるビークルマシン形態、そして強化合体形態のデザイン画稿も起こされているが、「超竜神は空を飛ぶことがない」という米たにの演出コンセプトと反することから没とされている。また、玩具の年間販売スケジュールで工場の製造ライン数が限られている中、本来予定になかったゴルディーマーグを急遽追加したことも、この「5号長男」のお蔵入りに関係していると後に明かされている。設定上でも、「5号長男」の開発がゴルディーマーグの開発を優先させるため凍結され、与えられるはずであったGBR-5の機体番号も欠番とされたという設定が、テレビシリーズの時点で追加されており、さらに後年の『覇界王』ではこの設定を活かす形で、「翔竜」と呼ばれる勇者ロボとして復活する格好となった。

装備
ダブルガン
両腕に装備されたフリージングガン、メルティングガンを交互に撃つことで、対象を熱疲労させる。
ダブルライフル
両腰に装備されたフリージングライフル、メルティングライフルの交互斉射。こちらも効果としてはダブルガンと同様で、ウルテクエンジン搭載後は、ダブルガンと併せてウルテクビームが発射可能となった。
ダブルトンファー
両腕にパワークレーン、パワーラダーを装備した状態。トンファーのように敵を殴りつけるなど近接戦闘時の武器として機能するほか、イレイザーヘッド射出時のガイドとしても活用される。
イレイザーヘッド
超竜神の専用ハイパーツール。高出力の振動波によって物質や衝撃波を細分化し、大気圏外へと排除する。詳細についてはハイパーツール群の節も参照。
SPパック
物語後半より投入された宇宙用の追加スラスター。両肩に装着することにより、機動性を強化する働きを持つ。
スーパーノヴァ
超竜神に秘匿されている装備。
本来は合体状態で使用するものだが、『FINAL』ではピーヴァータ戦にて、分離した氷竜と炎竜の捨て身の攻撃として使用されており、その際には氷竜のチェストスリラーと炎竜のチェストウォーマーを限界出力で同時に繰り出し、急激な冷却と加熱を与えて攻撃する技として描写されている。有効射程は0距離で、接近しなければ効果はない。
名称自体はテレビシリーズの時点で存在しており、Number.08のアイキャッチにてその記載が確認できる。また、撃龍神の使用するシャントゥロンは、計画中のスーパーノヴァの断片情報から中国が作り出したのではないか、と推測する資料もある。
風龍（）
声：山田真一
ミキサー車に変形する、緑の竜型ビークルロボ。
GGGからの技術供与により、中国科学院航空星際部にて世界初の戦闘用ビークルロボとして開発された機体であり、ガオガイガーのサポート役として、レスキューなどに主眼を置く形で開発された氷竜・炎竜に対し、風龍・雷龍はともに純粋な軍事兵器として開発されているのに加え、当初からウルテクエンジン搭載を考慮して設計されているために高い戦闘能力を発揮することができ、風龍は主に風を駆使した攻撃手段を用いる。また、兄弟共通の仕様として、胸部のダイヤル操作により兵装の切り替えも可能となっており、切り替えの段階は「ティガオ」と呼称される。
同時に開発された雷龍に7秒先んじて起動したことから、彼の兄として位置付けられている。また、AIが氷竜のそれをモデルとしていることから、冷静かつ穏やかな性格の持ち主である一方、氷竜が大人びているのに対し風龍は「僕」を一人称とするなど、それよりもやや若さが目立つ。趣味は麻雀。本来は中国語で思考しており、日本語圏の相手との会話には翻訳ソフトを用いているが、このソフトがバグを抱えているらしく、汚い場所に長時間居続けるなどして精神の乱れを生じた場合、語尾に「〜アル」とつけたり、日本語を含めた支離滅裂な言葉をわめき散らすことがある。
初陣となったNumber.35の脊髄原種戦の時点では、AIに対して施された教育が軍事教練を中心としていたことから、敵の殲滅を第一、自己防衛が第二とする戦術目標を掲げていたためにGGGからの反発を招くも、そのGGGの姿勢に感化されたことで人命第一に考えを改め、彼らとの合同演習を経て兄弟共々GGGに転属することとなる。
- 基本的には、先行する氷竜・炎竜の頭替えバリエーションとしてデザインされているが、ビークルマシン形態で車体後部に何を乗せるかについてはなかなか決まらず、提示されたアイディアの中には戦闘用というキャラクター設定を踏まえ、ミサイルやレーザー砲を積むという案もあったという。

装備
風龍専用銃
専用の銃。『エヴォリュダーGUY』第6話で使用された。
ジャオダンジィ（攪転槽）
ミキサータンクに近似した形状のマルチポッド。通常は背部に装備されており、状況に応じ飛行ユニットとして、また前方へ展開することでフォン・ダオ・ダーンを繰り出すミサイルポッドとして、それぞれ活用することができる。また、シンメトリカルドッキング時には右前腕部を構成し、他の竜シリーズの兄弟たちが合体後の前腕部を格納するスペースには、それに代わって自爆装置が搭載されている。
ティガオ1
ジャオダンジィを活用しての飛行。
ティガオ2
ジャオダンジィより、超圧縮空気弾の「フォン・ダオ・ダーン（「風道弾）」を発射。
ティガオ3
激風の防御壁を展開。
ティガオ4
電磁竜巻を発生させ、そのエネルギーを目標へとぶつける。
雷龍（）
声：山田真一
ダンプカーに変形する、黄色の竜型ビークルロボ。一人称は「俺」で、特技は太極拳。戦闘では電気を駆使した攻撃を主としている。
こちらも兄である風龍とは同じ環境下でAIの教育が行われ、翻訳ソフトの搭載なども兄に準じているものの、氷竜・炎竜ほど極端ではないにせよ性格は対照的なものとなっており、炎竜をモデルにしたAIであるがゆえの荒っぽさや落ち着きに欠く性格を引き継ぎつつも、口調についてはひねたものとなっているのが特徴である。その炎竜からは性格のみならず、着地が苦手という難点までも受け継いでいる。
- ビークルロボ形態の頭部は、初め氷竜・炎竜との差別化を企図してビークルマシン形態のモチーフであるダンプの意匠を額に取り入れる（この点は風龍も同様）など、複数のパターンが検討されており、大河原は「この辺になると、もう何でもいいからやってみようという感じ」「『ヤッターマン』とか、あの路線のデザインをやっていてよかったなと思った」と後に振り返っている。

装備
エレキガン
左脚に格納されている電撃銃で、設定上では屋内など限定された空間内での使用が想定されている。シンメトリカルドッキング時には左前腕を構成する。
デンジャンホー（電磁荷台）
ダンプカーのデッキ（荷台）を模した形状のユニット。通常は背部に装備されており、状況に応じ飛行ユニットとして、また左腕に装着することでシールドとして、それぞれ活用することができる。シンメトリカルドッキング時には本体が左前腕部に装着され、前部のパネル（レイ・ドゥーン）は胸部装甲を構成する。
ティガオ1
サーフボードのようにデンジャンホーに乗り、空を飛ぶ。
ティガオ2（レイ・ドゥーン）
デンジャンホーの前部に装着されたパネルで、放電現象を自在に制御する役割を担う。
ティガオ3
電磁シールドを展開。
ティガオ4（ヴァン・レイ）
指先から放射する、攻防一体の電撃。
撃龍神（）
声：山田真一
風龍と雷龍がシンメトリカルドッキングすることで完成する、合体ビークルロボ。
合体の際には風龍が右半身と頭部、雷龍が左半身と胸部装甲を構成。風龍の冷静な人格と、雷龍のような荒っぽい口調を併せ持ち、一人称も後者同様の「俺」を用いる。後述の通り必殺技を繰り出すこともできるなど、超竜神に比べて火力の充実が図られているのが特徴である一方、超竜神と構造を同じくする都合上、彼と同様にSPパックやクライマー1を装備し宇宙空間で活動することも可能である。
初出となったNumber.36の時点では、当初風龍と雷龍が前述した軍事教練プログラムにより敵の殲滅を優先していたために、シンパレートが既定値を超えず合体に至らなかったが、身を挺して人間や仲間を守る超竜神の姿に感銘を受け、勇者の心が芽生えたことにより初合体を果たすとともに、ゾンダー大砲の核とされていた人々を「救う」ことでその変化を示してみせた。当初は中国の防衛に当たっていた撃龍神は、後に国連からの要請でGGGへの出向が決まり、開発を手がけたヤンの後押しもあって勇者ロボ軍団へと加入。また、前述の通り「勇者」としての心が芽生えたことにより、それを教えられる格好となった超竜神に対しては、先輩として尊敬の念を抱いており、彼らが一時的に戦線離脱した際にはGGG機動部隊の中核としても活躍した。
- こちらも合体前と同様に、デザイン作業は主に頭部（と、胸部）の意匠に重点が置かれており、「超竜神よりも強そう」というポイントと、変形合体との兼ね合いを満たす形で進められた。当初は頭側部のダクトなど、斜めのラインが多用されていたものの、金型から抜きづらいという玩具的な制約もあってより直線主体のそれへと改められている。

装備
攪拌槽（）
電磁荷台（）
SPパック
宇宙用の追加装備。カラーリングが撃龍神のそれに対応している点を除けば、機能や用途は超竜神用のものに準じている。
必殺技
双頭龍（）
「唸れ疾風、轟け雷光」の掛け声と共に、右腕から風のエネルギーを、左腕から雷のエネルギーをそれぞれ発生させ、大量の荷電粒子を目標めがけて放出する。発射されたエネルギーは龍を模した形状をとり、複数の目標を一挙に殲滅するだけの威力を発揮する他、エネルギー出力の調整によって単に目標を破壊するだけに留まらず、ヘル・アンド・ヘブン同様に目標中枢部の摘出や、味方機を乗せて遠隔地へ送り込むといった、様々な形での応用も可能となっている。
秘匿装備
最終装置
右肩内に格納された、機密保持用の自爆装置。本体には「自己自自暴奔清一蓮托生」と記されており、作中では『FINAL』でのペチュルオン戦にて使用された。
特殊合体
テレビシリーズ終盤にて登場した、変則的なシンメトリカルドッキング。ザ・パワーの働きにより、シンパレートが理論限界を上回る200%にまで高まることで初めて可能となったもので、通常のシンメトリカルドッキングよりも桁外れな力を発揮できる。また、合体後の思考パターンは、各組み合わせのミックスとは一概に言い切れない部分もある。
一方で、初合体時の雷龍の台詞からも示唆されているように、本来プログラムにはない合体である上、合体を可能とするザ・パワーの制御も困難なため、各ビークルロボにかかる負担も多大なものとなっている。加えてザ・パワーの存在に依拠した合体であるため、実際にこの特殊合体形態が登場したのも原種大戦末期の2回のみに留まっている。
幻竜神（）
声：山田真一
氷竜と雷龍がシンメトリカルドッキングすることで完成する、合体ビークルロボ。
合体時には氷竜が右半身と頭部、雷龍が左半身と胸部装甲をそれぞれ構成。一人称は「私」で、超竜神に近似した人格を有する。戦闘においてはスピードを活かした攻撃に加え、幻惑、攪乱戦法も得意とする。
作中での初出はNumber.43で、腸原種と鼻原種が合体したゾンダーメタルプラントとの戦いで初陣を飾る。木星決戦では強龍神と共に生殖器原種を撃破し、Zマスターの体内に突入した際には脊髄原種とも交戦している。
装備
フリージングガン
パワークレーン（フリージングライフル、クレーントンファー）
デンジャンホー
必殺技
オーロライリュージョン
微細な氷の粒を空間上にスクリーンとして展開し、複数の虚像を投写することで敵を幻惑させる。
サンダーブリザード
「吹けよ氷雪、轟け雷光！」の掛け声と共に、右腕から氷のエネルギーを、左腕から雷のエネルギーをそれぞれ放つ。いわば幻竜神版の双頭龍とも言うべき技であり、鼻原種に対する決まり手となった。
マキシマムトゥロン
強龍神との合体技で、サンダーブリザードとバーニングハリケーンを同時に繰り出す。木星決戦で胸原種と臍原種相手に使用し、両者を撃破せしめた。
強龍神（）
声： 山田真一
炎竜と風龍がシンメトリカルドッキングすることで完成する、合体ビークルロボ。
合体の際には炎竜が左半身と胸部装甲、風龍が右半身と頭部を構成。ドスの効いた低音の口調など、撃龍神をベースとした人格となっているが、一人称は炎竜同様の「僕」を使用。戦闘においてはパワーを活かした攻撃を得意とする。
作中では、腕原種と胃袋原種が合体したゾンダーメタルプラントとの戦いが初出で、Zマスターの体内に突入した際には鼻原種とも交戦している。
装備
メルティングガン
メルティングライフル
ラダートンファー
ジャオダンジィ
必殺技
バーニングハリケーン
「唸れ疾風、燃えろ灼熱」の掛け声と共に、右腕から風のエネルギーを、左腕から炎のエネルギーをそれぞれ放つ。いわば強龍神版の双頭龍とも言うべき技であり、胃袋原種に対する決まり手となった。
マキシマムトゥロン

### マルチロボ
元々ハイパーツールの一種として、ゴルディオンハンマーとともに開発されたマーグハンドであるが、後にこれらを最適化するに当たって、ゴルディオンハンマーの強大なパワーを制御すべく、マーグハンドの側にシステムチェンジ機構と超AIが搭載されることとなる。このような特異な事情から、本来ツールロボでありながらもビークルロボとしての性質も兼ね備えたゴルディーマーグは、両者の中間ともいうべき独自のカテゴリに分類されているのである。
ゴルディーマーグ
声：江川央生
物語中盤より登場する、橙色のマルチロボ。
人型のロボット形態の他、戦車型のビークルマシン「ゴルディータンク」、腕型のハイパーツール「マーグハンド」の3つの形態への変形機構を備えており、作中ではNumber.21でのEI-20戦で初投入され、ゴルディータンクはEI-21戦で初披露された。
ゴルディオンハンマー使用時の負荷軽減を目的として開発されたことから、その機体構造は勇者ロボ随一とも言える頑強なものとなっており、作中でも爆弾を踏んでも気にも留めず、タンク形態で超高度から落下してもほとんど損傷なしと、圧倒的な耐久性を示している。パワーに関しても、GSライドのエネルギー変換効率の高さゆえに、単純なパワーだけでいえば単体の勇者ロボとしては最高で、それを活かした格闘戦も得意とする。この他にも単独での飛行能力を有し、状況に応じてディバイディングドライバーなどの輸送を担うこともある。
大雑把にして独断専行の多い、熱血バカの火麻とほぼ同様の性格の持ち主で、常にゴルディオンハンマーを使える状態にしておくことを最優先に考え、時には命令を無視することも辞さない。これはゾンダーとの戦闘が激化したことにより、開発期間の短縮を企図して火麻の思考を、サンプリングモデルとしてほぼそのままコピーしたことに起因しており、そのためゴルディーマーグ自身も、搭載されているAIに対するコンプレックスを持ち火麻を怒らせることも少なくないが、一方では火麻譲りの鋭い直感と咄嗟の機転力を発揮することもあり、それが勇者ロボ軍団を救った事例も少なくない。
『FINAL』ではレプリガオガイガー戦にて大破したものの、無事であったAIユニットはタケハヤへと組み込まれ、ゴルディオンクラッシャーのAIユニットとしてその使命を全うした。
- ゴルディーマーグは、ゴルディオンハンマーを商品化するに当たってハンマー自体に変形させる部分が乏しいことから、タカラ側から提示された「巨大な手」というアイディアを元に、米たにの「あくまでもツールでロボットはおまけ」という意図も組み込む形で考案された。デザイン作業に際しては、米たにから「無機質な顔にして欲しい」といった指示もあったといい、また当初は超AI搭載ロボではないという設定であったことから、頭部については機械っぽい無骨なラインが志向されていた他、タンク形態での頭部の処理についても決定稿とは大きく異なる形とされていた。頭部についてはその後、目のないゴーグル状ではあるものの顔らしい造作が盛り込まれた試案を経て、最終的にロボット形態以外では目の部分が収納されるというギミックを盛り込む形へと落ち着いている。

装備
マーグキャノン
ゴルディータンクの主砲である長距離砲。ゴルディオンハンマーの柄が変形したもので、ロボット形態でもうつ伏せになれば使用することができる。宇宙での戦闘時にはタンク形態でアマテラスの甲板に固定され、同艦の砲台としても活用された。
コネクトケーブル
胸部に内蔵されたツールで、コンピューターへのアクセス時に使用される。

## GGG諜報部
GGGにおける勇者ロボは、ゾンダーとの実戦に当たる機動部隊だけでなく、後方支援を主目的とする諜報部にも配備されている。担当任務の性質上、他の勇者ロボたちとは異なり単独での行動が多く見られるが、ゾンダーとの戦いが激化するにつれて直接戦闘に当たる機会も多くなり、その際には持ち前の明晰な頭脳と数々の擬装装置による敵の虚を突いた戦法で、幾度もの危機的局面を打開している。
作中ではビークルロボのボルフォッグ、そして彼の活動のサポートを目的に開発された「ガンマシン」2体の、計3体が諜報部所属として扱われている。ガンマシンは、ビークルロボのように人型ロボットとビークルの2形態への変形機構こそ備えているものの、超AIまでは搭載されていない独自のカテゴリとして設定されている。そのため簡易AIによる自律行動こそ可能ながらも、自らの意思は持ち合わせておらず、ボルフォッグからの指令によって行動するのが常であり、また各機ともビークル形態ではGGGメンバーの移動手段として使用されることも多い。彼らもまたボルフォッグを中心とした変形合体により、ゾンダーロボとも渡り合えるだけの戦闘能力を発揮することができる。
ボルフォッグ
声：小西克幸
物語中盤より登場する、紫色の隠密型ビークルロボ。
パトカー型のビークルマシン形態から、忍者的な意匠を持つビークルロボ形態へと変形し、諜報・偵察・撹乱といった後方支援活動を主に担当。後述する各種能力、素粒子Z0センサーを始めとした装備類も、それに即したものとされている。中でも、GGG特別隊員となった護の護衛を第一の任務としており、そのこともあって勇者ロボたちの中でも彼とは特に親しい関係にある。
搭載されているAIは、ゾンダリアンの攻撃激化を予想して完成が急がれ、政府調査機関の協力の元3ヶ月という短期間で育成が行われた。かつての内閣調査室諜報員にして、猿頭寺の親友でもあった犬神霧雄が人格モデルとされており、冷静沈着な人柄もまた彼譲りである。誰に対しても丁寧な口調で接するのも特徴の一つであり、「凱機動隊長」や「護隊員」のように、他人を呼ぶ際には名前と肩書きを組み合わせることが多い。その点は敵であるゾンダーに対しても通底しており、機界四天王の中でも執拗に護を排除しようとしたペンチノンとは、数々の戦いを通して因縁浅からぬ関係となり、浄解後のトモロ-0117とは共闘時に連携したこともあって「良き友人」と呼んでいる。
一方で、勇者ロボたちの中でも良識的な方ではあるものの、その良識はどこかずれている節もあり、『最低勇者ロボ軍団』や『五月（メイ）探偵リオン』、それに『金の牙・銀の爪』といった外伝作品では、パパラッチ並みの隠し撮りや闇商人顔負けのあこぎな商売を行う様が描かれている他、ルネの機嫌を損ねる発言を繰り返して容赦なく銃撃されるなど、どこか空気を読めないところもない訳ではない。
作中での初出はNumber.09で、この時はEI-10から護と華を助けるためにビークルマシン形態で登場。その後Number.11より本格的に戦闘に参加し、ここでは窮地に陥った麗雄たちや他の勇者ロボを救うとともに、ゾンダーメタルのサンプル回収という鮮やかな戦果を挙げている。物語後半にて主戦場が宇宙へ移ってからは、後述の事情からスサノオに搭乗した状態で、間接的な支援に回ることが多くなった。
- 企画時の名前は「ザ・キル」で、実際に採用された「ボルフォッグ」の名称については、霧と狼の単語の組み合わせでロシア風にとの意図が込められている。玩具化に当たって、電池や基盤を本体内に仕込むことが決定していた都合上、変形パターンは当初から固まっていた一方、忍者ロボであるというキャラクターまでは決まっていなかったようで、キャラクターの決定後もコンセプトがハッキリしていた本作品には珍しく、頭部と胸部の意匠については鎖帷子状のディテールをどのように反映させるかについて、多数の検討用スケッチが描かれている。最終的には他の勇者ロボとも共通のデザインコンセプトを汲み、頭部は極端に派手な角や飾りパーツを排した形とされているが、額にGストーンの意匠を盛り込むというアイディアは決定稿の直前まで検討されていたようで、そちらはビッグボルフォッグへと転用されることとなった。ビークルマシン形態は当時のフェラーリ風の最新車種、より具体的にはフェラーリ・F50がベースとされており、屋根に配された合体後の爪先やリアスポイラー中央の支柱など、一部は変形を考慮した形でデザインされている。

装備
シルバーブーメラン
くの字型のブーメランで、同型のものが2本配備されている。2連続で投げつける「ダブルブーメラン」や、ミラーコーティングを施した上での「シルバームーン」といった投擲技だけでなく、接近戦にも活用される。また、合体させることで十字手裏剣「シルバークロス」としても使用可能で、単体では最大の破壊力を発揮する。
ジェットワッパー / ロケットワッパー
前腕部に装備された大型の手錠。後端部に一対のバーニアが備わっており、ワイヤーと繋がった状態で目標に向けて発射しその動きを封じる他、人命救助にも用いられる。また、ビッグボルフォッグに合体した状態でも使用が可能となっている。機界原種との戦闘が始まってからは、宇宙空間でも使える「ロケットワッパー」に換装された。
フォッグガス
攪乱用に用いられる煙幕装備。ビークルマシン形態では排気筒、ビークルロボ形態では両手を収納した状態の前腕から、それぞれ噴射する。
プロジェクションビーム
フォッグガスなどの気体に、立体映像を投影する光学装備。両肩に内蔵されており、虚像を作り出して敵を幻惑させることもできる。
メルティングサイレン
サイレンより固有振動を発生させ、ゾンダーバリアーなどの力場を無力化させる。ギャレオンのバリア分解機構を解析して搭載された装備で、前述の通りバリア分解機構を使えないガイガーやガオガイガーに代わり、これを行うという重要な役目を担う。この役割分担は結果として、三次元的な連携攻撃も可能となるなどといったメリットをも生む格好となった。
小型マニピュレーター
指先に内蔵されており、先端に備わった接続端子によって情報端末へのアクセスやハッキングを行うことができる。
特殊装備
内蔵ミラーコーティング
ボルフォッグのみに搭載された特殊装備。体内機関保護を目的としたもので、これにより電磁波の中でも自在に動ける。
ホログラフィックカモフラージュ
ミラー粒子技術を応用したもので、機体の特定の面に当たる光をその反対面へと屈折誘導することで、あたかも光が透過したかのように錯覚させる効果を持つ。これにより、ボルフォッグは機体全体を見た目の上で透明化させ、周囲の景色に同化することができる。
ウツセミ
ボルフォッグのみに与えられた対要人護衛装備の一つで、キットナンバー「No.08」。2つ折り式の携帯電話のような形状をした、遠隔プロジェクションビーム発生装置で、『FINAL』での対ポルタン戦にて使用された際には、ホログラフを囮にすることでラウドGストーンを貫いた。
ガンドーベル
ボルフォッグのサポートを目的とする、ガンマシンの一体。
パトロールバイク型のビークル形態を持ち、さらに両輪を左右に展開することにより、ホバーバイクとして短時間の飛行も可能となっている。
作中での初出はNumber.04で、当初はビークル形態が先行して登場し、主に火麻や凱の移動手段として度々活用された。『FINAL』やコミック『エヴォリュダーGUY』では命が搭乗したこともある。ロボット形態はNumber.14におけるEI-14戦にて、ガングルーとともに初めて披露している。
スペック上ではミラーコーティングも装備しているが、これはボルフォッグとの連動でなければ使用できず、その点はガングルーも同様である。
企画時の名前は「ザ・バイカー」。デザインを手掛けた大河原曰く、作業に当たっては「飛ぶもの」と「走るもの」との説明があったといい、ガンドーベルについては犬や狼をモチーフとする形で検討が重ねられている。またガンマシンの2機とも、ボルフォッグとの関連性を示すためにパトライトの意匠が追加されている。ビークル形態については、ヘリコプターから変形するガングルーのサイズに合わせて超大型バイクとして設定されており、搭乗するライダーとの対比を示す画稿も描き起こされている。
装備
ドーベルガン
ロボット形態の胸部に装備された2門のバルカン砲。ビークル形態ではカウルに配置されており、マルチバレットランチャーとも呼称される。『FINAL』では命がルネの拘束を解くためにこの装備を使用した。
アイアンカラー
ガンドーベルの専用武器。トゲ付きの2つの首輪を、ワイヤーでつないだような形状が特徴で、近距離での投擲に用いられる。
ガングルー
ボルフォッグのサポートを目的とする、ガンマシンの一体。
パトロールヘリコプタータイプのビークル形態を持ち、ガンドーベルと同様に有人操縦も可能となっている。作中でもビークル形態が先行してNumber.01より登場し、主に火麻が搭乗して現場での作戦指揮に活用されている。『FINAL』では命が乗り込んだこともある。
- 企画時の名前は「ザ・リプター」。ガンドーベルも含め、頭部デザインについてはタカラ側の「ロボットには顔をつけたい」という希望と、米たにの「勇者ではなく、ツールロボと同じようなものなので顔はいらない」という、ゴルディーマーグと同様の意見の衝突がそのまま起こったようで、そのため当初のデザイン画稿では決定稿にもあるような無機的な顔だけでなく、顔のあるスタンダードな勇者ロボ風なものも考案されていた。また決定稿に至るまでには、額にGストーンの意匠を配する方向性も検討されており、最終的にガングルーについては鳥や鷹をモチーフとする形でまとめられているが、その処理については（ガンドーベルも含め）顔そのものを動物モチーフにするという案も提示されている。ビークル形態はガンドーベルとは逆に、ヘリコプターとしては小型かつ1人乗りの機体として考案されている。

装備
7.62mmチェーンガン
胸部に配された2連装の機関砲。ビークル形態でも使用可能な装備で、こちらでは機首に配されている。
トライフェザー
三方手裏剣。持ち手に鳥の羽を模した刃が付けられており、これを折りたたむことで近接戦闘にも活用される。
イーグルカッター
背部のローターを取り外し、手裏剣のように投げつける。
ビッグボルフォッグ
声：小西克幸
ボルフォッグとガンマシンが、「三身一体（さんみいったい）」することで完成する、合体ビークルロボ。
合体の際には、ボルフォッグを中核として右腕をガンドーベル、左腕をガングルーがそれぞれ構成。合体前からの技に加え、さらにゾンダーロボとも渡り合えるだけの技も複数使用可能となるなど、他の勇者ロボたちにも劣らない戦闘能力を発揮することができる。合体前のボルフォッグが諜報活動を主目的とすることから、その戦闘能力を強化したものとも言える。
作中での初出はNumber.14におけるEI-14戦で、以降もゾンダーロボを相手にする際にこの形態を多用。EI-16戦では、相手のボディを爆散させながらも両腕を失ったガオガイガーに代わって、ゾンダー核を回収する働きも見せている。元々が地上戦用の機体であることから、戦いの場が宇宙へと移ってからは活躍の場も減少しており、作中でもビッグボルフォッグとして宇宙戦に臨んだのはZマスターとの決戦など、ごく一部のケースに留まっている。ここではボルフォッグが搭乗していたスサノオが撃沈された際、艦内からの脱出の際に合体しており、そのままZマスターの体内へ突入した後には耳原種とも交戦している。
- 企画時の名称は「ザザザッキル」。ギミックが合体前との兼ね合いから決まっていた都合上、ビッグボルフォッグをデザインする上で考えたのは頭のみであると大河原は語っており、デザイン作業の初期に描かれた画稿の中には、過去の勇者シリーズ作品に登場する忍者ロボにも見られた意匠を盛り込んだものも複数見られる。一方で、最初に描き起こされたデザイン画稿では、変形前がパトカーであることから胸部も警察官的なイメージでまとめられているが、これは前述したギミックとの兼ね合いから、胸部にパトライトを付けなければならないことを大河原が忘れていたことに因るものでもあり、第2稿ではそのパトライトも含める形でほぼ決定稿に近い形へと変更された。

装備
ジェットワッパー / ロケットワッパー
ボルフォッグの使用するものをそのまま使用。当初は合体時での使用の方が多く、DX玩具でもビッグボルフォッグのみが保持可能な仕様とされている。
- 勇者ロボに「何らかの武器を持たせたい」というタカラ側の意向を汲み、諜報部のロボットにふさわしい武器として米たにが考案した武器であり、忍者なのに武器が手錠であるという点については、「素早い動きで敵を撹乱し、動きを封じるため」という演出上の意図も関係している。

フォッグガス
メルティングサイレン
4000マグナム
右前腕部に配された射撃用武装。ガンドーベルのマフラーを転用した機銃であり、近・中距離の射撃に用いる。名称のうち、「4000」の数字は「4000kW出力」を意味する。
ムラサメソード / ムラサメブレード
左前腕部に装着された斬撃用武装。
ガングルーのメインローターを活用したもので、ミラーコーティングを施した状態で回転させることにより、攻撃だけでなく防御にも用いられる。
物語後半にてウルテクエンジンが搭載されてからは、ムラサメソードも「ムラサメブレード」へとパワーアップしており、ゴルディーマーグにも使われているウルトラG装甲を採用することで強度の向上も図られた。それでも機界原種相手には力不足な面も否めず、胃袋原種の溶解液を防御しようとした際には、防ぎきれずにローター自体が溶け落ちてしまった。
特殊装備
内蔵ミラーコーティング
必殺技
超分身殺法
前述の内蔵ミラーコーティングを活用し、全身にミラーコーティング処理を施した状態から、瞬時に合体を解いて多角的な攻撃を加える。非常に強力な技だが、スピードとタイミングが重要でもあり、EI-27戦では地下水路という狭所での使用であった上に、予想以上の敵の巨大化などもあって通用せず、逆にガンドーベルやガングルーが各個撃破され弱点を露見する結果となった。
大回転（大）魔弾 / 大回転（大）魔断
同じく内蔵ミラーコーティングを用い、全身に定着したミラー粒子を高速回転しながら周囲に高速で射出する技が大回転魔弾である。ミラー粒子を纏ったまま、体中線を軸にして独楽のように高速回転し敵に突撃、これを切り裂くというパターンも存在し、こちらは大回転魔断と呼称される。ウルテクエンジン搭載後には、これらの技も「大回転大魔弾（断）」へと強化されており、作中では「大回転大魔断」が使用された。

## マイク・サウンダース部隊
アメリカ製の勇者ロボ群「マイク・サウンダースシリーズ」によって編成された部隊。GGGとNASAの協力の元、獅子王雷牙らの研究チームによって開発された同シリーズは、コミカルなフォルムが特徴の「コスモロボ」と、戦闘に特化した「ブームロボ」の2形態への変形機構を有し、各種サウンドディスクの使い分けと、専用の飛行ユニットとの連携を活かした迎撃用のインターセプター、すなわち純然たる攻撃兵器・軍事兵器として設計されているのが特徴の一つである。
中でも強力な攻撃手段が、アメリカのGGGが独自に研究・開発を進めていた「ソリタリーウェーブライザー」で、目標の分子構造さえ把握していれば理論上破壊できないものはないとされている。勇者王さえその例外ではないことから、アメリカ側がマイク・サウンダースシリーズを開発に踏み切った理由として、勇者王を擁するGGG機動部隊が暴走した際の抑止力を求めてのことではないかとの指摘さえある。ともあれ、前述した性質ゆえにソリタリーウェーブライザーの取り扱いには慎重を期す必要があり、これを行使可能なブームロボへの変形機能には雷牙の手によってプロテクトが施されている。
また、当初から大量量産を念頭に置いて開発されているのも、マイク・サウンダースシリーズの特徴の一つである。実際に、作中でも計13体が完成・実戦投入され、機界原種との戦闘において多大な戦果を挙げているが、度重なる激戦の中でそのほとんどが喪われる結果となり、最終的に残ったのは後述のマイク・サウンダース13世一体のみである。
マイク・サウンダース13世
声：岩田光央
物語中盤より登場する宇宙環境対応型ロボットで、マイク・サウンダースシリーズの13体目に当たる最新鋭の個体である。一人称は「マイク」で、以降の文中でも特記のない限りはこの13世を指してマイクと表記するものとする。
他の勇者ロボと同様に超AIを搭載しており、その人格はスワンの兄であるスタリオン・ホワイトのそれがモデルとされている。それだけに、性格も陽気で楽天的なアメリカンそのものであり、基本形態であるコスモロボ形態ではその頭身の低いコミカルなフォルムを反映してか、特徴的な「モンネ」という語尾など、子どものような無邪気さが前面に表れている。またコスモロボ形態では、モニター状のフェイス部分にその時々の感情を映し出す機能が搭載され、他の勇者ロボ以上に豊かな感情表現を可能としている。とはいえ、この形態での戦闘能力は皆無に等しく、作中でもEI-22戦にてガオガイガーを助けようとしながらも、全く役に立たずに終わるという失態を演じており、直後に他の勇者ロボと対面した際にも、各々が様々な能力の持ち主である彼らと比較して自分には取り柄がないと落ち込む一幕も見られた。
マイクの真価は、ブームロボへとシステムチェンジすることによって発揮される。この形態では他の勇者ロボと同様に頭身も八頭身にまで上がり、性格も陽気さやフレンドリーな部分こそ変形前と共通しながらも、語尾も「ダッゼ」へと変化するなどより凛々しさが強調されている。戦闘の面でも、胸部内に装填される各種ディスクや後述のサウンドツール群、そしてスタジオ7を活用したユニークな戦いを得意とし、前述のソリタリーウェーブライザーによる攻撃だけに留まらず、GSライドの活性化といった他の勇者ロボの支援までもこなす。
作中での初出はNumber.23で、日米協定によりGSライドの供与とそのAI研修を名目に訪日していたが、輸送途中のアクシデントをきっかけに脱走した後、護やそのクラスメートたちがいたラジロボ会場に現れ、前述したフレンドリーさもあって対等の友達として打ち解けることとなる。その後も彼らやGGGの面々と交流を続けつつ、一方ではGGGの全戦闘記録をコピーしたり、ブームロボ形態へ変形し正体不明の謎のロボットとして護たちの危地を救うといった、自身の意図しない行動に及んでいるが、EI-23・EI-24との戦闘で他の勇者ロボたちが窮地に追い込まれた際、これを救いたいという強い想いで再びブームロボ形態へと変形、GGGにも謎のロボットがマイクと同一であるという事実が露見する。実はこのプロテクトの解除には、超AIの人格モデルがスタリオンであるという点も関係しており、後のEI-01との決戦に際しプロテクトが解除され、自発的な変形が可能となるまでは、スワンが危機に直面した際に潜在的に彼女を守ろうという意識が働き、それに反応して強制的に変形していたという側面もあった。
本来、雷牙とともに帰米の途につくはずマイクであったが、前述の一件以降もそのままGGG機動部隊と行動を共にし、機界原種の襲来後は一時的に同部隊へと転属することとなる。マイクの同型機で兄たちに当たる1世から12世も、時同じくして戦列に加わることとなり、集束ソリタリーウェーブライザーによる集団攻撃で様々な活躍を見せるも、一方で作中での初陣となった顎門原種との戦闘のように、完成型であるマイクと比べて性能や実戦経験に差がある他の個体は、敵からの攻撃や消耗により破損したり、行動不能に陥る場面も度々見られた。木星における衛星原種軍団戦でもまず7体が破壊され、1世を初めとした5体もZマスターに跳ね返された集束ソリタリーウェーブを浴びたことで全滅。1世の最期を間近で看取り、「兄弟」たちの中で唯一の生き残りとなったマイクは木星決戦を終えて地球圏に帰還した後、兄たちの冥福を祈った。さらにその後はオービットベースを去り、アメリカGGG宇宙センターへ移籍している。
- マイクの登場に当たっては、タカラ側から提示された「SD形態から変形する音楽の出るロボ」という機構アイディアを元に、米たにを始めサンライズ側が設定を構築しており、本作品の世界観とはあまりに違うことから「NASA製にすればOK」との鶴の一声によりコンセプトが固まったという。開発を担当した幸日佐志は「三枚目ロボが変形して通常の頭身のロボになるというアイデアが、同時期に他社とかぶるとは思いませんでしたね（笑）」と述懐している。
- デザインの面でも、米たにによるデザインアイディアのラフと、タカラ側からの機構案は早期にできていたと大河原は述懐しており、それに合わせてデザインを起こす形とされた。コスモロボ形態についてはブームロボ形態に対応した意匠の違いや、若干の頭身の違いこそ見られるものの、基本的なユニット構成は決定稿に至るまで大きな変化はないが、ブームロボ形態は当初米たにからの「ヘビメタ野郎をそのままロボットにしてほしい」との要望を受け、モヒカンやロンドンブーツなどの要素を取り入れたデザインが志向された。サンライズ側としてはOKであったものの、子供を直接相手にするタカラ側からはNGが出たため、後者から出されたスピーカーなどのアイディアを含め、メトロノームの要素を持つ頭部やLEDイコライザー的な意匠を盛り込む形で方向性が固められていったが、初期稿にもあったスリット状の目については決定稿にも活かされており、当時まだ民生用の機種が発売されて間もない、ヘッドマウントディスプレイを模した形ともされている。

装備
バリバリーン/スタジオ7
マイク・サウンダースシリーズの標準装備であるサブフライトシステム。
大気圏の内外を問わぬ飛行機能を有し、マイクを搭載することで彼の移動の足として機能する。また、機首が口のような形状となっているのが特徴で、実際にこの部位を開閉して敵に噛みついたり、機内のカーゴスペースへと人間を収容することも可能となっている。底面にはミラーコーティング機能も内蔵されており、これを活用して大気圏再突入を敢行したこともある。
また、機体内部には各種サウンドツールやサウンドディスクが格納されており、これらは機体を上下反転させたブームロボ対応形態「スタジオ7」において活用される。この形態でも飛行能力は健在で、さらにサウンドディスクによる攻撃を支援・増幅する機能も備わっている。
- DX玩具での名称は「ステージ7」。同商品におけるサウンドギミックはこちらに集約されており、本体前面に配されたボタン操作でリズム音や演奏音を奏でることができるようになっている。元々は米たにのデザインイメージを汲み、バリバリーン後部に実際に子供が持てるサイズのハンドマイクが大砲のように配され、ボイスチェンジャーとして遊べるというギミックが想定されていたが、コスト的にリズムボックスぐらいしか内蔵できなくなってしまったため、ハンドマイクも付属しない仕様に変更されたという。デザインも当初、前述したマイクを付属させるというアイディアを反映した案が提示された他、やはり実現には至らなかったものの、底面を開くことで巨大なスピーカーとなるというギミックや、カスタネットと木琴（もしくは鉄琴）を内蔵させるという案も存在した。

ギラギラーンVV（ダブルブイ）
スタジオ7に収納されているサウンドツールの一つ。エレキギターとミュージックキーボードを組み合わせたような形状が特徴で、使用の際にはコスモロボ形態での両腕も駆使し、超絶的な演奏テクニックを披露しながら戦う。
ドカドカーンV
同じくスタジオ7に収納されているサウンドツールで、マイクロフォンに近似した形状を持つ。『FINAL』における対ペルクリオ戦では、ディスクFを使用する際に両膝部分の円柱状の突起が飛び出し、コスモロボ形態時の腕で保持される形で使用された。
ブカブカーンV
ハーモニカ型のサウンドツール。『FINAL』が初出で、指向性の催眠音波によって任意の人間を無力化する働きを持つ。
- ハーモニカ型の武器は、マイクのデザイン作業の過程で作中演出に即して考案されたものであるが、玩具化に際して収納状態を再現するためのパーツが細かくなりすぎ、コストがかかることからオミットされており、テレビシリーズにおいても「玩具にないものは使わない」という米たにの意向で登場が見送られたという経緯がある。

ディスクP
サウンドディスクの一種。GSライドやジュエルジェネレーターを活性化させる働きを持ち、使用するマイク自身にも効果を及ぼす。
ディスクM
同じくサウンドディスクの一種で、特定の機械の機能を麻痺させるマイクロ波を放射することができる。攻撃能力は持たず、あくまで敵を幻惑させるといった用途に用いられるが、その性質上非常に危険なディスクでもある。
ディスクX
究極の破壊兵器とも称されるサウンドディスク。
エネルギー伝播効率のよいソリタリーウェーブを音楽に乗せて掃射し、目標の固有振動数と同調させることでこれを破壊せしめるという効果を持ち、前述の通り固有振動数さえ解析できれば理論上破壊できないものはないとされる。有効範囲内の広域破壊を可能としつつ、対象物以外には影響を及ぼさないという性質から、主にゾンダーメタルプラントや原種に対して使用された。
一方で、固有振動数の解析がなくとも使用自体は可能であるものの、その分目標の分解効率が低下することが作中でも明示されており、実際に地球へ飛来した機界原種への迎撃に当たった際に、未知の敵である彼らに対し集束ソリタリーウェーブで有効打を与えながらも、原種核の破壊にまでは至らなかった。また、使用するマイク自身にも過負荷を与えたり、コスト面による量産体制が整っていないという都合上、連続使用が困難というデメリットも抱えている。
テレビシリーズ終盤では、浄解されたZX-06の原種核から得られたデータをフィードバックした改良型のディスクXも開発され、これにより原種核の破壊さえも可能となった。折しもディスクの完成は、七原種がオービットベースを襲撃中のことであり、直後の原種巨人戦で初投入された際には、ガオガイガーがガトリングドライバーで展開した重力レンズでソリタリーウェーブを集束し、その威力を増強することで目標に大打撃を与えた。後の木星決戦でもZマスター相手にこの攻撃を繰り出しているが、こちらは前述の通り通用せず跳ね返される結果に終わった。
このディスク、それにマイク・サウンダースシリーズの開発に関連して、雷牙がジャングルにて発見したベターマン・ネブラの発声構造の研究を通して、あらゆる物質を振動によって破壊するメカニズムを解明、それが開発にも活かされたという設定が存在する。
ディスクF
『FINAL』が初出のディスクで、ソリタリーウェーブを照射して目標の分子構造を劣化させた後、グラヴィティ・ショックウェーブによる追撃で敵を粉砕する。同じくソリタリーウェーブによる攻撃を可能とするディスクXとは異なり、目標の固有振動周波数を解析する必要はない。
ディスクXを超える強大な破壊力を持たせる形で開発されたが1枚しか存在せず、作中でもペルクリオ戦でのみ使用された。

## ハイパーツール群
ガオガイガーを始め、勇者ロボの活動をサポートする目的で開発された特殊ツール、それがハイパーツールである。その大半は勇者ロボと同様に、ギャレオンの解析によって得られたGストーンの技術を、地球の科学力にて再現したものであり、研究・開発は三式空中研究所や、アメリカGGGの宇宙センターを中心に日夜行われている。
大まかには、戦闘フィールドの形成や損傷の修復といった補助的な役割を果たすものと、ゾンダーの撃破を目的として直接使用されるものの2種類に大別されるが、いずれも使用後は回収・整備・調整のプロセスを経る必要がある点では共通している。またその大半に共通する部分としては他にも、ドライバーやハンマー、シャープペンシルなどといった工具・道具をモチーフとしていること、カラーリングがオレンジを基調としているといった点が挙げられる。
ディバイディングドライバー
物語序盤より使用される、マイナスドライバー型のハイパーツール。
ガオガイガーの左腕に装着され、先端部を特定の地点に打ち込むことにより、その地点を中心とした空間そのものを周囲へ押しのけ、円筒形の戦闘フィールドを作り出す効果を発揮する。一定時間経過後、レプリションフィールドのエネルギーが減衰消滅すると、アレスティングフィールドが収縮し、空間湾曲にて開けられた巨大な穴は原初の状態に戻される。
外形こそ、後述のボルティングドライバーを基にしているが、原理としては赤の星のESミサイルと同様である。能力的には不完全であり、ガオガイガーのいる次元と隣の狭間にある壁を地中の断面図が見られるほんの僅かの空間だけ押し広げている状態である。その程度とはいえ、戦闘フィールドを生成するためにはツールに込めた全てのエネルギーを使用せねばならず、戦闘フィールド自体は約30分間しか維持できない。厳密には、後述するようにガオガイガーを包む程度の空間湾曲にはエネルギーを使わないので長時間使用可能なものの、攻撃に転じた場合は即エネルギーを放出してしまう。そのため、維持可能な時間内にフィールドから脱出しないと、最悪の場合フィールド内にある物体は空間融合に巻き込まれて圧壊、大惨事を引き起こしてしまう。
あくまでも武器ではなく、主に戦闘時に発生する被害を抑えるためのツールであるが、道具や武器として使えることは対ゾンダリアン戦で実証済みで、EI-08戦では強力な電磁波を吹き飛ばして無効化し、EI-09戦ではその天井部分に空気穴を開けてゾンダーを萎ませ、EI-11戦では自身の周囲を包むようにしてフィールドを形成し、水深10,000mでの強力な水圧から機体を保護。EI-16戦では砲弾のエネルギーを弱め、EI-21戦では高高度から落下したゴルディーマーグを閉じ込めて市街地へのダメージを抑えるなど、作中でも空間をこじ開ける・歪めるという特性を利用した、多様な応用ぶりが度々描写されている。
ガオファイガー開発に伴う再設計後は、本体とブレード部分がミラーカタパルトから別個に射出されて空中で連結する方式になり、ブレードごとに複数のセッティングが施されたディバイディング・コアを用意しておくことで、状況に応じた最適なキットの選択とブレード交換による連続使用が可能になった。この仕様変更は、後述のガトリングドライバーにも施されている。
- 前述した米たにの要望により、剣や銃といった武器を持たない代わりに、それらでなくても格好いい装備として考案されたのがこのディバイディングドライバーであるが、タカラ側としてはこの「ドライバーで地面を割って戦う」というアイディアは、実際に映像を見るまでは何だか分からなかったと後に振り返っている。
- また、ディバイディングドライバーが登場した背景には、米たにが企図していた制作予算の確保という事情も絡んでいる。これは従来の勇者シリーズとは異なり、テレビシリーズにおいて色の塗り分けの増加やステレオ音声の導入が試みられたことが関係しており、決戦場となる市街地の背景描画にかかる人件費の削減のため、米たには「CGエフェクトで建物をどかして穴だけ描けばいい」というアイディアを提案。そのためのアイテムとして考え出されたのがディバイディングドライバーであった。
- 当初のデザインでは、先端部こそ実際の映像作品と同様であるものの、基部については前腕部を完全に包み込む形状とされていた。大河原曰く、ドライバーそのままを武器には出せないので、遠くから見ればドライバーに見えるぐらいでおさめているといい、同時にちょっとお笑い系の部分も入っているという。立体物はDX玩具などロボの武器という形での他にも、「DX超人合体ガオガイガー」の初回生産分のみの特典として、ビニール製のなりきり玩具「ぼくのディバイディングドライバー」が製作されている。
- 実際の映像作品には採用されなかったものの、『FINAL』への登場に際しては新規にデザインも起こされており、内側に設けられたグリップバーを展開、右腕で保持することにより両手で使用する形とされている。

ガトリングドライバー
全長：37.0m / 重量：260.0t（いずれもガオガイガー用）
物語後半より登場する、宇宙空間用のハイパーツール。
前出のディバイディングドライバーの派生装備にして、その空間湾曲能力を発展させる形で開発されたもので、ヘッド部分（空間湾曲波発生装置）がY字ドライバーを模した形状となっているのが特徴である。
ディバイディングフィールドを連続形成し、空間だけでなく重力場までも湾曲させ、対象物を引き寄せる働きを持ち、敵の足止めや重力レンズを展開する目的で使用される。肺原種のクラインスペース内部から突破口を開くべく、ディバイディングドライバーとの同時使用によるダブルヘッドドライバーを行った際には、これを右手に装着してその破壊エネルギーを利用した。
イレイザーヘッド
全長：38.0m / 重量：1,200.0t（ノーマルサイズ）
超竜神専用の消しゴム型メガトンツール。
高出力の振動波を発生させ、爆発や電磁波などのエネルギーを集約・中和させると同時に、被害が出ない方向へ偏向させる働きを持つ。弾頭は一度の使用ごとに消費される仕組みとなっており、偏向する対象のエネルギー量に合わせてノーマル、L、LL、XLなど複数のサイズの弾頭が存在する。対応した距離を使い、エネルギーの消費運動の原理「使えば減る」を短期間で行う。作中ではEI-07戦にて、超竜神とともに初投入され、続くEI-08戦ではガオガイガーのヘルアンドヘブンと同時使用されている。
連続発射も可能であるものの、弾頭を射出する際には軽微ながらも本体や使用する超竜神へもダメージを及ぼすため、一度の作戦行動における使用回数にも限度がある。実際に作中でも、グランドノヴァ内に閉じ込められたガオガイガーを救出すべく連続発射を行った際、最後の一発を発射した後にダメージの蓄積により半壊に追い込まれており、グランドノヴァも完全には消し去ることができなかったものの、ガオガイガーの救出には成功している。
プライヤーズ
全高：約10m前後 / 最大出力：機密
物語中盤より登場するツールロボ群で、開発は獅子王雷牙が担当。元々はGGGに貸与されていたものであったが、GGGの拠点が宇宙へと移ったのを機に正式に機動部隊に配属された。
後述する3体の小型ロボによって構成されており、いずれも小型GSライドを搭載。空間修復パターンの予測に膨大な処理負荷がかかり、そちらにAIのマシンパワーを取られた都合上、他の勇者ロボのような会話機能は使用できないが、意思疎通を図ることはできる。
各々飛行能力を有しており、ゴルディマーグが開発されるまではゴルディオンハンマーの輸送も行っていた。後に量産され、カーペンターズに組み込まれる。
DP-C1
落ち着きのあるリーダー格で、ディメンジョンプライヤーへの合体時にはくわえ部と中央作用点を構成。他の2体を通して送られてくるブロウクン・プロテクトの両エネルギーを統合制御し、空間に干渉する力場を発生させるという最重要な役割を担う。
DP-R2
ポーズにこだわる性格の持ち主で、ディメンジョンプライヤーへの合体時にはガオガイガーの右腕との接合部を構成。
DP-L3
バランス感覚に問題がありながらも陽気な人柄で、ディメンジョンプライヤーへの合体時にはガオガイガーの左腕との接合部を構成。
ディメンジョンプライヤー
プライヤーズの合体によって完成する、空間修復用プライヤー型ツール。直列合体によってスパナ形態にもなることができ、この状態では空間壁を突破することも可能である。
ディバイディングドライバーのセーフティツールとして開発され、異常が発生した空間をねじ切り、宇宙空間に排除するのが主用途となっている。この他にも、作中ではEI-19戦にてゴルディオンハンマー使用時のショックアブソーバー的な形で運用されたこともあったが、ハンマーの衝撃に耐えきれずに中破。EI-01戦ではプラチナ・フォーメーションに用いられたものの、破られて大破した。
- スターガオガイガーと同様に、カバヤの商品用に考案されたツールであり、「200円で再現できる」というデザイン・機構上の制約の元、基本的なラフデザインを米たにが手がけ、ほぼそのままの形で決定稿に至っている。また、ペンチというコンセプトは設定制作の堀口滋の、「歪んだ空間を掴んで放り投げる」という機能・演出上のアイディアはプロデューサーの高橋良輔の発案による。

ゴルディオンハンマー
全高：37.0m / 重量：300.0t
物語中盤より登場する、ハンマー型のツール。正式名称は「グラビティ・ショックウェーブ・ジェネレイティング・ツール」で、「Gツール」とも呼ばれている。
重力波を前面が垂直に立った衝撃波（作中では「活断ウェーブ」と表現）に形成し、触れた対象を時間0で一定距離落下させる＝無限大の重力加速度で運動させることで対象を光子に変換、消滅させる。無限大という物理法則が破綻した現象であるため、防御手段は非常に限定される。この重力衝撃波＝グラヴィティ・ショックウェーブはエネルギー散逸により前面の垂直面が乱れると、通常の（強力な）重力波に戻る。また、これだけの現象を起こすGツールのエネルギー消費は大きく、一定時間連続で使用すると機能停止する。
元々ゴルディオンハンマーは、凱への多大な負荷を伴うヘル・アンド・ヘブンに代わる決戦ツールとして開発されたが、こちらも「重力衝撃波発生時の衝撃がガオガイガーのボディに多大な負荷を及ぼす」「ゾンダー核を摘出・確保出来ない」という難点を抱えており、初使用時には凱こそ無事ながらも、ガオガイガーは右半身が半壊するという結果となった。この難点が未解決のまま、対EI-19戦で決行したのが前出のディメンジョンプライヤーによるGツール保持と使用、全身をミラーコーティングしたビッグボルフォッグを超竜神のミラーシールドで射出して分解されるゾンダーロボからゾンダー核を確保する連携攻撃「ダイヤモンドフォーメーション」である。
重力衝撃波発生時の衝撃は、発生させた重力衝撃波が持ち手側にも及ぶためであり、その制御を担う超AIとゾンダー核を確保・摘出する機能を、「G.O.R D.I.」と呼ばれる特殊構造によって衝撃を緩和する緩衝用オプションに搭載、さらにゴルディオンハンマー運搬用ビークル形態への変形機構に、育成期間を人格移植で省略した超AIを活かすための人型への変形機構まで追加された、マルチロボ・ゴルディーマーグの完成により、ようやく安定した運用が可能となった。以降はゴルディーマーグのAIがその頭部ごとゴルディオンハンマーに移動、文字通り頭脳となって直接制御している。
このように、ガオガイガー自体にまでも深刻な影響を及ぼしかねないツールであることから、使用の際にはGGG長官の承認、そしてマスターキーと命が所持するキーカードによるセーフティデバイスの解除（リリーブ）が必要となる。
- 企画時の名前は「ゴールデンハンマー」。元々は、タカラ側による超竜神のパワーアップ案に対し、米たにが提示したロボット強化案から発展したものであり、こちらもディバイディングドライバーなどと同様に、「大人が使いこなす身近にある道具が格好いいことをメインの視聴者層にも知ってほしい」という米たにの考えを反映・具現化したアイテムである。商品化については「弟を殴るから」などといった理由で難航したものの、最終的にピコピコハンマー状にすることで対応している。
- 実際に登場までには至らなかったものの、『FINAL』ではゴルディオンハンマーのヘッド部分に、八角柱状のモジュールを取り付けた「ゴルディオンマッシャー」と呼ばれるツールも考案されていた。

マーグハンド
ゴルディーマーグのボディが変形した、巨大な右腕型の衝撃緩衝ハイパーツール。ガオガイガーの右前腕と換装することでゴルディオンハンマー使用時に生じる衝撃を軽減、ガオガイガー本体を保護する役割を担い、搭載している光の釘と釘抜きでハンマーヘル・アンド・ヘブンを使える。ガオガイガーの元々の右前腕は、分離・再変形することでステルスガオー時と同様の状態となり、またゴルディーマーグの超AIはGツールの制御に専念するため、多くの場合会話機能などを省略＝無口になる。
タンク形態での車輪の車軸部分には、ゾンダー核を捕捉するための光の釘「ハンマーヘル」が収納されており、またロボット形態の脛前面の装甲は釘抜き「ハンマーヘブン」として、打ち込まれた釘を核ごと引き抜く際に活用される。ゴルディオンハンマーが使用不能になるなど、緊急の際にはハンド自体をロケット噴射で強制分離しながら、短・中距離用の射出武器（ゴルディオンマグナム）とすることもできる。
- 決定稿、並びに実際の映像作品中では右腕に装着されるマーグハンドであるが、当初の検討用の画稿では左腕として描かれているものもある。

モレキュルプラーネ
全長：45.0m / 重量：1,200.0t / 最大出力：2,500,000kw
鉋型のマテリアルトランスツール。
ラム部分にアンチメゾトロンフィールドを発生させ、これを高速で移動させることによって、対象の物質の分子結合を崩壊させ、芥子粒のように削り取るという効果を発揮する。その際、ゾンダーの自己修復防止のために、本体左右に設けられたタンク内にあるGリキッドを活用することで、対象の糟を固めて排出する働きも持つ。また、使用の際にはガオガイガーの右腕に装着され、空いた左手でレバーを高速操作しながら保持する必要がある。
ツール自体のサイズが巨大な上に重量もあり、さらに肝心のゾンダー核まで削り取ってしまうという危険性も指摘されたため、GSライドを外された状態でフツヌシ内部に封印されていた。作中での初出は、そのフツヌシがバイオネットによって悪用された外伝小説『獅子の女王』でのことであり、彼らが生み出したGギガテスクとの戦闘に際し、頭脳原種戦を経てメンテ中であったゴルディオンハンマーの代わりに本ツールを投入。本体にルネを組み込んだ簡易ユニットを増設する形で運用された。トドメのセリフは「芥子粒になれ!!」。
ゴルディオンモーター
全高：42.5m / 重量：777.0t
削岩機型のエマージェンシーツールで、別名は「エネルギー・ディシペイティング・ツール」。
使用するガオガイガー以上のサイズの持ち主であり、ゴルディオンハンマーが暴走した際の対策として、強力なグラビティバーストを発生させることで重力衝撃波を中和させる効果を発揮、ハンマーの威力を相殺することができる。本体両側面のグリップを保持し、先端を地面に突き立てるようにして用いられる。
開発は平田昭子の手によるものだが、度重なる実戦を経てゴルディオンハンマーの制御プログラムが完璧であると証明されたため、アメリカGGGの宇宙センターにて保管され、平田が中心となってさらなる研究が進められていた。
初出は『BLOCKADED NUMBERS』の一編である「金の牙・銀の爪」で、作中ではゾンダー化した大河と火麻に試作型CRごと取り込まれたことにより、誕生した合体ゾンダーロボが前述の能力を行使しゴルディオンハンマーを破る一因となってしまう。その後はアマテラスの右側ブロック内に移管されていたが、ゾヌーダがここを占拠した際にアマテラスもろともゾヌーダロボの一部とされ、やはりガオガイガーとの戦いでゴルディオンハンマーを破る際にその能力を利用された。
グランドプレッシャー
圧力釜型のハイパーツール。こちらもアメリカGGGの宇宙センターにて、野崎通の手により開発された。
空間湾曲を利用し、ゾンダーロボをその内部へと閉じ込め、高い圧力をもってゾンダー核以外を破壊せしめるという効果を発揮する。後述するサイズの都合上、使用の際には本体に備わったコネクタ部にガオガイガーの両腕を接続、さらに両足後部のクローラーを展開することで機体の安定を図る必要がある。また、オペレーターは専用のグローブをはめた状態でコンソールの操作を行う。
数あるハイパーツールの中でも飛び抜けて巨大なサイズ、かつゴルディオンハンマーをも上回る出力と高い安全性を備えており、さらに対象のサイズに合わせて5種類の直径のものが用意されている。
しかし、「想定より巨大な敵には使用できない」「射出・着地時に複数のクライマー1や勇者ロボを配備する必要がある」など、戦況に合わせた柔軟な運用を困難とする複数の難点も抱えており、その都合上実戦への投入回数も他のツールと比べ非常に少ない。メディア作品における使用例も、『BLOCKADED NUMBERS』の一編である「金の牙・銀の爪」での1回のみに留まっており、最終的にはアマテラス内部にて保管されていたところ、艦や他のツールとともにゾヌーダロボの一部とされてしまった。
カーペンターズ
プライヤーズの後継機として開発された、修復用量産型ツールロボ。
プライヤーズと同型の3種類に加え、新たに追加された後述の3種類の計6種類が存在し、全種ともプライヤーズと同型の簡易型AIを搭載。育成が比較的簡易かつ、短期間での量産も可能という利点を持つこのAIの存在が、カーペンターズの短期間での大量生産を可能とした要因となっている。
空さえも埋め尽くすほどの、圧倒的なユニット数を背景とした人海戦術により、戦闘で被害を受けた都市などの人工物を驚異的なスピードで再建するのが彼らカーペンターズの主目的である。作中でもテレビシリーズ最終回にてカナヤゴとともに出動し、壊滅状態に陥った首都圏の再生作業に従事することで、その実力を遺憾なく発揮してみせた。また、『FINAL』でも同様にバイオネットとの戦闘で被害を受けたパリの復興に尽力した他、国連宇宙軍との戦闘では平時とは逆に、相手方からのミサイルを分解するという支援任務にも従事している。
溶接
頭部に高熱バーナーを搭載したタイプで、これによって溶接・溶断を行う他、物資の搬入などにも用いられる。
接着
胴部が4基のタンクとなっているのが特徴で、内蔵された化学物質を合成することにより、修復対象がどのような材質であろうとも、瞬時に最適な接着剤や欠落した材料の合成を行うことができる。
千手観音
本体内部に、工作ツールを装備した6本のフレキシブルマニピュレーターが内蔵されており、これを展開することで切断から加工、組み立て、果てはワックスがけまでも行える万能メカである。
ゴルディオン・クラッシャー　
「ガオファイガー・プロジェクト」の一環として開発された、ガオファイガー用の最終ツールで、正式名称は「グラヴィティ・ショックウェーブ・ジェネレイティング・ディビジョン・ツール」。
「Zマスター」級の敵への対抗を目的とし、後述の新造ディビジョンフリート3隻の変形合体（フォーメーションG）によって完成する、巨大な金槌型の重力波発生装置であり、使用の際にはまずマーグハンドを装備したガオファイガーが本ツールと「クラッシャーコネクト」し、GSライドと直結した各艦のレプトントレベラーの全動力をフルドライブさせることで圧縮重力場を発生させる。その上でゴルディオンハンマーと同じ要領で目標に叩きつけることにより、惑星規模の目標でさえも光子レベルにまで分解・消去することができる。またその際、ツールの一部を構成するヒルメの船体パーツが分離し、ハンマーのヘッドに当たる部分を囲むように展開することで、各パーツの間に本体以上のサイズの重力波エネルギーフィールドを構成。その規模は実に全長20km、全高・全幅10kmにまで及ぶ。
このように規格外の規模・能力を備えたツールであるだけに、誤って使用されれば地球すら破壊しかねない危険性もあるため、発動に際しては2本の発動キーを必要とし、これを口頭によるキーコードの暗唱に続けて同時に解錠することではじめて、起動を可能としている。
作中では本来想定されていたガオファイガーではなく、ジェネシックガオガイガーが本ツールを使用しているが、コネクタ部やプログラムが規格と合わない問題点は、コネクタ部を破壊した上で、凱のエヴォリュダー能力でプログラムを書き換えてコネクトするという荒業で対応。物質復元装置もろともピサ・ソールを完全消去せしめ、ソール11遊星主との死闘に終止符を打った。

## GGG基地
GGGベイタワー基地
東京湾上に所在する浮体式人工島・Gアイランドシティに設けられた秘密基地。シティ中央に建てられた「宇宙開発公団」本部ビルの直下に存在し、Gアイランドシティも含めた四層（ライン）構造となっている。各ラインの概要は以下の通り。
- Aライン：Gアイランドシティ（宇宙開発公団タワー）
- Bライン：GGGバリアリーフ
- Cライン：交換パーツ格納庫、マシン発進施設、海中通路出入口
- Dライン：GGG隊員居住区、動力炉等

基地の中心部たる「GGGバリアリーフ」は、対ゾンダー戦を想定した機動要塞群であり、ヘキサゴンと呼ばれる要塞と、それに連結する6つのエリアで構成されている。内部のシステムを司るメインコンピューターには、かつてのID5メンバーの一人である猿頭寺耕市の開発した基本OSを基に、これをGGG諜報部オペレーターの猿頭寺耕助が完成させたものを導入。ゾンダーとの戦いから隊員の日常生活に関わる部分に至るまで、基地内のあらゆるシステムを総括運営する。また、Dラインに位置する居住区には、隊員の快適な作業の保証を目的として、食堂やコインランドリーなどといった各種福利厚生施設も充実しており、有事の際にもある程度の期間内であれば、ベイタワー基地内だけで独立した生活圏を確保できるようになっている。
ベイタワー基地の建造は、Gアイランドシティと同様に1990年代末から始まったとされ、当初はいわゆるジオフロント構想の一環であったものの、EI-01落下事件やそれを受けてのGGG結成などを経て、建造の途中から現在の秘密基地としての使用を目的としたものへと移行したと見られる。各エリアは同盟国へも建造が依頼されていることが示唆されているものの、具体的にどの国が協力したかについては機密扱いとされている。これに限らず、基地建設の経緯そのものが構造情報の漏洩防止を目的として機密扱いとなっており、その正確なところは大いに不明点を残す形とされている。
- 基地関連の設定は、前出のスターガオガイガーやプライヤーズなどと同じくカバヤ向けに考案されたもので、実際に本放送当時には同社より食玩として、ヘキサゴンと各エリアが「スリージー基地ガム」として商品化され、さらに別売りの「ガオガイガーチョコ」にラインナップされていたGアイランドシティとも合体可能という仕様とされていた。後述のオービットベースも、やはり食玩としての商品化を想定して設定が起こされたものの、こちらは実現には至らなかったことを後に米たにが述懐している。

ヘキサゴン
基地の中心部を成す要塞で、宇宙開発公団タワーの直下、水深80mの地点に位置する。
内部には、GGGメインスタッフが勤務する「メインオーダールーム」があり、これを勇者ロボたちの会議室となるBラインの「ビッグオーダールーム」にリフトダウンさせることで、人間とロボットたちが合同で会議を行うことも可能である。このヘキサゴンに接続される各エリアは、ヘキサゴン側のメインコンピュータールームからの指示と、エリア側に設けられた監視室からのコントロールによって、分離・接合が行われる。
技術確立に伴って、ウルテクエンジンを用いた緊急脱出機能も実装されており、機界原種の襲撃の際にはヘキサゴンだけが宇宙へ逃れることに成功する。
エリアI 三段飛行甲板空母
GGG機動部隊所属。各マシンやハイパーツールを、作戦領域まで迅速に輸送する役割を担っており、ヘキサゴンからの分離時には2基の磁力反発式射出装置「ミラーカタパルト」と、通常の平甲板の計3つの甲板を備えた巨大飛行空母として機能する。また、地球への飛来後にギャレオンが修復を受けていたのもこのエリアであり、覚醒を果たした後もエリア内部の「ギャレオンルーム」に常駐していることが多い。このように格納施設やカタパルトを内蔵している都合上、戦闘や防御にまつわる装備は本エリアには搭載されていない。
2基のミラーカタパルトのうち、主に使用されるのは第1ミラーカタパルトの方であり、竜シリーズやハイパーツールなどといった、単独での飛行能力を有さないマシンの射出はこちらで行われる。射出の際には、電磁波やエネルギーを反射するミラーコーティングが対象に施され、これによって最長で2,000mにも及ぶ輸送を可能とする。ギャレオンやステルスガオーといった、飛行能力を有するマシンについては第3平甲板が活用される。艦体下部の第2ミラーカタパルトは、「危険が伴う」との理由から長らく改装工事が行われていた。EI-01戦ではこれをミラー粒子砲として使用し、ミラー粒子を放出することで、敵のレーザー攻撃の照準を狂わせた。
前述した役割もあってか、各エリアの中でも最も出撃回数が多く、発進エリアであるとともに作戦行動時における空中指令拠点としても活用される。機界原種の最初の侵攻が行われた際、ガイガーとガオーマシンを搭載して出撃した直後、原種の攻撃を受けて破壊されてしまう。ガイガーとガオーマシンはEMTにいたために無傷であり、ガオガイガーへの合体を果たすも直後にベイタワー基地は崩壊してしまった。
エリアII 強襲揚陸補給船
GGG機動部隊所属。作戦行動時における、機動部隊の面々への補給や輸送、それに修理・整備を目的としたコンテナエリアであり、ヘキサゴンからの分離時には海上へと浮上した後、中央部から割り開くようにして前後に展開させることで、タンカー形態へと変形する。
艦体前部に設けられている「メタルロッカールーム」には、ディバイディングドライバーなどのハイパーツール、それにガオガイガーの右腕やドリル部などといった消耗部品が格納されており、上陸ポイントに港湾施設がない場合は、接岸後に前部を展開することでルーム全体を陸地へと押し出すという機能が備わっている。また通常時には、艦に搭載された陸揚げ用のクレーンによって揚陸作業が行われる。
さらに艦の中央部には、火薬式で作動する「爆裂射出カタパルト」も搭載されており、連続射出能力を備え勇者ロボ級の質量も発射できるこのカタパルトによって、より迅速なツールの現場到達を可能とする。これは本エリアが、格納庫や補給船としての性能を追求した都合上、三段飛行甲板空母のようなカタパルトを設置する余裕がなかったがゆえの代用品として開発されたものであった。
物語後半にて、機界原種の攻撃でベイタワー基地ごと破壊された。
エリアIII 弾丸X
GGG研究開発部所属。
GGGバリアリーフを構成するエリアの中でも、特に謎に包まれたエリアであり、作中でもこのエリアに話題が及ぶ際には、運用を忌避するかのような反応を見せるなど、早い段階から「禁断の切り札」とも言うべき存在であることが示唆されていた。設計・開発は犬吠崎実の手によるもので、彼が退職してからの管理責任者は猿頭寺、さらに麗雄へと引き継がれている。
弾丸Xに秘められた真の役割は、物語前半の最大の山場たるEI-01との最終決戦にて初めて明かされることとなる。それは「エリア内部にGSライド搭載のメカ、すなわち勇者ロボを収容し、搭載されたGSブースターによって彼らのGストーン内部に封印された高エネルギー集積体を、爆発的に開放させる」というもので、短時間ながら勇者ロボに限界を超えたパワーアップをもたらす一方、弾丸の名の通り一度しか使用できないというデメリットも抱えている上、パワーを出し尽くしたGストーンが、その活動を停止してしまうという危険性も孕んでいる。実際に作中でも、EI-01を倒すのと引き換えにガオガイガーを始めとする勇者ロボたちは、一度は完全な活動停止状態に陥っており、護の呼びかけにGSライドが反応して事なきを得たとはいえ、ガオガイガーを除く勇者ロボたちはその後もしばらくの間戦線離脱を余儀なくされている。
弾丸Xの機能の一切が極秘事項とされ、度重なる窮地に際しても運用が躊躇われていたのも、正しくこうした勇者ロボの生命にまで係わる危険性に因るところが大きく、それゆえにあらゆるシステムから独立し、起動スイッチとなる麗雄のデスク両サイドのディスプレイは、平時にはガムテープによって厳重に封印されている。発射時にはヘキサゴンが回転、巨大な撃鉄で発射される。また、Gストーンの活性化まで1分かかるため、使用時は護衛が不可欠であり、作中ではマイクと三段飛行甲板空母がその役目を担った。
弾丸Xには前述した機能の他、サイボーグ・ガイ専用のメンテナンスルーム「Xルーム」も備わっている。戦闘用サイボーグ化手術直後から昏睡状態にあった凱は、Xルームに安置されたまま1年を過ごしており、弾丸Xの暴走事故に伴う室内のGパワー上昇の影響によって覚醒を果たしたという経緯がある。
作中での運用は、後にも先にもEI-01戦での一回のみであり、その後も再度建造されることはなかったものの、その技術はガオファイガーや天竜神など、後発のGGGの各種戦力にも活かされることとなった。
エリアIV 水陸両用整備装甲車
GGG整備部所属。作戦完了後の勇者ロボの回収と整備を目的とした、言わば移動整備工場に相当するエリアであり、上部ハッチを展開することで全長130mにも及ぶ大型クレーンアームを伸長させ、ガオガイガーを始めとする勇者ロボをエリア内部へと回収することができる。
回収された勇者ロボは、内部に設けられたメンテンナンスルームにおいて洗浄、走査といったプロセスを経て整備作業が行われるが、複雑な変形合体システムを持つガオガイガーはそれに加えてフュージョンアウト、即ち合体分離解除作業も併せて実施される。こうした一連の整備・点検作業は、作戦完了後に留まらず平時においても定期的に行われている。
整備機能に膨大なスペースを割いている都合上、本エリアには飛行能力を搭載するだけの余裕がなくなってしまったものの、効率の良い移動方法を持たせなければならないという事情から、結果として無限軌道が搭載されており、これによってその名の通り水陸両方での移動を可能としている。
機界原種によるベイタワー基地への攻撃の際、各エリアの中で最初に破壊された。
エリアV 多次元諜報潜水艦
GGG諜報部所属。偵察や情報収集・分析を目的として建造された情報潜水艦で、艦内にはこれらを効率的に行うための多次元コンピューターが搭載されている。ヘキサゴンからの分離時には、強襲揚陸補給船と同様に中央部から艦体を大きく割り開くことで、潜水艦形態への変形を可能とする。
多次元コンピューターは、ベイタワー基地のメインコンピューターと同様に猿頭寺がプログラムの開発を手掛けているものの、そのシステムはメインコンピューターとは独立したものとされており、基地に緊急事態が発生した際でもこちらが緊急システムとして稼働し、基地内のシステム運営を代行することもできるようになっている。一方で、この多次元コンピューターを含め、本エリアには世界最高とも言うべき情報分析能力を持たせるために、飛行能力については備わっておらず、また武装についても防御機能としての水中ミサイルが艦首下部に配備されるに留まっている。
ブリッジには、ビークルマシンが常駐可能な「I.Bルーム」が確保されており、その内部に設けられたボルフォッグ専用の座席に彼が着座することで、多次元コンピューターへとリンク、各種情報を分析しながらの作戦立案を可能とする。また、艦載機として小型ジェット機「フライ1」を艦首に、小型潜航艇「マリン1」を艦内にそれぞれ搭載しており、前者については緊急脱出艇としての役割も兼ねたものとされている。
物語中盤でのEI-27との戦闘の折に、相手に取り込まれながらも自爆によってこれを撃破せしめているが、後にその残骸はバイオネットによる回収とデータ分析を受けており、同組織によるメタルサイボーグ開発へと繋がった。
エリアVI 三式空中研究所
GGG研究開発部所属。各種研究やメカニックの開発を目的としたエリアであり、事実上管理責任者を務める麗雄の私物ともなっている。
ヘキサゴンからの分離時には両側面から主翼を、下部からコックピットブロックをそれぞれ伸長させることで飛行船のような形態をとる。メインエンジンとして、実験的にウルテクエンジンも搭載されているが、エリア内に数多くの研究セクションがあり、現代科学の最先端技術から異星のテクノロジーに至るまで重要機密の数々が集積されている都合上、緊急時以外の発進は許可されていない。
凱のサイボーグ手術が行われたのも本エリアであり、彼の覚醒後はエリア内のメンテナンスルームにおいて、定期的な点検・検診が実施されている。また、ガオガイガーを始めとする勇者ロボやハイパーツールの開発、AIの人格サンプリング、Gストーンやゾンダーメタルといった異星由来のテクノロジーの調査・解析、そして隊員の健康面の管理に至るまで、本エリアが果たす役割は極めて重要かつ多岐にわたる。
本エリアもまた、機界原種の襲撃による破壊を免れることはできなかったものの、前述のウルテクエンジンは後の原種大戦において様々に活用されることとなる。

## GGG宇宙基地
オービットベース
物語後半からのGGGの拠点である、大型の宇宙ステーション。元々国連が建設中であった人工衛星「アイランド2」を改造したものであり、ヘキサゴンを収容した中枢部と、それに連結される4基の「ディビジョンフリート」によって構成される。内部のシステムのうち、各種セキュリティは犬吠崎実が、重力制御ユニットと人工重力発生システムは平田昭子がそれぞれ開発を担当。動力系統には、原子力発電に加えてGSライドも併用されており、全周4方向にはこれを活用する形でプロテクトシェードの発生装置も備わっている。またベイタワー基地と同様に、基地内部には全隊員用の居住区域や保養施設も設けられている。
正しく、GGGによる地球防衛の要とも言うべきオービットベースであるが、原種大戦の折には機界最強七原種による侵入に遭い、メイン動力炉をゾンダーメタルプラントにされかけた他、テレビシリーズ最終盤にてゾヌーダが誕生した際、直後に基地のエネルギーを奪われ、全機能停止という事態に陥っている。こうした危機的状況に度々見舞われながらも、オービットベースは『FINAL』においても引き続きGGGの本拠として運用されており、原種大戦からGGGによる三重連太陽系遠征までの間には、後述のディビジョンフリート3隻の新造に加えて、中枢部にもソフト面での見直しが図られている。具体的には、前述したような外敵からの侵入・掌握といった非常事態に備えてのプロテクトシステムであり、有事に際しては遠隔操作によってベース全ての機能を停止させるとともに、F.F.のプログラムを完全消去することも可能となっている。

### ディビジョンフリート
ベイタワー基地の各エリアに相当する、宇宙用の巨大防衛艦艇。弾丸Xを除く各エリアのコンセプトや役割を引き継いでおり、各艦のシステム設計は野崎通が担当。区画名称は『日本書紀』に登場する神々の名に由来する。中枢部とは「ガントリー・クレーン」と呼ばれる特殊装備で接続されており、通常時はメインオーダールームからの指令により分離・接続が行われるが、緊急時には内蔵火薬に直接点火することで、強制的に分離させることもできる。
作中ではオービットベースの登場に合わせて、ディビジョンIからVまでの5隻が建造・運用されたが、その後の機界原種やバイオネットとの戦闘の中で、カナヤゴ以外の4隻が喪われたため、「ガオファイガー・プロジェクト」の一環としてディビジョンI・III・IVの後継艦が新たに建造されるに至った。これらの新造艦3隻はいずれも、それまでの戦闘から得られた情報をフィードバックし、さらに外宇宙航行機能も付加されるなど、既存のディビジョンフリートとは比較にならない性能を備えている。
ディビジョンI 高速転槽射出母艦 イザナギ
GGG機動部隊所属。
三段飛行甲板空母と強襲揚陸補給船の役割を担う母艦であり、前者と同様のミラーコーティング射出システムである「リボルバーカタパルト」を搭載、複数の勇者ロボやハイパーツールの発進に活用される。また、艦内には整備施設も設けられており、作戦行動の支援機能が本艦に集約された形となっているが、それに留まらず攻撃手段として、ミラーコーティングの応用技術である「ミラー粒子砲」も装備されている。
木星における機界原種との決戦において、Zマスターの攻撃で破壊されたが、搭乗していた雷牙たちは間一髪脱出した。
ディビジョンII 万能力作驚愕艦 カナヤゴ
GGG研究部所属。
道具箱のようなフォルムと展開機構を持つ特務艦であり、被災地に急行しての復旧作業を主目的とする。展開式の三段デッキには、大量のカーペンターズとプライヤーズが搭載されており、彼らによる修復作業を総合的に指示・監督する役割を果たす。
ディビジョンフリートの中でも最後に完成した艦であり、作中ではゾヌーダロボとの戦いが終わった直後に初めて出撃。物質昇華された新宿や勇者ロボの修復に当たった。
ディビジョンIII 百式司令部多次元艦 スサノオ
GGG諜報部所属。多次元諜報潜水艦の特性を受け継いだ艦であり、ブリッジにボルフォッグが常駐して操艦・指揮を執る点もまた同様である。
他のディビジョンフリートよりも機動性に優れた面を発揮し、搭載された多次元コンピューターによる情報収集・分析に当たる他、大出力のビームを増幅・反射する働きを持つ多数の「FF（フリー・フライング）ミラー」を艦内より展開し、艦の上部から発射するリフレクタービームと併用することにより、変幻自在の攻撃を行う。また、多次元諜報潜水艦でのフライ1に相当する、強襲偵察宇宙艇 ムラクモも艦首に搭載されている。
木星決戦ではGGGの旗艦として用いられ、ムラクモも麗雄の操縦によって出撃、クラインスペースに閉じ込められたGGGの脱出に貢献している。そのムラクモが翼原種の攻撃で撃沈した後も旗艦として使われ続けたが、その後の戦闘でスサノオにも多大なダメージが及んだため、搭乗していた大河たちもアマテラスへの移乗を余儀なくされた。唯一、ボルフォッグだけは本艦に残り攻撃を続行したものの、イザナギと同様にZマスターの攻撃で破壊された際に、ビッグボルフォッグへと合体して間一髪で脱出した。
ディビジョンIV 全域双胴補修艦 アマテラス
GGG整備部所属。水陸両用整備装甲車の後継機となる艦で、その名の通り双胴式の艦体は、向かって右側が整備ブロック、左側が資材・武器庫ブロックとされている。
機動部隊の回収を目的としていることから、2基の大型クレーンが装備されている他、艦内には整備・修理用の施設も完備されており、航行中にも整備作業が行えるようになっている。左側ブロックは勇者ロボたちの待機室も兼ねており、メタルロッカールームと同様の機能も備えている。
木星決戦では、前述の通りスサノオに代わる第2の旗艦として用いられた。木星から帰還した後にゾヌーダが誕生した際にはその侵入を受け、凱の手で右側ブロックに隔離されたもののゾヌーダに操られてオービットベースより分離。地球に降下後に融合されゾヌーダロボと化してしまう。残された左側ブロックは凱とガオーマシン、ゴルディオンハンマーを搭載し、マイクの軌道計算の下に大気圏突入を決行。ゾヌーダロボの攻撃で破壊されながらも、凱たちはすんでのところで脱出している。
ディビジョンV 物質瞬間創世艦 フツヌシ
フランスGGG所属。
外伝小説『獅子の女王（リオン・レーヌ）』に登場するディビジョンフリートで、艦内にはあらゆる物質を瞬時に創世する「創世炉」を持つが、ゾンダーのそれに酷似するその能力が危険視されたために、光竜と闇竜を創世した後にGSライドを撤去。実働されることなくフェリックスボレール競技場の地下に封印されていた。姉妹の教育を終えた後は廃艦となる予定だったが、バイオネットが洗脳した光竜をGSライドとし、シェンドガルデとGギガテスクを創世するために悪用されてしまう。最終的にはGギガテスクに創世炉を奪われて破壊された。
ディビジョンVI 無限連結輸槽艦 ミズハ
DVD-BOX映像特典『プロジェクトZ』に登場。
木星から採取したザ・パワーを輸送する目的で、原種大戦後に設計された艦であるが、大河の猛反対により開発は凍結されていた。後に大河たちが三重連太陽系へ向かったことで計画が再開され、後述の新造ディビジョンフリート3隻よりも後に完成した。
ディビジョンVII 超翼射出司令艦 ツクヨミ
GGG機動部隊所属。
イザナギの後継艦で、機動部隊の指令母艦として機能する。艦体には、全幅1km近くにも及ぶ開放型ミラーカタパルトが一対装備され、搭載されたメカを迅速に目的地まで輸送。また後述の2隻も含め、惑星間航行用推進器として「レプトントレベラー」を実装。クォークとレプトンに干渉し、分子運動エネルギーをベクトライズすることで推進力を得ることができるこの推進システムにより、大気圏を自在に行き来でき、輸送後には戦闘空域外から戦闘の指揮・支援に当たる。ゴルディオンクラッシャーの使用時にはクラッシャー部分下部を構成する。
ディビジョンVIII 最撃多元燃導艦 タケハヤ
GGG諜報部所属。
スサノオの後継艦で、こちらもボルフォッグがブリッジに搭乗し、最新鋭のセンサーと多次元コンピューターによる速やかな戦況解析を行う他、搭載された兵装も「リフレクタービームII」へとバージョンアップされ、太陽光を初めとした光エネルギーを拡大させて使用することができる。
また、スサノオでのムラクモに相当する脱出艇「クシナダ」も艦首に搭載。クシナダは単独での大気圏突入も可能である他、これまでの実戦経験から多くの乗務員を収容できる設計とされており、ゴルディオンクラッシャーの使用時には乗組員がそちらへと移乗し退避を行う。そのゴルディオンクラッシャーのグリップ部分を構成するタケハヤ本体には、後にゴルディーマーグのAIも組み込まれた。
ディビジョンIX 極輝覚醒複胴艦 ヒルメ
GGG整備部所属。
アマテラスの後継艦で、大型移動整備工場機能を有し、各種ハイパーツールや勇者ロボの整備・修復を行う。艦体は資材庫を兼ねる中央部を、総合補修用メタルロッカールームを内蔵した4つのブロックが取り巻く形で構成されており、同時に4機のメカの修復を迅速に行えるようになっている。また、ブリッジは中央部の後方に位置しており、非常時には前述した4つのブロックをパージすることで、中央部のみでの航行も可能としている。ゴルディオンクラッシャーの使用時にはクラッシャー部分上部を構成する。

## CR部隊
国連宇宙軍所属の戦闘実務部隊。後述するソリタリーウェーブライザー搭載型機動兵器（コスモロボ）によって構成されており、作中では『FINAL』にて、三重連太陽系への遠征を強行せんとするGGGを阻止すべく、国連宇宙軍の第2陣として出撃しているが、ガオファイガーのガトリングドライバーによる湾曲空間で動きを封じられる結果に終わった。
コスモロボR33 / コスモロボR34
GGGアメリカの主導により開発されたコスモロボ。
マイク・サウンダースシリーズに蓄積されたデータをベースとした機体であるが、人型ないしデフォルメ体型のロボと支援機の組み合わせで構成される同シリーズに対し、これら2機種はバリバリーンに似た飛行マシンに、大型のアームユニットとディスクリーダーを搭載した特異なフォルムを有する。また、2機種とも機体後部のスラスター形状がそれぞれ異なるのも特徴の一つである。
武装として、各種サウンドディスクが搭載されている他、機種内部に大型のミサイル2基が装備されている。前述したフォルムのまま、マイクと同じくソリタリーウェーブの放射が可能で、何十体もの同型機による編隊行動時に、全機が「ディスクX」を使ったソリタリーウェーブ放射を行えば、オービットベースすら粉砕可能とされる。
また、超AIによって自律行動する勇者ロボたちとは異なり、これらの2機種はパイロットを必要とする有人機として設計されている。これについては、AIのコントロールを奪われることで、ディスクXが敵の手に落ちることを憂慮したための措置ではないかとの指摘もある。
初出となった『BLOCKADED NUMBERS』の「金の牙・銀の爪」では、当時開発中だった機体がEI-72・EI-73と融合しゾンダーロボの素体とされている。CR部隊に配備された機体は、この一件の後に上記2機種を基にして量産化されたものである。

## シャッセール
GGGによる技術供与が行われた国のうち、フランスにおいても独自に勇者ロボやディビジョンフリートなど、様々な戦力の開発が行われている。作中では、前出の竜シリーズの系譜に連なる姉妹ロボ「光竜」「闇竜」、それにボルフォッグを下敷きに設計された諜報用ロボ「ポルコート」が登場しており、いずれもGGGと協力関係にある対特殊犯罪組織「シャッセール」に所属。同組織のメンバーであるルネの統率下にあり、命令もGGGよりも彼女のそれが優先される。
一方で、これらの勇者ロボは既存のそれをベースとしつつも、自国に誇りを持つGGGフランスの意向から、提供されたノウハウをそのまま用いるのではなく、強引とも言える仕様変更や改修が施されているのも特徴の一つである。そのため、同時期に中国で開発が行われた風龍・雷龍と比べて3ヶ月以上遅れての起動となり、機界大戦への参戦が間に合わなくなるという結果となった。
光竜（こうりゅう）
型式番号：GBR-8
全高：17.5m / 重量：210.0t
声：田村ゆかり
メーザー光線車両から変形する、白い竜型ビークルロボ。
GGGフランスとシャッセールによって共同開発され、氷竜・炎竜を原型としつつも、前述した組織の意向により既存の「兄弟」たちとは異なり、女性型のロボットとして開発されている。そのためフォルムも彼らと比べて華奢である他、後頭部には髪の毛状のセンサーが追加され、胸部の機能ダイヤルも乳房のように2つへと増設されるなど、随所に新しい設計が取り入れられている。一方でそうした外見とは裏腹に、GGG所属の勇者ロボの中でも最強クラスとも称される火力の持ち主であり、敵の撹乱と防御を担当する妹の闇竜との連携で、その威力を最も効率的に発揮することができる。ビークルマシン形態も、当初はパワーショベルという氷竜・炎竜に近いレスキュー任務に即したオプションが装備される予定であったのが、開発当時の機界原種との戦闘激化を受け、より直接的な火力を増強すべく前述した形へと変更された。
一人称は「あたし」で、兄たちのことは「にいちゃん」もしくは「おにいちゃん」と呼ぶ。AI育成時のトラブルが元で、そのパーソナリティは妹であるはずの闇竜に比べるとやや幼く、天真爛漫にして人懐っこさが目立つ、お転婆娘といった趣きとなっている。とはいえ、姉としての自覚は持ち合わせており、誰よりも妹を気にかけており、彼女の前では姉らしい一面をみせることもある。また、同型のGSジェネレーターで稼働するルネに対し、姉のように慕う一面も有している。この他、宇宙空間で上手くブレーキングできないという原因不明のバグを抱えてもいる。
初出となった外伝小説『獅子の女王』では、フツヌシを狙うバイオネットの手により輸送途中のところを襲撃され、未成熟であるが故の精神面のゆらぎを利用されロジックボムで支配下に置かれ拉致されてしまう。彼らはフツヌシから取り外されたGSライドの代わりに光竜を利用し、これを起動せんと目論んでおり、後にルネや闇竜らの活躍で救出されるものの、結果としてフツヌシの起動とGギガテクスの創世を許すこととなる。直後のGギガテクス戦では天竜神として戦闘に参加、その際受けたダメージにより原種大戦への参戦こそ叶わなかったものの、妹とは異なりAI自体には損傷はなかったため、AIへの改修が行われず認識年齢はほぼそのままになった。
『FINAL』においても引き続きシャッセールに属し、ルネや闇竜とともにバイオネットとの戦いを継続。Qパーツの一つを巡ってパリで繰り広げられた攻防にてGGGと共同戦線を張り、そのまま彼らと合流しオービットベースに赴いた際には国連宇宙軍に属していた風龍・雷龍とも干戈を交えるが、最終的に彼らも含めたGGGとともに三重連太陽系への遠征に加わるに至った。
- 設定だけでなくデザイン面においても、氷竜・炎竜の決定稿をベースにスタイリングが検討されており、脚部などを細く変更していくなど稿を重ねるにつれて、より女性らしいプロポーションが志向されていった。主武装のパワーメーザーアームは、初期のデザイン画稿ではパワーショベルをイメージしたものであったが、こちらもデザイン作業の進展につれてよりフレキシブルな構造へと改められている。

武装
メーザーガン
携帯型メーザー銃。改修後はオミットされる。
パワーアームメーザー砲
光竜の主武装で、背面に装備された大型の砲撃兵装。可動式のアームの先端にパラボラ状のメーザー砲が備わっており、GSライドと直結したウルテクエンジンにより大出力を有し、バリアシステムを貫通するほどの威力を発揮する。また、その出力は任意で調整も可能となっている。
必殺技
ライトニング・ランス / プライムローズの月
パワーアームメーザー砲から繰り出される必殺の一撃で、その威力はゾンダーロボの装甲すら貫通せしめるほどである。名称のうち、ライトニング・ランスは初出となった『獅子の女王』でのもので、後に上記の通り改められている。
闇竜（あんりゅう）
型式番号：GBR-9
全高：16.9m / 重量：230.0t
声：田村ゆかり
ミサイル装甲車から変形する、黒い竜型ビークルロボ。
前述の理由から、光竜とともに女性型として改修された闇竜であるが、このような強引な仕様変更にもかかわらず、起動の遅れをわずか3ヶ月にまで抑えられた理由として、通常の手段での建造ではなく、前出のフツヌシの機能を活用して「創世」されたことが挙げられる。ビークルロボ形態は概ね光竜と同様のフォルムを持つ一方、目元がバイザーに覆われている他、側頭部にはエネルギーアキュメーターがお下げ髪のように備わっている、といった差異も見られる。直接的な戦闘能力の高さを重視した点も光竜に準じているものの、火力重視の光竜に対してこちらは状況に応じたミサイル弾頭の使い分けや、クリスタルシールドによる防御を活かした支援を主としている。
性格は姉と比べて大人しく控えめで、兄たちを「お兄様」もしくは「兄様」と呼ぶが、バイオネットの暗躍によって光竜が拉致されたことで、若干ではあるが活動時期が長いのに加え、Gギガテクス戦で受けたダメージの修復の際、併せて損傷したAIの改修を受けたことにより、姉よりも認識年齢がちょっと上がり「ちょっとドジな妹」的性格になる。また、竜シリーズの下の兄弟姉妹であることから、同じく「弟」ポジションの炎竜と同様に着地を苦手としているほか、CCISの99年物のロボジュースがいいと、好みにうるさい面も持ち合わせている。
- ビークルマシン形態は、こちらも氷竜・炎竜に準じた形状の車体で検討されていたが、最終的にはフロント部分が丸みを帯びたデザインへと改められている。フレキシブルアームドコンテナは地対空ミサイルをイメージしたものとして、初期の画稿では前方からミサイルを発射する想定で描かれているが、後に側面から発射する形へと変更され、併せてコンテナ自体の形状にも修正が加えられた。変更が加わった段階でも、当初は左面が発射口、右面が排煙ダクトを兼ねた噴射ノズルとして考えられていたものの、決定稿ではコンテナが2つに分かれ、両面からミサイルを発射する形で落ち着いた。ビークルロボ形態の頭部は、エネルギーアキュメーターの処理を巡って複数の案が検討されており、その中にはドレッドヘア風のものも存在する。

武装
ミサイルガン
携帯型専用銃。改修後はオミットされる。
フレキシブルアームドコンテナ
闇竜の主武装で、背面に装備された大型の砲撃兵装。6連装のミサイルポッドが内蔵されており、ビークルロボ形態だけでなくビークルマシン形態でも使用可能。通常打撃弾やチャフ弾など、用途によって弾頭を使い分けることができる。こちらも当初、タンクローリーというレスキュー任務に即したオプションが装備される予定であった。
- 設定上では、このコンテナを利用した「高速移動モード」も存在する。

クリスタルシールド
闇竜の専用装備の一つである、手持ち式の盾。炎竜のミラーシールドの改良版であり、通常形態の「プロテクトモード」では実弾兵器などの物理攻撃を、カバーを展開した「リフレクトモード」では光学兵器による攻撃を、それぞれ防御することができる。この新機構の追加により、反射面の損耗の回避と、より長時間の連続使用を実現している。シンメトリカルドッキングの際には胸部装甲を構成する。
必殺技
ナイトメア・カーテン
煙幕とチャフ弾によって、対象のセンサー類を撹乱する。
スターナイト・カーテン
対攻撃用防護幕や、光線を乱反射させる小型金属片、それに特殊生成プラスティックを空中に散布し、敵の攻撃を防御する。
ナイトメア・ハードレイン /シェルブールの雨
フレキシブルアームドコンテナより多弾頭ミサイルを撃ち出し、目標に対して降り注がせる。名称のうち、ナイトメア・ハードレインは初出となった『獅子の女王』でのもので、後に上記の通り改められている。
天竜神
全高：28.0m / 全幅：18.0m / 重量：440.0t
声：田村ゆかり
光竜と闇竜がシンメトリカルドッキングすることで完成する、合体ビークルロボ。
合体の際には光竜が右半身と頭部、闇竜が左半身と胸部装甲をそれぞれ構成。人格については、光竜の素直で無邪気な部分と、闇竜の冷静でやや現実的な性格とが前面に押し出された形となっている。このように、基本的な部分は他の竜シリーズの合体ビークルロボとも近似したものがある一方で、前述の通りフツヌシで創世されたという経緯や、合体用コネクタの形状の違いなどもあり、彼らとの特殊合体はできない。
高出力と機動性を併せ持ち、後述の「光と闇の舞」や内蔵弾丸Xなど、過去のGGGの戦闘から得られたデータをフィードバックした装備を複数装備。両肩に備わった砲撃兵装は、展開させることで超竜神のダブルトンファーと同様に打突武器としても活用可能で、これにより遠近双方の敵にも対応できるようになっている。
合体前と同様に初出は『獅子の女王』で、姉妹の精神にトラウマが発生したために合体に支障をきたしていたが、Gギガテスクとの戦闘に際して初めてシンメトリカルドッキングを成功させるに至った。そのGギガテスクとの戦闘で中破したのに伴い、再フォーマットを経て機体にも改修が加えられ、これによりスタイリッシュなボディへと変化を遂げた。
- 氷竜と炎竜、風龍と雷龍に次ぐ第3のビークルロボが女性型であることは当初からの決定事項であり、それを踏まえて天竜神も他のビークルロボのビークルモードをベースにデザイン作業が進められた。合体時の頭部デザインも前述した決定事項を踏まえ、より女性らしさを意識する形でお団子ヘアをイメージしたものとされたほか、胸部のクリスタルシールドは様々なアイディアが検討された末に、女性的なスタイリングのものを採用。

- 一方でその胸部や両肩など、一部のデザインは『獅子の女王』の雑誌連載時には他のビークルロボのそれに準じたものとされており、後に『FINAL』の制作に当たってさらなる変更が加えられた[259]。光竜・闇竜（天竜神）は当初アニメでは描かないことが予定されていたものの、設定を作り込んでいくうちに出てこないとおかしいと思えるほどの存在に成長していったと、後年米たにが述懐している[260]。

武装
メーザーガン
ミサイルガン
いずれも当初、両前腕に装備されていた兵装で、改修に伴ってオミットされる格好となった。
パワーアームメーザー砲
フレキシブルアームドコンテナ
いずれも合体前の武装をそのまま活用。他の竜シリーズの合体ビークルロボとは異なり、肩の後ろに装着されている。
ダブル・リム・オングル
天竜神の固有兵装の一つ。Gストーンから抽出されるエネルギーを収束し、両腕からエネルギーソードとして発生させたもので、ソードの表面を構成するナノマシンが、高速で縦横無尽に動き回ることによって対象を切削する。作中では『FINAL』でのプラヌス戦にて使用し、一時はこれを撃破せしめている。
クリスタルシールド
闇竜の武装をそのまま転用したもので、通常は胸部装甲として装着されているが、取り外して手持ちのシールドとしても使える。
必殺技
ナイトメア・ハードレイン / シェルブールの雨
ライトニング・ランス / プライムローズの月
光と闇の舞
天竜神の究極の攻撃。
フレキシブルアームドコンテナに搭載された、複合ジャミング弾を発射して敵の知覚を奪った上で、パワーアームメーザー砲による攻撃をしかけるというもので、ジャミング弾とともに散布した無数のFFミラーにメーザー砲からの砲撃を反射させ、全方位から多角的な射撃を加えることで、敵の局部防御の死角を突くことも可能となっている。また同時に、攻撃者の位置を特定させないことで反撃を封じる効果もある。
この攻撃法は、東京決戦におけるEI-01の全方位レーザー攻撃などを解析して編み出されたものであり、発動時の複雑を極める反射角の計算処理は、光竜・闇竜の2つのAIによる超演算処理能力によって初めて実現可能となる。そのため、特にメーザー発射後は機体制御が制限され、物的な消費もかなり大きいといったデメリットもあるものの、EI-01による攻撃以上の威力を叩き出す。
特殊装備
イレイザーヘッドシステム
内蔵弾丸X
フランスGGGが独自に開発した極秘装備。その名の通り、機体内に搭載可能なまでに小型化された弾丸Xで、緊急時のGSライドターボチャージャーとしての役割を担うが、起動後にGストーンが活動停止するという危険性までは解消されていない。作中では『FINAL』における対プラヌス戦にて初使用。相手のラウドGストーンを対象にその能力を発動させ、エネルギーを過剰増幅させることで内部崩壊に導いている。

### シャッセール諜報部
ポルコート
フランスGGGとシャッセールが共同開発した、赤茶色の諜報ロボ。
ビークルマシン形態は、擬装性の高い大衆車であるローバーミニ1998年型を模しており、同じく諜報ロボのボルフォッグの設計を基にしつつも、ホログラフィックカモフラージュやガンマシンとの三身一体など、モデル機に存在した各種特殊機構を排したことで、GBRシリーズの中でも最小となる全高10m強という究極の小型化を実現している。
その一方で、独自の特殊機構としてイオンセンサーが搭載されている。これは本来ロボットには理解しがたい「匂い」と電位差反応を感知し、あらゆる電磁的・工学的欺瞞を打ち破って目標の位置を知覚することができるもので、同時に「豚車」を意味するポルコート（Porc Auto）の名称の由来ともなっている。この他にも、戦闘時には両腕のアームパンチや、擬装としても使える各種トランクに内蔵した、多彩な武器を駆使する。
ボルフォッグがそうであったように、ポルコートもまた実在の人物を超AIの人格モデルとしており、彼の場合はシャッセールの捜査官で、任務中に殉職したエリック・フォーラーのそれが採用されている。一方で、エリック本人は大人の落ち着いた中年男性口調であるのに対し、ポルコートは少年的な口調であるという点で相違している。
初出は外伝小説『獅子の女王』で、同作ではバイオネットによるフツヌシ強奪事件において、先に殉職したエリックに代わる新たなパートナーとしてルネの前に姿を現し行動を共にする。その過程で、ラプラスの攻撃からルネを庇い銃弾に倒れており、この時にGSライドに重大な損傷を負った結果、通常動力のローバーミニにAIとイオンセンサーを載せ替えることにより、変形機能を持たない特捜車として復活を果たす。GGGが木星決戦に向かった日、タクシーのふりをしてエリックの妻子を乗せるが、その際に娘から「父親の匂い」がすると言われた。
『FINAL』では、第2話の冒頭に前述の特捜車として登場しているほか、第7話のエンディング映像では、フツヌシ事件で殉職した際のロボットモードが描かれた。また、ルネと一緒に三重連太陽系に赴くことができず、結果として存在が確認されるロシアとアメリカのGBR型諜報ロボと共に、地球へ残留した数少ない勇者ロボの1人となる。上記の作品群以外にも、ドラマCDではボルフォッグと対面していたという台詞が存在する。

## バイオネット
国際犯罪組織バイオネットは、かねてより新技術や未知のテクノロジーの獲得・簒奪に極めて貪欲な面を見せており、Gストーンを始め異星の技術の数々を保有するGGGは、その点において彼らの格好の標的とも言える存在であった。作中においても、フツヌシ事件やガオーマシン強奪事件など、度々GGGの保有する技術を目当てとした事件を引き起こしており、その過程で入手した技術は、フェイクGSライドや大型機動兵器「AT」の開発に繋がることとなる。
- 後述する各機以外にも、『FINAL』第1話用としてダンケルD-3号[注 72]やクラーケンα5号[注 73]といった、藤田一己のデザインによるロボットも提案されていた[92]。

クロイツ／ヘルツ／カーロ／ビーク
いずれもコミカライズ「final00」に登場。前出の多次元諜報潜水艦でのデータ解析の後に開発され、鰐淵シュウをプロトタイプとするならば、これら4体は動力機関としてフェイクGSライドを持つ、最新型のメタルサイボーグである。各個体の違いは頭部に付いた武器装置にあり、クロイツは破砕斧、ヘルツは電磁鞭、カーロは冷却砲、ビークは機関砲装置をそれぞれ装備している。
作中では、パリにて探索中の凱たちと対峙し、ビークはルネによって倒され、クロイツ以下3体は連携で凱に圧倒するも、合流したアルエットの改造で一時的に増強されたルネとの連携で3体とも撃破された。
シェントガルテ
フェイクGSライドを最初に搭載した、侵入者撃退用のメカ。
Gギガテスク
メビウスとラプラスが、前出のフツヌシの機能を活用して創世した巨大ロボ。フェイクGSライドを搭載しているほか、フツヌシの創世炉までも取り込んでおり、そのエネルギーにより自らを再生させることができる。外伝小説『獅子の女王』に登場し、パリに甚大な被害をもたらすも、合体を果たした天竜神との戦闘を経て、最後はガオガイガーの繰り出すモレキュルプラーネによって、搭載していた各種機関もろとも完全に破壊された。
ギガテスクドゥ
Gギガテスクの後継機に当たる巨大ロボ。Gギガテスクと異なり、自己修復機能こそ持ち合わせていないものの、触手状のケーブルからハッキングコマンドを送り込むことにより、メカノイドやビークルロボに搭載されたソフトウェアに直接攻撃を仕掛けることができる。原種大戦の後、ドイツのドルトムントに出現しガオガイガーと交戦。一時はガイガーとガオーマシン間の情報伝達を絶ってみせたものの、エヴォリュダーとなった凱の能力によって無効化され、逆に自らが機能停止に追い込まれた末に撃破されてしまう。
シャポー・ド・ソルシエール
ギムレットの乗艦である移動要塞。彼の被る帽子を模したフォルムが特徴であるが、香港にてガオファイガーの攻撃に遭い、ギムレットごと破壊された。
ギムレットアバンアンプルーレ
バイオネットの開発したATの一つ。
メタルサイボーグと化したギムレットが、強奪したQパーツを使い自身の所有するリング状の小型モジュールを取り込むことで完成する。武装は小型モジュールを伸ばした鞭。シルエットは細身で、ギムレット・アンプルーレの前段階ということもあってか、戦闘能力はガオファーに劣る。
ギムレット・アンプルーレ
アバンアンプルーレが、全ての小型モジュールを取り込むことでパワーアップした状態。
本体が細かくモジュール化されている点を活かし、損傷箇所も即座に修復可能という特性を持つだけでなく、モジュールの組み換えにより23種類もの特殊能力を使うこともできる。さらに取り込んだQパーツのパワーにより、従来バイオネットが使役してきたロボットとは比較にならないパワーを有しており、作中でもガオファーを追い詰めるが、F.F.を果たしたガオファイガーの敵ではなく、最後はハンマーヘル・アンド・ヘブンで倒された。
- アバンアンプルーレを始めとする各種形態や、中核を担うギムレットのメタルサイボーグ形態、それに取り込んだQパーツも含め、デザインはやまだたかひろが担当。シナリオの段階では7つのタイプに変形するという設定であったのを踏まえ、細かいパーツの集合によってロボットになるという柔軟性のある設定を付加し、自由度のある表現を可能としている。
- デザイン上のポイントとしては、モジュール状態での本体にして、合体時の頭部や関節などに配された目のようなパーツと、それに付いているパイプや帯状のパーツであり、アバンアンプルーレ形態ではパイプ状パーツが骨格を、帯状パーツが装飾を形成し、さらに後者が骨格へと巻き付いていくように変形することで、アンプルーレのボディを構成するという形とされている。

特殊能力
前述の通り、その特殊能力は23にも及ぶとされるが、作中で披露されたのはそのうちの3つに留まった。
エクスプロジオン・レオン
特殊能力のその1で、右腕を変形させて放つ集積型高出力ビーム。
コロッサル・コンビュステイブル
特殊能力のその2で、両肩を放電ポールへと変形させ電撃を放つ。
パルドンアタークソウデーヌ
特殊能力のその18。右腕から放つ武装だが、ガオーマシンに阻まれ不発に終わる。
シュプスタンス・エクスキュゼ・モワ
特殊能力のその19。戦車型に変形し、ボディの一部を変化させた二基のミサイルを敵にぶつける。

## アベルの残せし災い
機界文明への対抗を目的として、三重連太陽系「赤の星」で作られた機動兵器群。緑の星におけるガオガイガーと双璧をなす存在であり、Jジュエルを動力源とする巨大戦艦「ジェイアーク」、それとフュージョンする戦闘用サイボーグ「ソルダート」、これらをサポートする役割を果たす生体コンピューター「トモロ」、そして機界原種を浄解し対消滅する複製人間「アルマ」の、4つの要素からなるシステムとして構成されている。機界原種の数に合わせて、後述のジェイアーク級戦艦31隻が建造され、それらによる艦隊（アーク艦隊）が各原種と対消滅するものとして想定されていたものの、機先を制した機界原種によってメインコンピューターシステムであるトモロが失われたことで、前述の通り各要素が揃って初めて真価を発揮するこのシステムもまた、それぞれが個別に行動する事態に陥ってしまう。結果、これらジェイアーク級戦艦も本来の実力を発揮できぬまま、その大半が軒並み敗北・喪失の憂き目に遭った。
この時に残存した艦が、テレビシリーズ後半より登場するキングジェイダーであり、艦とともに地球へと流れ着いたアルマの一人である戒道幾巳、それにゾンダーの尖兵として地球に送り込まれながらも、浄解され本来の姿を取り戻したソルダートJとトモロ0117が揃ったことにより、キングジェイダーは当初想定された通りのシステムとしてようやく完成を見ることとなる。このキングジェイダーが叩き出した、機界原種との戦いにおける多大な戦果を根拠として、仮にアーク艦隊が本来の想定通り正常に運用されていれば、三重連太陽系での戦闘においても機界文明を殲滅していた可能性は極めて高いとも指摘する声もある。
ジェイアーク
対原種用の超弩級戦艦。ジェイアークという名称は、合計で31隻建造されたこの戦艦の総称であると同時に、それらジェイアーク級1番艦の艦名でもある。
超弩級と名乗るだけあり、作中でも木星における原種との決戦の際に、ガオガイガーを始めとする他の勇者ロボたちを艦上に載せて航行したこともあるなど、圧倒的に巨大な艦体の持ち主として描かれており、艦内の設備の方も、メインコンピューターである生体AIが組み込まれている中央制御室は、ボルフォッグが入り込んで作業できるほどの空間的余裕がある。また搭乗者が飛行できることから、艦内の通路は断面が逆三角形と独特の形状を持つ。艦体はジェネレイティングアーマーに覆われていることから熱に非常に強く、マントル内で戦闘を行うことも可能。艦首の補助翼は光子エネルギー吸収板を兼ねており、これより吸収した光子を物質へ変換することで、機体の修復やミサイルの精製も行える。
ジェイアークは、艦橋に相当するユニット（ジェイダー）と、それ以外の部位（ジェイキャリア）によって構成される機体でもあり、これらが分離・変形し再合体（メガフュージョン）した人型ロボットの状態が、後述のキングジェイダーである。主武装はジェイダー側に装備されている反中間子砲で、これ以外にもESミサイルなどといった武装を多数備えているほか、艦首のジェイクォースはこの形態でも使用可能である。
作中において、現存が確認されているのはアルマ（戒道幾巳）を乗せて地球に飛来した1隻のみ。その戒道が覚醒し、ピッツァ(No.J-002)とペンチノン（トモロ-0117）が浄解されるまでは、阿蘇山の火口に隠されており、機界原種の襲来に際して初めてGGGの前に姿を現すに至った。
- デザインについては当初、タカラ側の要望である「ドリルや動物のモチーフを入れたい」という意見と、「戦艦というキャラクター性にしたい」という米たにの意見とのせめぎ合いから、特に艦首周りのデザインについては難航を極める形となった。最終的には双方の意見の折衷案として鳥の嘴をデザイン化し、艦首に眼をモールドすることで「鳥に見えなくもない」形とされているが、最初期のデザイン案の中には、ワニもしくは龍を模した形状の艦首の両側に一対のドリルを配したものや、艦首そのものが巨大なドリル状となっている案なども存在する。艦橋がロボ形態の頭部に変形するという要素は、青島文化教材社が1970年代に展開していた「合体シリーズ」の影響があることを、タカラの幸日佐志が後に明かしているほか、艦首下部のジェイクォースは、デザイン作業の後半にて米たにから提示された「戦艦では鳥が錨をくわえていて、ロボ形態で腕から飛ばす」というアイディアを反映したものである。
- 玩具は当初、後述した潜水戦艦の要素を反映しお風呂でも遊べる方向性も模索されていたが、実際に水中でのテストを行った際に内部から水が抜けなかったり、シールが剥がれるなどしたために見送りとされた。

武装
ジェイクォース
反中間子砲
ジェイアークの主武装である、2門4基の砲塔。中間子と対消滅するフィールドを形成・発射し、対象となる物質を中間子の対消滅により、その物理的な強度を無視して一気に原子崩壊へと導く。有効射程距離や持続時間こそ極めて短いものの、直撃すればジェネレイティングアーマーすら突破し、強固な装甲もジグソーパズルのようにバラバラにしてしまう。戦艦形態のみならず、後述の各種形態においても活用され、強力な火力・破壊力を発揮する。
空対空メーザーミサイル
ESミサイル
ES機雷
艦内に積載された投下型のES兵器。艦体の下方にESウインドウを開くことにより、敵拠点を別次元へと放逐したり、逆に自らを別次元へと緊急回避させるといった目的で使用される。
牽引ビーム
コミカライズ版、Number.43.5「光と闇の翼」にて使用。ESウィンドウ越しにジェイバトラー目掛けてこれを発射し、太陽宙域へ引き込んだ。
バリア形式
フィールドジェネレーティングアーマー
ジェイバード
ジェイアークの艦橋が分離した軽巡洋艦モードで、ジェイダーのビークル形態に相当する。
ジェイアークに比べて小型かつ機動力があり、またジェイアークの主武装である反中間子砲もこちら側に備わっていることから、戦闘能力なども向上しているものの、作中では基本的に分離して即ジェイダーへの変形、もしくはキングジェイダーへの合体に及ぶことが通例であり、ジェイバードの状態で運用された事例はほとんど確認されていない。
武装
反中間子砲
ESミサイル
ジェイキャリア
ジェイアークからジェイバードが分離した空母モード。この状態では、トモロ-0117が艦全体の制御を担当し、また戒道は艦の右後方に設けられた第二艦橋へと移る。こちらも基本的には合体時に登場するのがほとんどであるが、テレビシリーズの終盤では機界原種を追ったジェイアークが、木星にて彼らからの待ち伏せに遭ったため、戒道を退避させるべくジェイキャリアのみがESウインドウを経由して地球へ送られ、一時的にGGG艦隊と行動を共にしたこともある。
ジェイダー
ソルダートJ（No.J-002）が、ジェイバードとフュージョンすることで完成するメカノイド形態。キングジェイダーへの合体時には頭部および両腕を構成する。
ガオガイガーで言うところのガイガーに相当するポジションの機体であるが、ジェイダーの場合は単騎でも機界原種と渡り合えるほどの高い戦闘能力の持ち主であり、作中でもこの形態で戦闘を行うことが多い。
反中間子砲はこの形態でも使用可能である他、手首からはプラズマソードを形成できるなど遠近両面に対応した装備も充実しているが、ジェイダーの最大の武器はその機動力にこそあり、背面から扇状のエネルギー翼（プラズマウイング）を展開しての飛行能力と速度は、他の勇者ロボを圧倒するほどである。テレビシリーズ終盤では、肺原種が生み出した湾曲空間クラインスペースに閉じ込められた際、スターガオガイガーの協力を得て内部からの脱出を敢行。ダブルヘッドドライバーをもってしても1/50秒=0.02秒間しか開かなかった次元ゲートを突破している。
- 巨大戦艦の艦橋から変形するという基本的な構成、それにプラズマウイングがビーム状であるという点はデザイン作業の初期段階から固まっていたが、同時にロボへの合体後の頭部も兼ねることから、特に上半身周りについてはより艦橋としてのイメージを推し出したものなど様々な案が提示されており、決定稿では肩の内部に収まる両前腕は、当初は合体後に頬当てとなる形とされていた。また額のJジュエルは、米たにがストーリーへの絡ませ方を検討した末に、Gストーンに対応するアイテムとして考案・追加されたものであるが、そちらについても決定稿にもある三角形に近い形状とは別に、初期稿の名残とも言える鳥を模した意匠という方向性も検討されている。

武装
プラズマソード
腕先を包むように形成される光の刃。攻撃と防御の両面で活用される。
反中間子砲
ジェイアーク（ジェイバード）の主武装をそのまま用いたもので、本形態では両脛に配されている。
プラズマウイング
背面より展開する、5枚一対のエネルギーの翼。一種の推進装置として機能し、これにより、ジェイダーは全メカノイド中最速ともいえるスピードと飛行能力を発揮できる。
ESミサイル
ジェイライダー
ジェイダーとジェイキャリアのもう一つの合体形態。下半身のみをビークル形態に戻したジェイダーが、ジェイキャリアに再度プラグインした状態で、ジェイアークとジェイダー両方の武装を使用することができる。
キングジェイダー
ジェイダーとジェイキャリアが「メガフュージョン」することにより完成する、ジャイアントメカノイド。
全高100mを優に超える巨躯の持ち主で、ボディの内部には主動力源であるJジュエルのパワーを効率的にエネルギーへと変換するジュエルジェネレーターを備える。これにより、機界原種さえも圧倒するほどの攻撃力を発揮することが可能で、前述した巨躯から繰り出される圧巻の格闘攻撃はもちろん、両腕の反中間子砲をはじめとした無数の火器も強力そのものであり、ガオガイガーを凌駕する多彩にして強大な兵装群を駆使する。
防御の面でも、単一結晶装甲や自己修復機能、そして機体全体をJパワーで覆うドジェネレイティングアーマーによる鉄壁の防御能力を備え、ウルテクエンジン搭載後のガオガイガーによるブロウクンマグナムさえも軽々と弾き飛ばす。陸海空から宇宙、そしてマントル内など、あらゆる極限空間において前述した戦闘能力を発揮し、さらにはES兵器による空間跳躍までも可能と、その活動範囲の広さも目をみはるものがある。
- 従来のシリーズ作品における、「2号ロボ」に相当するポジションのキングジェイダーであるが、当初はこれとは異なる「MGロボ」のコードネームを持つロボットの登場が想定されていた。凱の生き別れの兄がフュージョンし、棒術を駆使する格闘戦メインの機体として、ガオガイガーの指南役的な位置付けをも担うロボとして設定されていたMGロボは、胸部の巨大なフィンから放出したエネルギー粒子を、両手の気によって自在に操ることができる他、武器として振るう棒を相手に突き刺しゾンダー核をえぐり出すという技も備えていたという。また玩具的には予算的な都合から、マイトガイン（『勇者特急マイトガイン』）の金型流用が想定されており、実際にそれに則した形で大河原によるデザイン画稿も描き起こされているが、前述した「DX 超人合体ガオガイガー」の売れ行き好調もあり、最終的に新規デザインで作る流れとなった。
- 元々アニメ制作側からは、米たにの持つ潜水戦艦や主役機を超える存在への憧れに起因した「巨大な潜水艦ロボ」という案が、番組開始当初から提示されていた。これ自体は実現には至らなかったものの、一方のタカラ側からも「巨大戦艦」というアイディアが逆に提示されており、そこから前述した憧れも踏まえ、米たには作中に登場させるに当たって凄くでかいマイティジャックや、凄く強いグレートマジンガーを意識した他、宇宙戦艦ヤマトやアイアン・ギアー（『戦闘メカ ザブングル』）からの影響についても、後年のインタビューにて言及している。
- 玩具的には「とにかく大きいロボを出して商品棚のインパクトを強めたい」というタカラ側の意向もあり、キングジェイダーは他のロボとは一線を画す大きさが個性とされている。そうしたコンセプトで設計したために、実際に開発されたDX玩具でも足の可動などがオミットされ、使用するパーツや材料も全て大型化のために用いられている。

武装
ジェイクォース
キングジェイダーの主武装にして、対原種用最終兵器である巨大な錨。キングジェイダーへの合体時には右前腕に装着されており、射出と同時にJパワーのオーバーロードによって発生する炎を纏うことで、火の鳥を象りつつ機界原種の身体を貫きコアを抉り出すという、ヘル・アンド・ヘブンと同様の効果を発揮する。
単純な破壊力こそゴルディオンハンマーに劣るものの、威力はヘル・アンド・ヘブンを上回り、また遠距離の相手に対しても使用可能という利便性も備えている。
反中間子砲
本形態では前腕に配置され、戦艦形態と同様に高火力を発揮する。
5連メーザー砲
指部に備わった砲撃兵装で、宇宙空間に漂う分子雲を、電磁波を放ちやすい高密度の逆励起状態に保ちつつ密閉し、誘導放射によって電磁波を増幅させ目標へと照射する。反中間子砲と共にメイン火器として位置づけられており、両手での同時発射により10連メーザー砲となる。作中ではテレビシリーズにて脊椎原種・合体原種を撃破した他、『FINAL』でもピア・デケム・ピークに対して使用し、至近距離からコアを撃ち抜いて倒した。
ESミサイル
両腕から連装式2セットで放たれる、空間転移型ミサイル。発射後に宇宙空間からES空間に移動し、予測できない位置から現れて敵を攻撃する他、ソルダートJを乗せて通常では侵入不可能なブロックへ送り込むといった応用もできる。
ES爆雷
空対空メーザーミサイル
脚部から放たれるミサイル。あまり威力はなく、弾幕防御で使用される。
ジェネレイティングアーマー
正式名称は「フィールドジェネレイティングアーマー」。Jジュエルのジェネレーター出力を高揚させることにより、エネルギーの鎧とも言うべきフィールドで全身を覆う。このジェネレイティングアーマーにより、キングジェイダーはマントルの中でも活動できる。
対地レーザー砲
足先に装備した連装式の小型火砲。作中では、全身の火器による一斉掃射の際にのみ使用している。
ジェイフェニックス
ジェネレイティングアーマーの出力を最大以上に引き揚げ、リミッターを解除して展開する。これによりキングジェイダーは全身が赤いエネルギーを纏った不死鳥のようになり、その巨体自体をジェイクォースとして使用するが、使用後には動けなくなってしまう程大量のエネルギーを必要とする。
作中での初出は『FINAL』でのピア・デケム・ピーク戦であるが、後に外伝コミック『キングジェイダー -灼熱の不死鳥-』において、レプリジンのキングバトラーとの戦闘データを基にして、キングジェイダーに施された改良の結果備わった能力との設定が追加された。
『スーパーロボット大戦W』では武装の一つとして搭載されており、一定の条件でキングジェイダーでピア・デケム・ピット、またはピア・デケム・ピークを撃墜すると追加される。既出の映像作品と異なり、同作品ではENの許す限り連続使用が可能となっている。
シルバリオンハンマー
ゴルディオンハンマーのキングジェイダーバージョンとも言うべき必殺技。本来、ゴルディオンハンマーはキングジェイダーが使用することを想定しておらず、その巨体ではハンマーは持ててもマーグハンドまでは装着できないため、使用の際にはジェネレイティングアーマーの出力を最大限に上げることで、ハンマーのエネルギー負荷から機体を保護する必要がある。技の名称も、アーマーの出力上昇の際にハンマーと周辺部が銀色に輝くことに起因したものである。
初出はゲーム『勇者王ガオガイガー BLOCKADED NUMBERS』で、後に『スーパーロボット大戦BX』にも登場。前者では、合体ゾンダーロボに取り込まれていたゴルディオンモーターのフル稼働を難なく上回るだけの強さを発揮し、これを撃破せしめた。その際、コアの摘出と回収には、左手人差し指と小指のメーザー砲砲口が活用され、それぞれ「ジェイダーヘル」「ジェイダーヘブン」と呼称されている。
ジェイバトラー
ジェイアークと並ぶ、ジェイアーク級超弩級戦艦の数少ない生き残りの一つ。
三重連太陽系防衛戦後、青の星に逃れたジェイアークと同様に、とある惑星の火山帯の中で眠りについていた。J-019に発見された後は彼の手足となり、ブリッジの船長席には自らの手で殺めた女性型アルマを模したアンドロイドが置かれている。植え付けられたゾンダーメタルによって変質し、驚異的な再生能力を持つ。
後述の各形態も含め、メディア作品における初出は外伝コミック『超弩級戦艦ジェイアーク　光と闇の翼』で、後に外伝コミック『キングジェイダー -灼熱の不死鳥-』にも登場。同作品では、ソール11遊星主によってゾンダリアンではないレプリジンとして復活したものとされ、カラーリングも銀色へと変化していた。
武装
ジェイクォース
反中間子砲
ESミサイル
ES爆雷
空対空メーザーミサイル
ゾンダーバリアー
黒いジェイキャリア
ジェイバードが分離した状態のジェイバトラー。本来ならばトモロ型の生体コンピューターが機体の指揮権を持つジェイアーク級であるが、同艦にはトモロが存在せず、ゾンダーメタルは意思を持たないため停止状態となる。
バトラー
No.J-019がジェイバトラーのジェイバードとフュージョンした姿。通常のジェイダーとは異なり、胸部のJジュエルはゾンダーメタルに置き換わっており、ゾンダリアン化したJ-019と融合が可能。元来のカラーリングとは異なる漆黒の姿となったのもそれに起因したものである。『キングジェイダー -灼熱の不死鳥-』でレプリジンとして復活した際には、こちらもカラーリングが銀色へと変化しており、また後述のキングバトラーと併せ、それまで言及されていなかった正式名称についても同作品で明かされる格好となった。
武装
プラズマソード
反中間子砲
ESミサイル
ゾンダーバリアー
キングバトラー
バトラーとジェイキャリアが「メガフュージョン」することにより完成する、ジャイアントメカノイド。
合体前と同様に、こちらも額など本来Jジュエルが置かれている箇所はゾンダーメタルへと置き換えられており、機界四天王が地球の物体と融合したEI-26から29のゾンダーロボ群とは異なり、その機体からは素粒子Z0も検出されている。ES兵器などの基本的性能はキングジェイダーと同様だが、ゾンダーメタルの力を上乗せしているため性能は原型機を上回り、刺客としてJ-019を送り込んだ腕原種からは「原種にも匹敵するかも知れない」とも評されていた。
外伝コミック『キングジェイダー -灼熱の不死鳥-』で復活した際には、宇宙収縮現象の中心地へ向かうジェイアークを襲撃するも、ジェネレイティングアーマーを戒道に解除されたことで、撃ち返されたジェイクォースが直撃し再度撃退された。
武装
ジェイクォース
反中間子砲
10連メーザー砲
ESミサイル
ES爆雷
空対空メーザーミサイル
対地レーザー砲
ゾンダーバリアー

## カインの遺産
テレビシリーズにおいて、「カインの遺産」とは緑の星の生き残りであるラティオ（護）とギャレオンを指す語句であったが、『FINAL』にて明かされたその実態はギャレオンに加え、さらに5体の「ジェネシックマシン」と、それらがギャレオンと合体した「ジェネシックガオガイガー」なども含めた、ソール11遊星主に対する「破壊プログラム」とも言うべきオーバーテクノロジーの産物の総称である。
機界文明の侵攻よりさらに以前、滅びの危機に直面していた三重連太陽系では、その再生計画を巡って緑の星と赤の星の主張が対立し、赤の星にてその計画遂行のために作り出されたソール11遊星主の暴走を危惧した緑の星の指導者カインは、それらへの対策として前述する「遺産」を用意していた。機界文明による侵攻はその矢先に発生したもので、カインは「遺産」を機界昇華に対応した形に改修することで対抗を試みようとする。その要因として、機界昇華の速度が当初の予想以上に急激だった上、「遺産」の力の根幹をなすGストーンがGクリスタルのテクノロジーによる産物であったことから、システム的にも高い親和性を持ち合わせていたことなどが挙げられる。
しかし、ギャレオンの改修が終わった時点で緑の星もまた機界昇華されてしまったため、やむなくカインはギャレオン以外のジェネシックマシンをGクリスタル内に封印。そして自らの息子であるラティオ（護）を最後の希望としてギャレオンに載せた上で、Gストーンと共にギャレオリア彗星の彼方にある惑星へと送った。こうして緑の星を離れ、遥か遠く離れた地球へとギャレオンが到達したことは、Gストーンやそれに付随した三重連太陽系のテクノロジーが、地球人類にもたらされることに繋がり、GGGによって解析された異星のテクノロジーは、サイボーグ・ガイおよび地球製ガオーマシン誕生の鍵となったのである。
一方で、ソール11遊星主の側もこの「カインの遺産」の危険性は認識しており、後に護とギャレオンが遊星主たちと交戦状態に陥った際、彼らはペイ・ラ・カインをギャレオン（ジェネシックギャレオン）にフュージョンさせることで、「破壊神」の力を無力化ないし掌中に収めようとしていた。しかし、その目論見に反してギャレオンは紆余曲折の末に再び凱との再会を果たし、「カインの遺産」は彼とともにその本来の役割を果たすべく行動を開始することとなる。
ジェネシックギャレオン / ジェネシックガイガー
緑の星にて開発されたメカライオン、およびそれが変形しエヴォリュダー・ガイとフュージョンすることで完成するメカノイドで、地球にてGGGとともに戦ったギャレオン（ガイガー）の本来の姿でもある。
地球における機界新種との戦いの後、護とともに宇宙へと旅立ったギャレオンは、三重連太陽系におけるソール11遊星主との遭遇を経て、護をGクリスタルへと導き前述した「真実」を知らしめている。その真実に従い、護がGクリスタル内部にて改修を施したことで、ギャレオンは本来の姿と役割を回復するに至った。
鬣や腰アーマーの形状など、一部の形状を除けば従来のギャレオン（ガイガー）との外見上の差異こそ少なく、武装についても従来のそれに準じているものの、ジェネシックオーラによる強化により、攻撃力や機動力などその機体性能は比較にならないほど向上し、中でも後者についてはジェイダーに比肩するほどの向上を見せている。また、地球製のガオーマシンとの合体にも対応している。
- 企画段階では「真ギャレオン（ガイガー）」「ギャレオン（ガイガー）2」の仮称が付けられており、「ガイガーの本来あるべき姿」というコンセプトの元、当初は異星文明の要素を全面に押し出す形でスタイリングやディテールが模索された。もっとも、後に米たにの意向により、テレビシリーズのガオガイガーからの飛躍は最小限に留められるよう方向が定められており、ギャレオン（ガイガー）のデザインもテレビシリーズのそれに準じた形が基本とされたが、そうした中でもガオファーやレプリギャレオンとの差別化を視野に入れ、より人間に近いプロポーションを目指した案や、ガイガーの頭部に牙をイメージした意匠を盛り込むという案なども様々に検討されている。

武器
ジェネシッククロー
両前腕に装備された鉤爪。従来のガイガークローに相当する装備だが、それを遥かに上回る威力を秘めており、遊星主のパーツキューブを一撃で粉砕した。
ジェネシックオーラ
ジェネシックギャレオンの口腔内から放つ破壊エネルギー波で、遊星主にダメージを与える。作中ではギャレオンの状態で使用。
ジェネシックマシン
ギャレオンとともに開発された、5機のメカニック群。真のガオーマシンとも言うべき存在であり、地球にてGGGが開発したガオーマシンも、ギャレオンによってもたらされたこのジェネシックマシンのデータを基としている。各機ともその性能はGGG製ガオーマシンを遥かに上回り、ジェネシックガオガイガーの各部を構成するのみならず、ジェネシックギャレオン（ガイガー）と同様にジェネシックオーラを展開することが可能で、これを共鳴させることによりバリアフィールドを展開することもできる。
前述の通り、緑の星の機界昇華に際してGクリスタル内部に封印されていたが、護がパスキューマシンを奪取した際に封印を解かれ、囮としてソール11遊星主と戦闘を繰り広げる。その際にダメージを受けたために、再びGクリスタル内にて修復を受けており、後に命のジェネシックドライブによって最終安全装置が開放されたことにより、ジェネシックギャレオンとともにジェネシックガオガイガーへのF.F.を果たすに至った。
- ギャレオン（ガイガー）と同様に、ジェネシックマシンについても異星文明の遺産という点を踏まえ、デザイン作業の初期には特定のモチーフを持たない、Gクリスタルを思わせるオブジェのような飛翔体とすることが、藤田の側から提案されていた。後に米たにと藤田、さらに設定制作を担当していた堀口滋も交える形でディスカッションが重ねられた末に、2001年4月の時点で陸海空の生物をモチーフとする方向が定められている。

ブロウクンガオー
鮫に近似した姿を持つジェネシックマシン。ジェネシックガオガイガーの右肩および右上腕部を構成し、合体後はブロウクンボルトを口内より射出することができる。
プロテクトガオー
イルカのような姿と、700系新幹線に近似した形状の頭部を持つジェネシックマシン。ジェネシックガオガイガーの左肩および左上腕部を構成し、合体後は口内からプロテクトボルトを射出することができる。また、単体でのバリア展開能力を持つ。
腕部を構成するジェネシックマシンは当初、左右が合体したメカとして考案されており、本体が上下を入れ替えて前後に接続することで、イルカのフォルムへと変化するというギミックも盛り込まれていた。腕部の担当をイルカとサメの2体に分離することは、この案を受けて米たにから提案されたものである。
スパイラルガオー
モグラに近似した姿を持つジェネシックマシン。ジェネシックガオガイガーの左脚部を構成し、頭部には刃が螺旋状になったスパイラルドリルを備える。
ストレイトガオー
モグラに近似した姿を持つジェネシックマシン。ジェネシックガオガイガーの右脚部を構成し、頭部には刃が直線状になったストレイトドリルを備える。
- ドリルガオーに相当するジェネシックマシンは、当初はヤドカリを思わせるフォルムのメカとして考案されていたものの、ドリルニーの存在からモグラ型のメカへと改められた。また、デザイン作業のさらに初期には、膝に当たる部分に工具箱的なギミックを盛り込むことも申し合わせされていたという。

ガジェットガオー
鳥に似た形状を持つジェネシックマシン。ジェネシックガオガイガーの背面、それに両前腕部とヘッドギアを構成し、合体後に尾のように配置される長大な首のパーツは、ジェネシックガオガイガーが使用するガジェットツールとなる。
- ジェネシックマシンが生物をモチーフとすることが定められた時点では、エイをイメージしてデザインが起こされていたが、こちらも米たにのアイディアを反映して鳥をイメージしたものへと変更された。

ジェネシックガオガイガー
ジェネシックガイガーと5体のジェネシックマシンが、F・Fすることにより完成するジェネシックスーパーメカノイド。「最強の破壊神」「勇気の究極なる姿」「人類がたどり着いた大いなる遺産」とも称される。
ソール11遊星主へのアンチプログラムであると同時に、ジェネシックギャレオンが後述の各種ガジェットツールを使用するための形態として開発されたものであり、前述の経緯からこちらこそが真のガオガイガーとも言える。
ガオガイガーでは外部オプション扱いとされていた各種ツールを、全て本体に備えており、状況に応じてこれを使い分けることができる。また、各部に備わった金色の部位は、オプションに頼らずともゴルディオンハンマーと同等の攻撃を、遊星主に対して繰り出すことが可能であることを意味している。
再生を司る遊星主に対し、破壊を象徴する存在としてそれに対抗しうるだけの実力を備えており、搭乗者の勇気が向上する程に限界以上の出力を発揮することができる。とはいえ、それだけの力を持ちながらも、無限に等しい再生能力を持つ遊星主との戦いは熾烈を極め、最終的にそれを制したとはいえジェネシックガオガイガーもまた、その機体に著しいダメージを負うこととなる。
- 企画段階での仮称は「真ガオガイガー」「ガオガイガー2」。ジェネシックガオガイガーのデザイン作業は、まだテレビシリーズが放送中であった1997年の時点で既に始められており、藤田一己によるスケッチを基に、米たにや堀口との間で度重なるディスカッションが行われ、最終的に米たにのスケッチが結びつく形で決定稿に至っている。
- 当初は、前述した異星文明の遺産という点を意識した案や、「リアルロボットとしてのガオガイガー」を模索した案など様々な方向性が提示されているが、決定稿にも見られる「合体後の背面装甲が羽を広げるように展開する」というアイディアはこの段階で既に一貫して盛り込まれている。これらの案は1997年11月時点で提示されていたもので、その後2000年1月に提示された第2稿では、正統派ヒーローからの脱却を目指し、「凶々しいキャラクター」としてのガオガイガーが考案された。前述した「オブジェのような飛翔体が合体する」というジェネシックマシンの案はこれに対応したものであると見られ、藤田としてはここからさらに大幅にディテールを減らすことも考えていたようであるが、その後前述したディスカッションを通して、ジェネシックマシンを生物モチーフとするという点も踏まえつつ、ガオガイガー自体もまた生物感を強調したものとして、2001年4月の時点までにイメージが固定されていくこととなる。土管のような形状の前腕、手足に生えた爪、背部から伸びる尾など、決定稿にも見られるアイディアはいずれも米たにから提示されたもので、これらの案を整理する形で米たにが描き起こしたラフスケッチを元に、最終的なイメージが固められた。

装備
ブロウクンマグナム
ガオガイガーと同様に右拳から繰り出すパンチ。ガオガイガーの場合、前腕部全体を射出していたこの技は、ジェネシックガオガイガーでは拳の部分のみを射出する方式とされている。ブロウクンファントム以上の攻撃力と追尾性能を併せ持ち、作中でも複数のパーツキューブを瞬時に貫いた。
プロテクトシェード
こちらもガオガイガーと同様に、左手より発生させる防御フィールド。ジェネシックガオガイガーの場合、使用時には左手首に備わった赤い板状のパーツが放射状に展開し、プロテクトウォール以上の防御力を備えたバリアを発生させる。後述するジェネシックオーラで構成されたこのバリアは、作中ではソールウェーブを防いだその余波でパーツキューブを消滅させている。また、360度全方向に展開可能であり、作中では全身に纏わり付くポイズンオーラを弾き飛ばしている。パルパレーパ・プラジュナーとの戦闘の過程で、ポイズンソリッドの直撃を受け発生基部を破壊された。
スパイラルドリル
右膝に備わった螺旋状のドリルで、後述のストレイトドリルと合わせてガオガイガーのドリルニーの原型となった。粉砕力に優れ、広域破壊に適している。一方で衝撃を広範囲に渡って拡散させる性質上、局部破壊には不向きであり、単純な攻撃力ではストレイトドリルに及ばない。作中ではパルパレーパ・プラスのボディを一撃で粉砕した。
ストレイトドリル
左膝に備わった直線状のドリル。貫通力に優れ、局部破壊に適している。単純な攻撃力こそ上ではあるものの、衝撃を一点に集束させる性質上、スパイラルドリルのような広域破壊には不向きとされる。また、ドリル本体はパワーが先端部分に集中するため側面からの攻撃には脆く、パルパレーパ・プラジュナーにより複数のドリルで側面を攻撃され破壊された。
ジェネシックボルト
ジェネシックギャレオンから射出される、ボルティングドライバーのアタッチメントの一つ。ドライバーによって発生させた湾曲空間を介し、物理的防御壁を無視する形でジェネシックオーラを直接目標へと伝播させる。以下の2つのボルトも含め、「ガジェットツール」と併用されることでその効果を発揮する。
ブロウクンボルト
ブロウクンガオーから放たれるボルティングドライバーのアタッチメント。設定上では内部爆発の効果を発揮することができる。
プロテクトボルト
プロテクトガオーから放たれるボルティングドライバーのアタッチメント。設定上では空間湾曲の効果を発揮することができる。
ジェネシックアーマー
装甲表面に張り巡らされているバリア。ジェネレイティングアーマーと同様の性質を持つ防御兵装であるが、ジェネシックオーラで構成されていることから、これを弱点とする遊星主は触れただけでもダメージを受ける。
ゴルディオンネイル
ジェネシックガオガイガーの両手に備わった、金色の爪。局所的に重力衝撃波を発生させ、触れた物質を光に変換するというゴルディオンハンマーと同様の効果を発揮することができるが、出力や攻撃範囲の点ではゴルディオンハンマーに譲るところもある。作中ではパルパレーパ・プラスと組み合った際、その拳を消滅させている。
ガジェットフェザー
ガジェットガオーに備わった、4対8枚の可変翼。高い機動性を生み出す。
エネルギーアキュメーター
後頭部に備わった、補助用のエネルギータンク。一見すると毛髪のように見えるその一筋一筋が、サイボーグ・ガイのそれと同様のチューブの集合体となっており、瞬間的に出力を上げる際に用いられる。
ガジェットツール
ジェネシックガオガイガーの補助ツール。尾部を構成するガジェットガオーの首の各節が分離し、変形合体することで形成されるもので、GGGの特殊ツールの多くもこれらを参考に開発された。
- ガジェットガオーの首の各節のうち、第4節のみガジェットツールとしては使用されていないが、これについては設定制作の段階で明示されていたものである。

ウィルナイフ
ガジェットガオーの首のうち、第1節（頭部）が変形した切断用のツールで、搭乗者の意思によってその切断力を変えることができる。ジェネシックガオガイガーの右手に装着され、主に局部破壊に使用される。サイボーグ・ガイのウィルナイフもこの装備が原型となった。
ボルティングドライバー
ガジェットガオーの首のうち、第2節と3節によって構成される空間湾曲用のツールで、ジェネシックガオガイガーの左手に装着される。ディバイディングドライバーの原型となったツールであるが、同装備がその効果を戦闘フィールドの形成などに用いていたのに対し、ボルティングドライバーは各種ボルトとの併用により、主に対象物の破壊を目的としたものであり、その破壊速度はピサ・ソールの再生波動をも凌駕する。
ヘル・アンド・ヘブン・アンリミテッド
ガジェットガオーの首のうち、第5・6・7節が変形したナックルガードを両手に装着し、その状態から繰り出す真のヘル・アンド・ヘブン。「ジェネシック・ヘル・アンド・ヘブン」とも称される。発動の際に読み上げられる詠唱は「ゲム・ギル・ガン・ゴー・グフォ」に続けて、生命を意味する「ウィータ」の文言が追加されている。
ガオガイガーのヘル・アンド・ヘブンとは異なり、純粋に対象の破壊を目的とした攻撃であるようで、食らった対象は粉々に粉砕されるなど絶大な威力を有する反面、発動後にはジェネシックアーマーが一時的に消失する弱点もある。
作中ではパルパレーパ・プラジュナーへの決まり手として繰り出されているが、これ以前にも護がZマスターを消滅させた際、それにレプリジンの護がレプリガオガイガーでガオファイガーと干戈を交えた際に使用されている。
ギャレオリアロード
ガジェットガオーの首のうち、第8・9節が変化したツール。『FINAL』の時点ではその全容は明かされなかったものの、GGGがギャレオンを解析した当時から、既に麗雄も本ツールの存在を認識しており、この情報が後に雷牙へと共有されたことにより、アメリカにて開発されたのがディメンジョンプライヤーである。
後に、続編のWeb小説『覇界王 〜ガオガイガー対ベターマン〜』において、「次元の壁を超えるためのゲートを開く」ためのツールであることが明らかにされている。使用の際にはランマーに近い形状をとり、ジェネシックガオガイガーの両腕へと装着。緑色に輝く先端部によってシールド掘削機の要領で空間に穴を穿ち、次元を突破することができるが、使用には高いエネルギーを必要とする。
作中では、ジェネシックギャレオンのブラックボックスに凱がアクセスできるようになったことで、初めて彼らにもその存在が知られ、三重連太陽系からGGGが脱出するためにぶっつけ本番で使用された。

## 紫の星
三重連太陽系の「紫の星」を発祥とする生機融合体「ゾンダー」は、自身の周囲にある機械や無機物と融合することにより、巨大な「ゾンダーロボ」へと変貌するという性質を持つ。素体となった人間の意識・思念に準じて様々な姿を取り、さらには強固なバリアシステムや高い再生能力なども兼ね備えたゾンダーロボは、通常戦力での対処が困難な存在であり、その撃破・殲滅は実質的にGストーンを搭載した勇者ロボを有するGGGに委ねられている。基本的にはゾンダリアンによって、彼らの目的遂行のために使役・利用されることが多いゾンダーロボであるが、そのゾンダリアンも同様に他の器物と融合することで、ゾンダーロボとしてパワーアップすることができる。
また、物語後半より登場する「機界31原種」も、やはり他の物体と融合することでその能力を自在に発揮するという、ゾンダーロボと同様の性質を備えている。一方で、前述の通り融合の対象が機械や無機物に限定されていたゾンダーロボに対し、機界31原種の中には遺跡などの建造物や生物と融合した個体も存在し、その戦闘能力もゾンダーロボとは比較にならないほど高い。

### ゾンダーロボ
ゾンダーロボは、いずれもGGGからは「EI」と呼称され、異なる個体が出現する度にナンバーが割り振られている。
- ゾンダーロボのデザインを手掛けたやまだたかひろの語るところによれば、実現には至らなかったものの、当初は血管の動脈・静脈をイメージした赤と青のパイプが、敵メカの全てに共通要素としてついているというコンセプトも考案されていた[324]。

EI-02
作中にて最初に出現し、ガオガイガーと交戦に及んだゾンダーロボ。そのボディは、東京湾内、臨海副都心近くの夢の島に廃棄されていたおびただしい数の家電製品によって構成され、ボディに深刻なダメージを受けても10秒で修復することができる他、馬型の基本形態からチューブモードと呼ばれる高速移動形態へと変化し、レール上を走行することも可能である。主武装として、右手には電子レンジを集積した荷電粒子砲を、左手に冷蔵庫や冷凍庫からなる冷凍ビーム砲をそれぞれ装備しており、さらにペットボトルロケットの原理を応用したミサイルも繰り出すことができる。
素体とされたのは夢の島に住み込んでいたホームレスの男性で、不正入札が元で会社を倒産させてしまった都庁出入りの元建設業者・小宝山金蔵であったことが、後にGGGの調査によって明らかにされている。チューブモードを活用し、夢の島から都庁へ向かって進撃しその破壊を狙ったのも、彼の持つ都庁への恨みによるものであった。
EI-03
建設機械や、プロレスのリングなどによって構成されたゾンダーロボ。格闘戦を得意とし両手を巨大な鉄球に変化させることができる。
SMWブラスナックル選手権の王者で、悪役レスラーのボンバー死神が素体となっており、彼の持つ激しい凶暴性や破壊衝動に目を付けたペンチノンによってゾンダー化。ボンバーの出場していた試合会場である、新宿の高層ビルの屋上にてGGG機動部隊と戦闘に及び、EI-02との戦闘のダメージの残るガイガーを苦戦に追い込むのみならずF.F.も妨害しようとするが、合体に成功したガオガイガーには敵わず撃破・浄解されるに至った。
EI-04
3両の蒸気機関車によって構成されたゾンダーロボ。両腕から発射する無数の石炭爆弾を武器としている。
素体となったのは、鉄道マニアで人生に疲れ果てていた山野口青年であり、ポロネズによってゾンダー化した後、公園に置かれていた蒸気機関車と融合して都市部を暴走。ロボ形態へと変化しガオガイガーと対峙した際には、相手が市街地への被害を懸念し、思うように戦えないこともあって一時的に優位に立つも、ディバイディングドライバーの投入で戦闘フィールドを生成されたことで形成を覆された末に撃破されてしまう。しかしこの時、護がGGG基地に待機していたこともあり、摘出された核はゾンダーへと変貌し逃亡する結果となった。
EI-05
EI-04の核となっていたゾンダーが、ピッツァの導きにより宇宙開発公団の最新鋭スペースシャトルと融合したゾンダーロボ。シャトル型の中間形態と、人型形態の2つの姿を持ち、両肩のロケット噴射口から炎を噴き出すことができる。
宇宙空間への逃亡を図り、打ち上げ15分前まで潜伏してGGGによる発見を免れていたが、シャトルには宇宙飛行士に扮した凱が潜入しており、彼の機転で大気圏脱出を阻止されると海中へと逃亡。カモメ第一小学校付近の海底にてガオガイガーとの対決の末に撃破され、核となっていたゾンダーも駆けつけた護によって今度こそ浄解された。
EI-06
セミトレーラータイプのタンクローリーによって構成されたゾンダーロボ。巨大なローラー状の下半身を持ち、これを駆使して車を踏み潰し吸収することで巨大化していく性質を持つ。また、本体中央部のグリルからは巨大なクレーンアームを伸ばすこともでき、敵への攻撃の際に活用される。
タンクローリーの持ち主で、渋滞に巻き込まれて苛ついていたトラック運転手が素体となっており、彼をゾンダーへと変貌させたプリマーダからは「プリティーホイラーちゃん」と呼ばれていた。首都高速道路を舞台に、ディバイディングドライバーが整備中のためF.F.できない状態にあったガイガーを苦戦させるものの、システムチェンジを果たした氷竜・炎竜の参戦により逆に動きを食い止められた末に、合体を果たしたガオガイガーによって核をえぐり出され敗北。残ったボディも、氷竜・炎竜によって海中に押し出され事なきを得た。
EI-07
巨大タンカーによって構成されたゾンダーロボ。全長300m以上にも及ぶ巨体の持ち主で、その体内には数十万tものガソリンを取り込んでいる。一方で、その巨体ゆえに一度倒れると起き上がれないという難点も抱えている。戦闘では口部から噴き出す炎を武器とする。
素体となったのはタンカーの元船長。タンカーを座礁させた責任を負わされ職を失っていたが、座礁の原因がコンピューターの自動制御にあると思いこんで酒に溺れていたところを、ペンチノンに目を付けられゾンダー化させられてしまう。鹿島臨海工業地帯にてガソリンを取り込んでいた最中、現着したガオガイガーに転倒させられ身動きが取れなくなるも、そもそもペンチノンの狙いはゾンダーロボ撃破の際、体内の膨大なガソリンによって引き起こされる大爆発とそれに伴う衝撃波で、ガオガイガーに致命的な被害をもたらすことにあった。しかしその目論見も、初合体に成功した超竜神がイレイザーヘッドによって衝撃波を消し飛ばしたことにより、敢え無く潰えることとなる。
EI-08
300系新幹線によって構成されたゾンダーロボ。人形形態から黒色の列車モードへの変形能力を持ち、全身から放つ電磁波は凱の特殊装甲をもってしても防ぐことができないほど強力で、GGG機動部隊による捕獲作戦を困難なものとした。戦闘では目から放つ強力な怪光線を武器とする。
素体となったのは元改々党の代議士・御手盛金之輔。新幹線にまつわる土地売買に失敗し、多額の借金を背負って逃亡を余儀なくされていたが、それに起因して常々新幹線を罵る発言をしていたことに目を付けたポロネズによってゾンダー化させられると、新幹線路線を利用し毎夜各地にて暴走を繰り広げ、発する衝撃波で近隣の住宅に被害をもたらした。ポロネズはEI-08を完全体にまで成長させることを目論んでいたが、ミラーコーティングを施された氷竜・炎竜とライナーガオーの連携により、山形付近で捕獲されたためにロボ形態へと変化。これに対しGGGは、ガオガイガーのディバイディングドライバーと超竜神のイレイザーヘッドの合わせ技で電磁波を消し去り、ようやく撃破を成功させている。
EI-09
飛行船によって構成された、巨大な雲型のゾンダーロボ。直径300kmにも及ぶ巨大な黒雲を生み出し、東西南北へと毎時40mの速度で成長。この黒雲は光も電波も遮断し、周囲に発生させたゾンダーバリアによって外部からの侵入を阻害、さらに内部に充満した高濃度の酸素は、わずかな熱でも大爆発を引き起こす要因となっている。
素体となったのは都会暮らしに疲れた男。自由に漂う雲への憧憬をピッツァに付け込まれてゾンダー化し、雲状の粒子の姿を経て飛行船と融合した後、付近で開かれていた気球大会に参加していた気球たちをも取り込んで巨大化。前述した特性ゆえに内部への突入は難航し、出現から74時間を経てようやくガオガイガーが突入に成功した後、内部からディバイディングドライバーで外殻空間を開放し、囚われていた気球群を脱出させた上で撃破に成功するが、この時内部では外部に向けられる形で、無数のゾンダー胞子が配備されていたのが確認されている。
EI-10
小型バイクによって構成されたゾンダーロボ。時間厳守のプレッシャーなど、ストレスに晒されていた宅配ピザのアルバイト・山葉いすずがバイクごとゾンダー化したものであり、それまでに出現したゾンダーロボとは異なり第一形態は数メートルと小サイズであるのが特徴である。また、ゾンダーと人間とに変身を繰り返すという性質の持ち主であることから、GGGが開発した「Zセンサー」でも感知されず特定を難航させていた。
昼間は人間として活動し、夜になって謎の暴走バイクへと変化しては都市機能に徐々に打撃を与えていたが、やがて調査に乗り出した火麻たちの前に姿を表すや、「第一回世界バイクフェスティバル」の展示物であった大量のバイクを取り込み巨大ゾンダーロボへと変貌。この形態では、指先からロープを射出して相手の動きを封じることができる他、小型バイクの集合体であることを活かした分離能力、それに分離した無数のバイクによる自爆攻撃を得意としており、素粒子Z0による撹乱と併せて本体を特定させずガオガイガーたちを苦戦させたが、護の働きと氷竜・炎竜のペンシルランチャーで本体を捉えられた末に撃破された。
EI-11
新型の深海潜航艇「りゅうぐう9000」によって構成されたゾンダーロボ。戦闘の際には魚のような形態へと変貌し、格闘用のハサミを駆使する他、ボディ側面からは魚雷を発射することもできる。
素体とされたのは、深海艇のスペシャリストである兵頭という男性。りゅうぐう9000の艇長候補に挙げられながらもその座を逃しており、ゾンダー化しりゅうぐう9000に融合してからは、護と華を艦内に乗せたままマリアナ海溝のヴィーチャジ海淵を目指し、途中で自衛隊の潜水艦も取り込んでさらに巨大化。しかし、1万メートルの深海はゾンダーにとっても過酷な環境であり、内部浸水を起こす有り様であった。追跡してきたガオガイガーとの戦闘の末に敗北し、素体とされていた兵頭も護の力によりガオガイガーらとともに無事生還を果たしている。
EI-12
北海道は東苫小牧に設けられていた、粒子加速器「イゾルデ」によって構成されたゾンダーロボ。実に20テラ電子ボルトにも及ぶイゾルデの高出力を活かした陽子・反陽子ビームを、ドラゴンの顔のごとく変化した端子の先端から放つ他、端子自体をも触手のように操ることができる。一方で、その巨体ゆえに機動力に欠けるという難点もない訳ではない。
素体とされたのは、イゾルデの設計を手掛け実験主任を務めていた野崎通。これまでのゾンダーロボとは異なり、パスダー自らがゾンダー化させており、その差し金によってイゾルデの地下にあった空洞内にゾンダーメタルのプラントを作り上げ、駆けつけたGGG機動部隊をも強力な電磁波発生装置によって窮地に追い込むが、ボルフォッグの活躍で装置が破壊され、合体を果たしたガオガイガーとの戦闘の末に敗北。ゾンダーメタルプラントもまた壊滅に追いやられる結果となった。
EI-13
沖縄諸島近海の遊園地「ウォーターポリス」のアトラクションの一つである、シューティングコースターなどによって構成されたゾンダーロボ。当初は竜のような姿の絶叫マシン形態をとり、さらに遊園地のマスコットキャラクターである「ウッポ君」に似た姿へと変化。戦闘の際には指先から放つワイヤー状のビームで相手の動きを封じる他、怪力を用いた肉弾戦を得意とする。
素体とされたのは、ウォーターポリスのアルバイトの青年。猛暑下でウッポ君の着ぐるみに入り、疲労とストレスを高めていたところをポロネズによってゾンダー化させられ、来園していた護や華を人質にとってギャレオンを誘き出し、これを倒そうと襲いかかった。しかし、ボルフォッグのサポートにより合体を果たしたガオガイガーの敵ではなく、ブロウクンマグナムとプロテクトシェードの連続攻撃で動きを封じられた末に撃破された。
EI-14
超大型輸送機「C-11」や、搭載されていた現用兵器によって構成されたゾンダーロボ。搭載された兵器を遠隔操作する能力を持ち、さらにジャミング効果を有する霧を発生させることもできる。また輸送機形態では、GGG機動部隊による追跡を寄せ付けないほどのスピードを叩き出し、そこから変化した兵士のような姿のロボット形態では、グレネードやアーミーナイフ、それに右肩に備わった砲塔など、内蔵された様々な武器を駆使して戦う。この武装は相対したビッグボルフォッグとも同じである一方、向かい合った状態で変化したために左右の武装が逆となっている。
素体となった人間は、アメリカ空軍の輸送部隊隊員であるデイブ。戦争シミュレーションゲームを得意とし、実戦参加を渇望していたところに目を付けたピッツァによってゾンダー化させられ、輸送機形態を囮としてGGG機動部隊の目を引きつけつつ、箱根の山中にて遠足に訪れていた護たちを、搭載された兵器を駆使して追い詰めてみせた。ピッツァにはゾンダー化させた地球人に地球の兵器を使わせることで、GGGからの探知を回避して護を亡き者にせんとする狙いがあったが、護の護衛に当たっていたボルフォッグによって兵器群が殲滅させられると、ロボット形態としての姿を現しビッグボルフォッグを苦戦させたものの、ガオガイガーの到着によって全武装を使い尽くす前に決着を付けられてしまう。
EI-15
このナンバーが付されたゾンダーロボについては、諸事情により以下の2体が確認されている。
テレビシリーズ
GGG基地に保管されていた、ガオガイガーの予備パーツによって構成されたゾンダーロボ。頭部を始め、各部のフォルムはガオガイガーに近似したものとなっており、戦闘能力の面でもガオガイガーと同等の性能を発揮。肘部の推進ロケットを活用したパンチはブロウクンマグナムに相当する威力を持つ他、指先からの強力な放電も武器とする。
素体となったのは、元GGG所属の犬吠崎実。かつて、猿頭寺とGGGのコンピューターシステム開発主任の座をを争い敗れたという過去を持ち、ペンチノンによってゾンダー化した後は彼の差し金でGGG基地のシステムを乗っ取り壊滅を目論むも、侵入者破壊プログラムによって排除され瀕死の状態に追い込まれてしまう。それでも予備パーツとの融合でゾンダーロボへと変貌し、自身を基地の外へと放逐したビッグボルフォッグを圧倒。未遂に終わったとはいえ、マニュアルによるF.F.をも妨害しようとし、合体を遂げたガオガイガーに対しても互角に渡り合うが、最終的には「勇気の証」の有無が勝敗を分ける格好となった。
Number.14.5
海洋遊園地「Gパークシー」に出現したゾンダーロボ。付近に停泊中のホバークラフトによって構成され、動物の能力を行使することが可能で、作中ではF.F.プロセス中にライナーガオーを捕らえ、これを妨害せしめてもいる。
このゾンダーロボのみ他の個体とは異なり、人間ではなく園内で飼育されていたシャチのヴァルナーが素体とされており、住み慣れた水族館からの引っ越しでストレスを抱えていたところを、ペンチノンによってゾンダー化させられたものであった。時系列上では、犬吠崎によるGGG基地乗っ取り事件より前に登場しているが、後にとある事情からこちらに付されたEIナンバーが抹消されたため、以降は犬吠埼が変化したゾンダーロボが正式にEI-15として扱われている。
EI-16
第二次世界大戦末期、日本へと持ち込まれていた旧ドイツ軍の80cm列車砲「グスタフ」によって構成されたゾンダーロボ。有効射程距離は実に数十万メートルにまで及び、さらにゾンダー化したことで威力も増加したのみならず、牛山曰く本来ならば10分を要する示談の装填時間も大幅に短縮され、音速の3 - 4倍の速さで砲弾を発射することもできる。
素体となったのは浪人生の堀口五浪。一流大学への合格を目指しながらも、その名の通り受験に5回も失敗したという経歴の持ち主であり、ポロネズによってゾンダー化した後は群馬県の榛名山中にて廃線となった鉄道のトンネルに潜伏、そこから都内の有名な大学や予備校へと5日連続で正午に砲撃を加えていた。GGGは次の標的が東京大学であると睨み、超竜神のイレイザーヘッドによって砲撃を防ぐ作戦を決行、さらにボルフォッグが割り出した潜伏地にて、敵の眼前でF.F.を敢行し次の砲撃の前に一気に勝負を決めようと試みた。対するEI-16も、合体したガオガイガーを触手化した線路で拘束し砲撃を加えようとするも、ディバイディングドライバーでその威力を相殺された末に、砲口に打ち込まれたブロウクンマグナムが誘爆。ボディは爆散しゾンダー核もビッグボルフォッグによって回収されるに至った。
- 80cm列車砲グスタフが敵ロボットと化すというアイディアは、特撮テレビドラマ『大鉄人17』第9 - 10話にインスパイアされたものであるという。

EI-17
廃棄された古タイヤによって構成されたゾンダーロボ。ブロウクンマグナムの衝撃すら吸収し弾くほどの弾力性に富んだボディの持ち主で、巨体ゆえにパワーも強大であるものの、戦闘能力自体はさほど高い方ではない。また、ガオガイガーと相対した際の人型形態の他にも、巨大なタイヤ型の第一形態を有しており、生み出したプリマーダからは「ラブリープティちゃん」の愛称で呼ばれてもいた。
素体となったのは、大阪在住の大食いの男性。あまりの肥満ぶりゆえに周囲から怖がられていたことに悩んでいたところを、プリマーダによってゾンダー化させられてしまい、大阪中を暴走した末にガオガイガーと対峙。前述した通り戦闘能力は高くなかったため、決着はあっさりとついたものの、撃破時に飛散した残骸が戦闘フィールドに干渉し、発生した超次元ポッドへとガオガイガーが閉じ込められるという事態が発生してしまう。これこそがプリマーダの真の狙いであり、さらにフィールド復元時に生まれるポッドとの反発作用を利用して、大阪市街地もろともガオガイガーの消滅をも目論んだが、新たに投入されたプライヤーズの働きによりその目論見も未然に食い止められることとなる。
EI-18
無数のマイクロマシン（マイクロゾンダー）によって構成されたゾンダーロボ。宇宙開発公団の総務部に所属し、手品を趣味とする安藤弘一がゾンダーと化したもので、マジシャンの姿に扮した彼のばらまくマイクロゾンダーは人間に取り付いてその動きを操る他、ゾンダー化した安藤へと再結集することで巨大ロボ形態へと変化。マイクロマシンの集合体という特性を活かし、瞬時に身体を霧状へと変化させることで相手の攻撃を防いでみせることもできる。一方で、構成するマイクロゾンダーは極超短波に弱いという難点も持ち合わせている。
ゾンダー化の後、宇宙開発公団の施設内にて手品を披露するのに乗じてマイクロゾンダーを散布し、職員たちを自身の影響下において破壊活動を行わせるも、前述した弱点を看破され大出力で発信された極超短波によって撃退されてしまう。それでもなおGアイランドシティの工業地域にロボ形態として姿を現し、コンディションが万全ではないガオガイガーを苦戦に追い込むが、ヘル・アンド・ヘブンによって敗北を喫する。しかし、この時ガオガイガーが捉えた核はダミーに過ぎず、マイクロゾンダーがヘル・アンド・ヘブンの膨大なエネルギーを起爆剤として発生させた「グランド・ノヴァ」と呼ばれる火球へとガオガイガーを呑み込ませることに成功。本体たるゾンダー核は地下水路に潜伏していたものの、護衛に当たっていたピッツァたちを掻い潜る形で護によって浄解を受けてしまい、グランド・ノヴァもまた脱出を果たしたガオガイガーと、新ツール・ゴルディオンハンマーによってプラントごと消し飛ばされた。
EI-19
カモメ第一小学校の校舎によって構成されたゾンダーロボ。校内の設備を自在に操ることが可能な他、理科室を分離させてロボ形態へと変化し、窓に当たる部分からはレーザー光線や試験管ミサイルを発射、さらにはエナメル線に流した超電流によって膨大な磁場の圧力を敵に与える。ホログラフィック映像によって外部の目を欺くこともでき、ボルフォッグでさえ一度はそのカモフラージュを見破れないほどであった。
素体となったのはカモメ第一小学校の教頭先生。校則の遵守にうるさく、生徒がこれを守らないことに嘆いていたところを、護を排除せんと目論んでいたペンチノンに利用されゾンダー化。前述した能力によって護を始めとする生徒や教師を閉じ込め、彼らに校則に準じた学校生活を強制してみせた上、浄解を試みようとした護までも拘束せしめるが、ボルフォッグによってカモフラージュを看破されてしまい、GGG機動部隊にも学校での異変が露見することとなる。ロボ形態となってからは護たちを盾にしてガオガイガーたちを寄せ付けなかったものの、勇者ロボの連携による「ダイヤモンドフォーメーション」によって撃破され、護たちも無事救出された。
EI-20
重力制御装置によって構成されたゾンダーロボ。高重力と反重力とを自在に使い分けることができ、さらに広範囲での重力制御のみならず、ボディから伸ばした触手の範囲内に限定した重力の変化をも可能とする。この重力制御は攻撃にも転用することができ、作中でも触手の先端に反重力を生じさせることで、敵を吹き飛ばすといった戦法をとっている。一方で、その重力制御は胴体中央部に配された制御装置に依拠しており、これが破損すると重力制御も無効化されてしまう。
素体となったのは物理学者の平田昭子。日本の物理学会きっての天才と謳われながらも、自身の開発した重力制御装置が実験失敗という結果に終わったことに納得がいかず、原因を究明しようとしていた最中にゾンダー化させられ、地下の新都市交通ラインを経由してGアイランドシティへと送り込まれることとなる。発生させた高重力によって新交通システムばかりか、GGG機動部隊の動きまでもほぼ完全に封じ、唯一行動可能であったゴルディーマーグさえも翻弄せしめたが、相手の偶発的な行動が本体へのダメージの呼び水となってしまい、重力制御を無効化された結果戦線復帰したGGG機動部隊の連携に圧倒され、ダメージの修復もままならないまま新必殺技のハンマーヘル・アンド・ヘブンによって粉砕されるに至った。
EI-21
B-52爆撃機によって構成されたゾンダーロボ。爆撃機型の第一形態から人型の第二形態への変形能力を持ち、爆雷やミサイルを武器として、対ガオガイガー戦をも想定した戦術を見せる。
素体となったのはミリタリーマニアの男。米軍基地で開催されていたイベントの来場客として、爆撃機のシミュレーターで好成績を上げていたところに目を付けられ、ピッツァの手によってゾンダー化。イベントにて展示されていたB-52爆撃機と融合し、機内に華とあやめを乗せたまま行動を開始すると、自衛隊の入間基地を襲撃して弾薬や戦闘機を取り込んだ上で、Gアイランドシティへの爆撃を試みようとする。氷竜・炎竜の迎撃で空爆こそ不発に終わるものの、組み付いてきたゴルディーマーグを振り払って機能停止に追い込み、ガオガイガーに対してもミサイルでブロウクンマグナムを破壊、必殺技を使えない状況に追い込んでみせた。しかし、予想以上の頑強さを備えたゴルディーマーグの復旧によって戦況を覆され、ハンマーヘル・アンド・ヘブンの前に散った。
EI-22
ヒトデを思わせる形状が特徴のゾンダーロボ。気象を自在に操る能力を持ち、ガオガイガーの装甲さえも捻り潰すほどの強烈な暴風を発生させることもできる。戦闘ではボディの先端部から放つ竜巻を武器とする。
素体となったのは天気予報士の女性。伝える天気予報が当たらないと責められていたという経緯を持ち、ペンチノンによってゾンダー化させられてからは暴風雨を発生させてその中に潜み、連日にわたって異常気象を引き起こし続けていた。複数の暴風圏がGアイランドシティに集束するまで、GGGにもその存在を感付かれぬまま行動を続けており、ガオガイガーに暴風雨の中に突入されてなおその動きを阻害してみせたが、ゴルディーマーグの届けたディバイディングドライバーでその姿をさらけ出されてしまい、ハンマーヘル・アンド・ヘブンであっさり打ち破られた。
EI-23
EI-24
いずれも超音波発生能力を備えたゾンダーロボ。EI-23はアイスクリーム屋の店員を、EI-24は駅員をそれぞれ素体としており、両者が合体することでより高出力の超音波を発することもできる。また、発生させる超音波によって、ゾンダーメタルプラントを活性化させる役目も担っていた。
出現後、駆けつけたGGG機動部隊に対して超音波を照射、Gリキッドを蒸発させ行動不能状態へと陥れ、GGG本部へも被害を及ぼしてみせたが、これに巻き込まれる格好となった護やスワンの危機を救うべく、ブームロボへとシステムチェンジしたマイクによって超音波が中和されてしまい、さらに態勢を立て直したガオガイガーにより2体まとめて核を摘出される結果となった。
EI-25
試作水上ジェット戦闘機「F2Yシーダート」の模型によって構成されたゾンダーロボ。通常空間と並列空間とを自在に行き来する能力の持ち主で、発射するミサイルも目標を並列空間へと送り込む働きを持つ。
素体となったのはトオル少年。海難事故で父を失っており、ピッツァとペンチノンによってゾンダー化させられた後、海水浴に訪れていた護たちやマイクへと襲いかかると、執拗な追撃の末に彼らを並列空間へと送り込んでしまう。しかし、同じく巻き込まれたボルフォッグがジェットワッパーを残していたことで、並列空間の位置を突き止めたガオガイガーによる突入を許した上、護たちもまた並列空間からの脱出に成功。撃破後、これまでのゾンダーとは異なり浄解を経ずに元の姿に戻っているが、これは幼い人間はゾンダーの素体としては不向きであったことによるものであった。また、トオルに用いられたゾンダーメタルがゾンダリアンの保持していた最後の一つであり、彼らはEI-25を囮としてゾンダーメタルの補充のための一大計画を裏で進めていた。
EI-30 - 71
ZX-05（脊椎原種）が、自らを護衛させるべく生み出したゾンダーロボ群。万里の長城にいた観光客がゾンダー化させられたもので、3種類が複数体存在し、これらが合体することによって巨大砲台へと変化することもできる。
ZX-05へのマグマの供給を断ち、核とされた人々を救出せんとする超竜神やビッグボルフォッグに大ダメージを与え、さらにZX-05の本体を攻撃しようとしたガオガイガーを狙撃しようとしたが、合体を果たした撃龍神の双頭龍によって全てのゾンダー核を摘出されてしまう。しかし、それまでに出現した総EIを凌ぐ数のゾンダーロボが一度に生み出されたことは、機界原種の持つゾンダーメタルの精製能力の高さを示す格好ともなった。
外伝小説『獅子の女王』では、このゾンダーロボ群の素体とされた観光客の中に、ルネたちが追跡していたバイオネットのエージェントも含まれていたことが明らかにされている。
EI-72
EI-73
いずれも『BLOCKADED NUMBERS』の一編「金の牙、銀の爪」に登場するゾンダーロボ。EI-72は大河幸太郎を、EI-73は火麻激をそれぞれ素体とし、アメリカGGG宇宙センターで開発中であった試作型CRと融合する形で生み出されており、彼らをゾンダー化させた腕原種はこれを利用して、地球各地に散らばっていた15体の原種核を覚醒させるための時間稼ぎを狙っていた。
試作型CRに由来したソリタリーウェーブ発生能力を持ち、また素体とされているのが、凱に戦術・格闘術を教え込んだ2人であるがゆえに、ガオガイガーのあらゆる攻撃を読んで反撃を仕掛けてくる難敵である。さらにこの2体が合体することで、取り込んでいたゴルディオンモーターの能力を発動することもでき、実際に作中でもゴルディオンハンマーを防ぎきってみせている。登場媒体が分岐の多いゲームであることから、この合体ゾンダーロボに対する決まり手も前出のグランドプレッシャーやシルバリオンハンマーなど複数存在する。
EI-74
テレビ局のビルによって構成されたゾンダーロボ。強力な妨害電波発生能力を備えており、GGGのセンサーや護の感知能力を無効化するのみならず、F.F.さえも阻害する働きを見せる。また攻撃手段として、肩から連射するビームを使用する。
素体とされたのはテレビ局のプロデューサー。視聴率100%を夢見ており、ゾンダー化した後は世界中のあらゆる放送網に介入し、視聴率30%超えの人気アニメ番組『ガガガッチ』を全時間帯で放送。このプログラムに特殊なジャミングコードを混入することで、木星へと向かう機界原種たちの動きをGGGに感知させない役目も担っていた。出撃したGGG機動部隊も、妨害電波によって苦戦を強いられるが、護によって妨害電波が阻害されると、F.F.を果たしたガオガイガーによって敢え無く撃破された。

### パスダーと機界四天王
EI-26
機界四天王の一人であるピッツァが、羽田空港にて超音速旅客機HSTと融合しゾンダーロボとなった姿。羽根の一部を格闘用の爪へと変化させ、発する衝撃波によって敵を撃墜する。
EI-27（ペンチノン）とともに、コントラフォールの形成とゾンダーメタルプラントへのエネルギー供給に当たっていたEI-28（ポロネズ）とEI-29（プリマーダ）の護衛を担っており、当初東京の初台付近でマイクや超竜神と干戈を交えた後、コントラフォール内への突入を敢行しようとしたガオガイガーの行く手も阻もうとしたが、ディメンジョンプライヤーの突撃に遭ってガオガイガーのコントラフォール内への突入を許し、なおも追撃を試みるも乱気流に誘い込まれた一瞬の隙を突かれて敗北を喫する。
EI-27
機界四天王の一人であるペンチノンが、護衛艦はるなと融合しゾンダーロボとなった姿。多数の回転式砲台と両舷から伸びる巨大なアームを武器とする。
東京の地下水路内を移動し、GGGのコントラフォール突破作戦を妨害。対峙したボルフォッグに対しては強い憎しみを示し、これを撃破寸前まで追い詰めるが、両者の間に乱入した多次元諜報潜水艦を取り込もうとしたところで、艦の自爆によって撃破に追い込まれてしまう。
EI-28
機界四天王の一人であるポロネズが、山手線の車両と融合しゾンダーロボとなった姿。自身が環状線を暴走することによって発生したエネルギーで、コントラフォールを形成するとともにゾンダーメタルプラントへのエネルギー供給を担った。
ゴルディオンハンマーの一撃でコントラフォールを消滅させられ、自身も脱線を余儀なくされてからもなお、プラントへのエネルギー供給を続行してみせるものの、超竜神によってコースを逸らされたEI-29と正面衝突し敗れ去った。
EI-29
機界四天王の一人であるプリマーダが、環状高速道路とその場にいた無数の自動車と融合しゾンダーロボとなった姿。EI-28と同様に、高速道路上を暴走することによってエネルギーを発生させ、コントラフォールの維持とプラントへのエネルギー供給に充てていた。
コントラフォールの消滅後、EI-28とともに超竜神と交戦しこれを苦戦させたが、相手の取った捨て身の策によりコースを逸らされた末に、EI-28と正面衝突させられ大ダメージを負うに至った。
EI-01
地球への降下後、東京タワーの直下へと潜伏し「ゾンダリアンタワー」となっていたEI-01（パスダー）は、以降の作戦活動を機界四天王に任せ、自身はこれにほぼ関与しない状態が続いていたが、東京における機界四天王の最終作戦が頓挫した直後、地下空洞における護や凱との対峙を経て、ついに地上へとその姿を現すに至った。
ゾンダリアンタワーはその姿を自在に変えることが可能で、地上への出現後はその先端部を人間の上半身のような形へと変化、額からはガオガイガーの装甲も貫通させるほどの大出力レーザーを放ち、さらにビルのガラス片にアルミニウムを瞬間蒸着させ、レーザー反射板として利用することでこのレーザーをあらゆる方向へ撃つことも可能としているこの他にも、腕を一薙ぎすることで勇者ロボたちを一度に吹き飛ばすだけの衝撃波を放てる他、強固なゾンダーバリアによって攻撃を防御。さらに全身から放つゾンダーエネルギーはGSライドのエネルギーを対消滅させ、勇者ロボを急速にパワーダウンさせるほどに強大である。
パスダーが地上へと出現したのは、東京中のエネルギーを取り込みその全土を巨大な宇宙船へと作り変えた上で、宇宙への脱出を図るためであり、これを阻もうとした勇者ロボたちを前述した能力の数々で圧倒。両者の死闘は、弾丸Xの投入によって限界を超えたパワーを発揮した勇者ロボの前に、パスダーが消滅に追い込まれる形で決着したかに見えたが、その本体は辛うじて生き延びており、瓦礫に擬態して大気圏外へと逃亡。GGGも知らぬうちにパリアッチョと合流するに至った。

### 機界31原種
ゾンダーロボと同様に、機界31原種にもGGG側から「ZX-」のナンバーが、各個体ごとに付されている。
パリアッチョ
声：吉田小奈美
物語後半より登場する、全原種および全ゾンダーを導く存在。機界原種と行動を共にし、彼らに指令を発する役割を担う。人間のような姿をしてはいるものの有機生命体ではなく、高速移動の際には球状に変化することもある。
物語上での初出は、EI-01ことパスダーが敗北し大気圏外へと逃れた際のことで、この時パスダーを取り込むことによって、彼の持っていた太陽系に関する情報を獲得。目的達成の障害となり得るGGGへの先制攻撃を仕掛けた。その正体は、ZX-31（心臓原種）の情報収集端末であり、前述した原種たちへの指令や監視を目的として、自身の一部を抽出し作り上げた存在であった。
機界31原種 オブジェ形態
恒星間移動を行う際にとる形態。巨大な八角柱状のフォルムが特徴で、ESウインドウを開く能力を行使できる他、凄まじい破壊力を持つ光線を発射することもできる。
ZX-01 巨腕原種（）
巨大な手の形をした頭部を持つ原種の一体。その頭部で敵の動きを封じるとともに、プラズマで攻撃を加える他、ガオガイガーの繰り出すヘル・アンド・ヘブンをも真っ向から打ち破り、戦闘不能状態に陥れた。ZX-02・03とともに作中で最初に出現した原種でもあり、地球へと飛来した直後にGGGベイタワー基地を一瞬で破壊。その圧倒的な実力を示してみせた。
ZX-02 鉄髪原種（）
頭髪状の頭部を持つ原種の一体。鋭い先端を備えた髪は、鉄針のように敵を撃ち抜く他、こより状に捻り集めることでドリルを形成。その強度はドリルニーを破壊するほどである。共に飛来した2体の原種とともに、立ち向かってきたガオガイガーを完膚なきまでに打ち破るも、突如出現した謎の巨大メカノイド（キングジェイダー）の前に3体まとめて撃破された。
ZX-03 顎門原種（）
巨大な口状の頭部を持つ原種の一体。その頭部から繰り出す噛みつき攻撃や、ミサイルのように打ち出す巨大な牙を武器とし、他の2体とともに撃破されながらも頭部のみが大気圏へと脱出。その後はESウインドウより飛来する他の原種たちを掩護すべく、迎撃作戦に当たったマイク部隊を強襲しダメージを与えた。直後のキングジェイダーとの再戦ではジェイクォースを受けて頭部を失い、なおも原種核のある舌のみで脱出しようとするも、ジェイダーの繰り出すプラズマソードによって今度こそ完全に撃破された。
ZX-04 巨脚原種（）
アメリカの海底油田探索・採掘用プラント「エクスプローラー7」と融合した原種の一体。電磁波を自在に操る能力の持ち主で、さらに海水や空気を絶対零度にすることで氷柱を生み出し、攻撃や防御に活用することも可能である。
北極海にて、その強力な電磁波によって地球の磁場を撹乱させることで、バン・アレン帯を消滅させ地球の生物の弱体化を図り、出現したジェイアークに対しても生成した氷槍による攻撃で一度は海没へと追い込んでいる。次いで立ち向かったガイガーとマイクもやはり苦戦を強いられるが、復活した勇者ロボ軍団の戦線復帰によってバリアと電磁波を消去された末に、ハンマーヘル・アンド・ヘブンで粉砕されてしまう。しかし、確保した原種核は護による浄解が効かず、最終的にキングジェイダーによって持ち去られるに至った。
ZX-05 脊椎原種（）
内モンゴル自治区に降下した原種の一体。万里の長城と融合し、全長50kmにまで及ぶ長大な身体を獲得しており、これを地中深く貫通させることでマグマのエネルギーを吸収、口吻部より射出することができる。また、大量のゾンダーメタルを体内で生成することも可能で、これを用いて取り込んだ観光客をゾンダーロボへと変え、自身の地上部分を守らせていた。
パリアッチョの指令の下、そのボディを宇宙へと伸ばしてオービットベースへと直接攻撃をしかけるが、ベースのプロテクトシェードによって阻まれた上、次のエネルギー充填まで時間がかかることを看破されてしまい、GGG機動部隊と風龍・雷龍による共同攻撃を受けることとなる。最終的に、ボディはガオガイガーによって粉砕、護衛役としていたゾンダーロボたちも撃龍神によって殲滅され、なおも本体のみとなってマントル内へと逃走を図るが、待ち構えていたキングジェイダーによって引導を渡された。後の木星決戦の際には、Zマスターの体内へと突入した勇者ロボ軍団を迎撃し、幻竜神がこれに応戦した。
ZX-06 頭脳原種（）
カザフスタン共和国より打ち上げられた人工衛星と融合した原種の一体。遠距離にある物体を自在に操る怪念波と、相手の脳に幻覚を見せる精神攻撃を得意としており、頭部からは怪光線を放って攻撃することもできる。
人工衛星とともに打ち上げられた後、宇宙空間にてこれと完全に融合。アステロイドベルトにつながるESウィンドウを開き、そこから大量の小惑星を呼び寄せ地球へと落下させようと目論んだ。自身はオーストラリアの静止軌道上に潜んでいたものの、GGGによって居場所を突き止められガオガイガーと交戦。精神攻撃で一時的にこれを行動不能に陥れるも、最後はハンマーヘル・アンド・ヘブンによって粉砕され、護の手によって初めて浄解された。後の木星決戦の際には、Zマスターの体内へと突入した勇者ロボ軍団を迎撃し、ジェイアークがこれに応戦した。
ZX-07 腕原種（）
声：茶風林
機界31原種のうち、「最強7原種」と称される7体の原種のリーダー格。キャラクターとしての詳細は勇者王ガオガイガーシリーズの登場人物#原種も参照。
当初は戦艦ニュージャージーと融合し、他の最強7原種とともにオービットベースを襲撃。ZX-10（目原種）とともに迎撃した凱やソルダートJを苦戦させるが、目的の一つであったベースのゾンダーメタルプラント化が不可能となるや、合体原種として勇者ロボ軍団と対峙するも敗北を喫する。
しかし、他の最強7原種が浄解される中、ZX-07はZX-11（腸原種）とともに地球へと逃れており、自身はエジプトにてピラミッドと融合。その身をゾンダーメタルプラントへと作り変えようとし、さらにガオガイガーたちを撃墜せしめると、護衛に当たっていたZX-14（胃原種）と合体して風龍・炎竜と干戈を交えるも、奇跡の合体を果たした強龍神の前にまたも敗れ去った。
それでもなお、浄解を免れ逃亡に及んだZX-07は、アメリカのGGG宇宙センターにて大河と火麻をゾンダーに変え、またジェイアークに対する刺客としてJ-019とジェイバトラーを差し向ける一方で、残る原種たちを木星へと向かわせるなど暗躍を続けており、木星決戦に際しては第2衛星のエウロパと融合してGGG艦隊やジェイアークを苦戦させた。激戦の中でまたも身体を失いながらも、ZX-31（心臓原種）と融合してキングジェイダーからゾンダークリスタルを奪い返し、Zマスターの誕生へとつなげてみせた。
ZX-08 爪原種（）
声：谷山紀章
機界最強7原種の一体。素体とされたのは服飾ブランドショップの男性ナルシス店員で、右手から生やした長い爪はオービットベースの隔壁から自動小銃の弾まで、あらゆるものを切り裂く鋭利さを発揮している。また、潜水艦トラファルガーと融合しての宇宙戦では、艦首から発射するビームカッターで切断攻撃を繰り出している。
オービットベースを強襲した後、これをゾンダーメタルプラントへと作り変えるべくZX-09（耳原種）とともにメインオーダールームを占拠するが、護によってZX-09によるGGG職員らの洗脳が解かれたため一時撤退を余儀なくされる。動力炉のプラント化も阻まれた後はディビジョンフリートとの艦隊戦に臨み、さらに他の原種たちと合体して勇者ロボ軍団を苦戦させるも、合体原種の撃破を経て戒道による浄解を受けるに至った。
ZX-09 耳原種（）
声：小西克幸
機界最強7原種の一体。素体とされたのはロック系ギタリストで、ピアスのように耳に装着しているスパイクは、相手の額に打ち込むことで催眠状態に陥れ、これを意のままに操ることができる。また、スパイクは一度に大量に発射できるため、一瞬にして敵のグループを自らの配下とすることも可能である。オービットベース襲撃時には練習用空母インディペンデンスとも融合している。
前述の通り、ZX-08（爪原種）とともにメインオーダールームを占拠し、その場にいたGGG職員をスパイクの効果によって自身の支配下においてみせたものの、ギャレオンとともに現れた護のGパワーによってスパイクを消滅させられたため撤退。最終的には合体原種の一部となるも、撃破の末に戒道によって浄解されてしまう。
ZX-10 目原種（）
声：伊藤舞子
機界最強7原種の一体。素体とされたのは幼い少女で、大きな目による遠距離探査と未来予知に優れた、後方支援タイプの能力の持ち主である。オービットベース襲撃時には海上哨戒中であったイージス艦「きりしま」とも融合している。
オービットベースへの侵入後はZX-07（腕原種）に随行し、彼の戦闘をサポートして凱やソルダートJを窮地に追い込む働きを見せた。艦隊戦を経て合体原種の一部となるも、やはり撃破の後に浄解される結果となった。
ZX-11 腸原種（）
声：森沢芙美
機界最強7原種の一体。マイクロブラックホールを自在に操る能力の持ち主で、その奥底に潜むことで護や戒道の探知を逃れることもできる。また、身体から伸びる腸を触手のように用いる他、細胞破壊プラズマも武器とする。素体とされたのは戒道の養母で、これを利用して彼に精神的な揺さぶりをかけてもいる。オービットベース襲撃時には、強襲揚陸艦「ベロー・ウッド」とも融合していた。
ベロー・ウッドを拿捕した際、その場に居合わせた華たちを人質として捕らえており、このことを感知した護と戒道と対峙した折には、彼らの素性を明かして動揺を誘い、戒道をも人質に取ることに成功する。その後の合体原種への融合と撃破を経て戒道たちは無事に救い出されるものの、ZX-11はZX-07（腕原種）とともに浄解を免れ地球へと落ち延びていった。
地球への降下後、メキシコにてピラミッドと融合し自らをゾンダーメタルプラントへと作り変えようと画策。ZX-15（鼻原種）を護衛に付け、自らも重力場による防御を敷いて雷龍を寄せ付けず、復活した氷竜が雷龍の加勢に入ってからもZX-15と融合してこれに対抗したが、幻竜神へと合体を果たした彼らに圧倒された末に、駆けつけたキングジェイダーによって撃破され、今度こそ戒道による浄解を受けるに至った。
ZX-12 肋骨原種（）
声：岩田光央
機界最強7原種の一体。素体とされたのは肋間神経痛に悩むサラリーマンで、むき出しとなった巨大な肋骨を振動させることにより、一定圏内に存在するあらゆる物質を原子レベルにまで分解する能力を発揮。オービットベース襲撃時には、ロシアの原子力砕氷船アルクチカと融合していた。
オービットベースに侵入した際、ZX-13（肝臓原種）とともにゴルディーマーグたちと交戦。前述の振動波はGストーンを持つ勇者ロボに対しても有効であり、迎撃に当たった彼らを苦しめたが、外壁を破壊するというゴルディーマーグの力技によってベースの外へと放逐されてしまう。後に合体原種の一部となるも、彼もまた撃破・浄解という末路を免れることはなかった。
ZX-13 肝臓原種（）
声：江川央生
機界最強7原種の一体。素体とされたのは美食家の男性で、単体での戦闘能力こそ低い一方、ZX-12（肋骨原種）とは逆に原子レベルにまで分解された物質をも再生可能という、強力な再生復元能力の持ち主である。最強7原種はこの能力を移動手段としても応用しており、ZX-12によって分解された自分たちの身体を、ZX-13が再生させることによって他者から検知されることなく、どこにでも移動することができる。オービットベース襲撃時には大型補給艦と融合していた。
前述の通り、オービットベース侵入後はZX-12と行動を共にしていたが、その後の艦隊戦の最中にジェイダーによって最初に撃滅され、彼が確保した原種核は護の手で浄解された。
合体原種
肝臓原種以外の原種艦隊が月面にて融合を遂げたもので、ガオガイガーはおろかキングジェイダーすら遥かに凌ぐほどの巨躯を有する。融合した6体全ての能力を同時に行使することが可能で、右腕から発する衝撃波はジェイクォースを弾き飛ばし、地球をかすめただけでも大災害を引き起こすほどの威力を発揮。肋骨原種に由来した原子分解エネルギーも合体によって増大し、ソリタリーウェーブを遮断する防御膜を形成してマイクロブラックホールへと呑み込んでしまう。さらに目原種の能力はESミサイルによる攻撃を無効化し、耳に備わった無数のスパイクを発射する際のサポートも担う。
前述した能力でマイク部隊のソリタリーウェーブを無効化し、勇者ロボ軍団を窮地に陥れるも、三人の謎の少女の導きによりガオガイガーが生成した重力レンズを利用し、ソリタリーウェーブを集束させたことでダメージを負い、続けて体内へと突入してきたキングジェイダーの攻撃によって敢え無く爆散。融合していた原種もZX-07・11以外は浄解された。
ZX-14 胃袋原種（）
エジプトに出現した原種の一体。ギザの大スフィンクスと融合しており、口から吐き出す特殊な溶解液は、物質の分子構造を変換しGリキッドをも蒸発させる働きを持つ。
作中ではゾンダーメタルプラントと化したZX-07（腕原種）を護衛する役目を担い、撃龍神そして分離した風龍へと応戦。復活した炎竜の参戦によって劣勢に立たされてからはZX-07と融合して対抗するも、合体を遂げた強龍神のバーニングハリケーンによって自身の原種核をえぐり出され、残るボディもガオガイガーのハンマーヘル・アンド・ヘブンによって粉砕されてしまう。後の木星決戦の際には、Zマスターの体内へと突入した勇者ロボ軍団を迎撃するも、スターガオガイガーによって返り討ちに遭った。
ZX-15 鼻原種（）
メキシコに出現した原種の一体。イースター島に漂着した際、島内に点在するモアイ像と融合しており、巨大な鼻の穴からは強力な突風と圧縮空気弾を放つことができる。
作中ではゾンダーメタルプラントと化したZX-11（腸原種）を護衛し、駆けつけた雷龍を迎撃。氷竜の登場により形勢不利となってからはZX-11との融合でなおも抵抗を続けるが、幻竜神へと合体した彼らによってサンダーブリザードで自身の原種核を摘出された末に、キングジェイダーによって止めを刺された。
ZX-16 翼原種（）
ZX-07とともに木星へ移動した、15体の原種のうちの一体。木星の第1衛星「イオ」と融合し、羽型のミサイルによる無限攻撃で孤立状態のジェイアークとGGG連合艦隊を苦戦させ、麗雄の乗る強襲偵察艇ムラクモを撃墜するも、最後はゴルディオンハンマーを受けて粉砕される。
ZX-17 肺原種（）
木星の第3衛星「ガニメデ」と融合した原種の一体。体内に湾曲超空間・クラインスペースを形成し、ジェイダーやGGG艦隊を封じ込めたが、ジェイダーが脱出したのちキングジェイダーに倒される。勇者ロボ軍団がZマスターの体内に突入した際にも、ZX-17の触手がスターガオガイガーを襲うが返り討ちに遭った。
ZX-18 肘原種（）
木星の第4衛星「カリスト」と融合した原種の一体。他の原種たちとともに、GGGの戦力を撃退すべく迎撃に当たるも、スサノオのリフレクタービームを受け倒された。
ZX-19 膝原種（）
木星第5衛星「アマルテア」と融合した原種の一体。GGG艦隊の旗艦であったスサノオに体当たりを仕掛け、これを中破させたもののスターガオガイガーのブロウクンファントムによって粉砕される。
ZX-20 足原種（）
木星の第6衛星「ヒマリア」と融合した原種の一体。プラズマ攻撃を駆使し、ZX-21・24・29との連携でキングジェイダーの動きを封じるも、ゴルディオンハンマーを受け撃破された。
ZX-21 首原種（）
木星の第7衛星「エレーラ」と融合した原種の一体。ZX-20らとともにプラズマ攻撃でジェイアークやGGG連合艦隊を迎え撃つが、こちらもゴルディオンハンマーの前に敗れ去った。
ZX-22 胸原種（）
木星の第8衛星「パシファエ」と融合した原種の一体。ZX-23とともに幻竜神・強龍神に襲いかかるも、反撃に遭ってまとめて打ち破られてしまう。
ZX-23 臍原種（）
木星の第9衛星「シノーペ」と融合した原種の一体。幻竜神・強龍神との戦闘の末に、マキシマムトウロンを喰らいZX-22もろとも撃破された。
ZX-24 尻原種（）
木星の第10衛星「リシテア」と融合した原種の一体。前述の通りZX-20らと迎撃に当たるものの、ゴルディオンハンマーによって敗北。
ZX-25 生殖器原種（）
木星の第11衛星「カルメ」と融合した原種の一体。幻竜神・強龍神に単騎で挑むも返り討ちにあった。
ZX-26 腎臓原種（）
木星の第12衛星「アナンケ」と融合した原種の一体。衛星軌道上にて連合艦隊との戦闘の末、キングジェイダーによって破壊された。
ZX-27 肩原種（）
木星の第13衛星「レダ」と融合した原種の一体。こちらも連合艦隊との戦闘の過程で、スサノオのリフレクタービームによって粉砕された。
ZX-28 膀胱原種（）
木星の第14衛星「テーベ」と融合した原種の一体。連合艦隊との戦闘の末に、キングジェイダーのジェイクォースによって倒された。
ZX-29 神経原種（）
木星の第15衛星「アドラステア」と融合した原種の一体。ZX-21らとともにキングジェイダーを迎撃、これを苦戦させるもゴルディオンハンマーによって粉砕される。
ZX-30 筋肉原種（）
木星の第16衛星「メティス」と融合した原種の一体。連合艦隊との激戦の末に、スサノオのリフレクタービームを受け倒された。
ZX-31 心臓原種（）
機界31原種の一体にして、全原種を統括する存在。他の原種たちとともに木星へ向かうも、彼らとは異なり衛星とは融合せず、パリアッチョを取り込んだのち独自に木星にてザ・パワーの解析に当たっていた。後に身体を失ったZX-07と融合し、これを追撃してきたキングジェイダーからゾンダークリスタルを強奪。全ての原種と融合してその集合体たるZマスターの核となり、全身にエネルギーを供給する役割も担った。
Zマスター
機界31原種の集合体にして、全ゾンダーのシステムを統べる「マスタープログラム」とも言うべき存在。推定される全長は約14万㎞程で、木星に接続した頭部からザ・パワーを心臓部へと取り込み、全身に分配することで膨大なエネルギーをコントロールしている。ゾンダーの主目的である機界昇華を通常の数百倍ものスピードで実行可能な他、全ての原種の能力をも行使することができ、腕から放つ衝撃波はプロテクトウォールですら防御不可能なほどの威力を有する。
前述の通り膨大なエネルギーを持つために、外部からの攻撃は全く効果がないことから、勇者ロボ軍団は司令塔であるZX-31（心臓原種）を倒すべく、木星との接続部からZマスターの体内へと突入を敢行。対するZマスターも、復活した各原種が体内で独立して行動し、侵入者への迎撃に当たったものの、仲間たちの足止めによってガオガイガーとキングジェイダーの心臓部への到達を許した上、心臓内へと入り込んだキングジェイダーによってザ・パワーを絶対崩壊の臨界点へと到達させられたことにより、内部からの爆発とともに崩壊。残されたゾンダークリスタルの集合体もまた護の浄解により、その活動を停止させられた。

### 機界新種
ゾヌーダロボ
機界新種ゾヌーダが、アマテラスの左胴部とその内部に格納されていたハイパーツールと融合・誕生した巨大ロボ。強力なバリアによってあらゆる攻撃を防御し、触れるもの全てを物質昇華へと追い込む特性を持つ。また攻撃手段としてロケットパンチと、頭部全体を発光させて放つ怪光線を備えている。
地球への降下後に、アマテラスと融合してロボの姿となったゾヌーダは、都心部一帯を物質昇華させ追撃してきたギャレオンと護を圧倒。遅れて駆けつけたガオガイガーに対しても、物質昇華能力でゴルディオンハンマーを無効化しかつてないほどの苦戦に追い込むも、その過程で護が傷ついたことで命の意識が一瞬蘇ってしまい、バリアが弱まった結果ガオガイガーによる反撃に遭い、最後は相手のボディを打ち砕きながらもヘル・アンド・ヘブンによって核を摘出され、撃破に追い込まれた。

## ソール11遊星主
『FINAL』における最大の敵として、GGGの前に立ち塞がったソール11遊星主は、基本的には等身大の人型の姿で活動を行い、その状態でも動力源たるラウドGストーンの働きにより、エヴォリュダーやGストーンサイボーグをも一蹴するだけの戦闘能力を発揮できるが、さらに特殊武装を備えた戦闘用メカノイドへのフュージョン能力も持ち合わせており、レプリ地球での決戦ではこの姿で勇者ロボ軍団と対峙、彼らを苦戦に至らしめている。
作中では、以下に詳述する7体がこの能力を披露しており、パルパレーパやピア・デケムのように、専用のマシンとのフュージョンを行う個体を除けば、その多くは「パーツキューブ」と呼ばれる巨大多目的モジュールとのフュージョンでメカノイド形態へと変化する。パーツキューブは、それ自体が戦闘モジュールとしても稼働可能なマテリアルプラントであり、その表面から掃射される「ソールウェーブ」は対象の拘束・破壊などに用いられる。
パルパレーパ・プラス
全高：30.0m（推定）
パルパレーパの戦闘形態に当たるジャイアントメカノイド。分子構造モデル状の機体と「ケミカルフュージョン」することで完成するメカノイドであり、フュージョンの際にはこの機体が融合と同時に一旦分子レベルにまで分解、その後瞬時にメカノイドへと再構成されるというプロセスを取る。
ガオファイガーとほぼ互角の戦闘能力、そして脅威の再生能力の持ち主であり、主な攻撃手段として胸部スリットから放出する特殊粘液で対象を拿捕し、ケミカルナノマシンの注入によってその機能を停止させる「ポイズンオーラ」を使用。また両腕を変換したドリルやメスといった、医療器具を模したツールなど多彩な戦力も有する。中でもその最たるものが、背面に備わった6基のマルチツール「シリンダータイプカーベータ」であり、構造組み換えによって遠隔攻撃端末や戦闘用ツールとして活用される他、本体のブースターとしても機能する。そしてこのツールを両腕に3基ずつ装着、鉗子状のアタッチメントへと変化させて繰り出すのが、必殺技の「ゴッド・アンド・デビル」である。対象へと突貫しこれを粉砕せしめるという、パルパレーパ版のヘル・アンド・ヘブンとも言うべき技であるが、威力もまたヘル・アンド・ヘブンに匹敵するものであり、ペイ・ラ・カインの出現による凱の精神的な動揺を突く形で、一度はガオファイガーを完膚なきまでに打ち破っている。
- 企画時の仮称は「パルパレーパロボ」。遊星主版の勇者王とも言うべき存在として考案され、毒蛇（キングコブラ）と医療器具をモチーフとすることが、デザイン作業の初期より明示されていた。またこれ以外にも、金色のファルコンをモチーフとした案も存在している。

パルパレーパ・プラジュナー
全高：38.0m
パルパレーパ・プラスの強化形態。シリンダータイプカーベータを変形させた「ドーピングシリンダー」を活用し、自らの機体内部にケミカルナノマシンを注入することによってビルドアップした状態であり、そのシルエットも強化前に比べてより鋭角的かつ攻撃的なものへと変貌を遂げている。
強化前と同様の攻撃手段やツールを使用可能な他、凝固させた特殊粘液の高速射出で物理的なダメージを与える「ポイズンソリッド」を繰り出すこともでき、プロテクトシェード起動直前のジェネシックガオガイガーをも貫くほどの威力を発揮している。また、シリンダーの接続部からはヘビに似た点滴用チューブを伸ばすこともでき、これを利用して対象のバリアフィールドの隙を突いてケミカルナノマシンを注入し、対象を全身不随に追い込む。必殺技のゴッド・アンド・デビルに用いられる鉗子状のツールも、強化に伴いその形状が大きく変化している。
ビルドアップの際、ケミカルナノマシンの働きによってラウドGストーンに蓄積された全エネルギーが瞬間的に開放され、限界を超えた活性化によってあらゆる性能が劇的に強化されるが、一方で限界を超えたエネルギーの抽出は、一時的に多大なパワーをもたらす代価として、その機能を永遠に失わせる危険もあり、勇者ロボにとっての弾丸Xと同様の、いわば諸刃の剣とも言うべき手段でもある。また、その影響は機体だけに留まらず、搭乗者たるパルパレーパ自身にも及び、彼の肉体と精神にも著しい負荷を与えてしまう。このようなデメリットを有しながらも、ジェネシックガオガイガーとの対決ではこれと互角に渡り合い、再生能力やケミカルナノマシンによって一度は凱の勇気をも砕く寸前にまで追い込んでみせるが、ラウドGストーンという弱点の露見、そして仲間たちの思いを受け凱が復活したのを経て、死闘の末にヘル・アンド・ヘブンを受け機体は損壊。パルパレーパ自身も直接凱に襲いかかるなどなおも意地を見せるが、逆にラウドGストーンを砕かれ敗れ去った。
ピア・デケム・ピット
全長：112.0m　/全幅：52.0m　/重量：56,500t
ソール11遊星主の移動拠点として活用される、超弩級万能三段飛行甲板空母。遊星主の一体であるピア・デケムの分身とも言うべき存在であり、普段は彼自身が操艦を担当している。
同じ超弩級の艦であるジェイアークすら凌駕するほどの規模と火力の持ち主である一方、その機構やブリッジの内装などには様々な点でジェイアークとの近似点が見られ、このことからジェイアークの設計思想を受け継ぎ赤の星にて建造されたものとの推察もなされている。また作中では活用されなかったものの、艦首に備わった衝角は分離することで一回り小型の人型機動メカへの変形も可能としており、こちらもジェイアークにおけるジェイバードに相当するものと見られている。
艦内にて多数の艦載機を無尽蔵に製造することも可能であり、これを活用した攻撃を得意としている。この艦載機は空戦能力を持ちながらも、自律制御によって確実に目標地点・目標物へと着弾する特攻兵器としての性格を備えており、通常の「機雷艦載機」の他にも直撃を受けた対象を瞬間移動させる「ES艦載機」、対象を粒子レベルにまで分解せしめる「反中間子艦載機」の計3種が存在。戦法によってこれらが使い分けられる。
ピア・デケム・ピーク
全高：130.0m
ピア・デケムが、ピア・デケム・ピットと「ギガフュージョン」することで完成するジャイアントギガノイド。変形の際には前述の人型機動メカが一旦分離し、変形完了とともに背面へと装着される。
変形前と同様に、キングジェイダーをも凌ぐ巨体とパワーを有し、各種艦載機を使い分けての遠距離攻撃や肉弾戦を得意とするなど、遠近双方に対応した高い攻撃力を発揮する「最大最強の機動兵器」である。また、艦内のメインコンピューターには、生体コアパーツとしてアルマ（戒道）も組み込まれており、これによってJジュエルの凍結コマンドの発動など、彼の持つ特殊能力をも自在に引き出せる他、戦闘で受けたダメージが伝達されるようにもなっており、相対するJたちへの盾としての意味合いも持つ。作中ではレプリ地球の北極海上空にてキングジェイダーと渡り合い、ジェイクォースを失っていた相手を翻弄せしめた。
- デザインはやまだたかひろが担当。また、これ以前に石垣純哉の手による初期稿も存在し、こちらは有機的なフォルムとして検討されていた他、米たにの提示した「翼竜の頭部を艦首のモチーフとする」というアイディアも盛り込まれている。
- デザイン作業に当たって、米たにからは「三段空母をベースにしたロボットを考えてほしい」とのオファーがあったといい、これを受けてやまだは実在の三段空母である赤城や加賀を参考とし、特に後者のディテールを随所に取り入れている。その一例として挙げられるのが、メカノイド形態での両肩のダクトパイプであり、これは空母加賀の艦体側面に取り付けられていた煙突がカッコよかったことから取り入れられたものであるという。また、空母時の甲板（メカノイド時の左前腕）には「ピ」の文字が入れられているが、これも実在の空母にあった個艦識別文字をイメージしたものである。頭部形状は当初空母であることから、零式艦上戦闘機のようなプロペラ飛行機のイメージでデザインが起こされたものの、最終的には潜水艦の艦橋をイメージしたシンプルな形状へとまとめられ、甲板よりせり上がってきた後に前後に展開するギミックが付加された。

ピーヴァータ
全長：28.0m
レプリ地球のタージ・マハルにて、超竜神と干戈を交えた遊星主の一体。パーツキューブとフュージョンしたメカノイド形態は、右手に装備したパイルドライバーと、背面のフレキシブルチェーンソーアームを主武装としており、また脚部に備えたキャタピラによって陸上戦でその真価を発揮する。
前述の主武装のうち、パイルドライバーは重力波フィールドによって歪めた空間の復元力に、指向性を持たせて放つことができる遠距離兵器として活用される。打ち出される衝撃波は距離による減衰を起こさず、また通常のいかなるセンサーでも感知できないため、回避が極めて困難となっている。またチェーンソーアームは、形状を自在に変化させられることを活かした攻防一体の兵装であり、展開させたアームを対象の身体へと巻き付け、単分子ブレードでこれを切り裂く戦法を得意としている。超竜神との戦闘でも、チェーンソーによる斬撃で相手を真っ二つに両断してみせたものの、氷竜・炎竜の繰り出す捨て身のスーパーノヴァにより大破に追い込まれた。
- 石垣による初期稿では、ショベルカーなどの建機とアパトサウルスとを融合させたものという、米たにのアイディアに沿った形とされていたが、その後のデザイン作業の進展につれて恐竜や絶滅動物の要素を排し、より機械的なものへと改められた。その過程で米たにより提示されたアイディアスケッチでは、決定稿とは異なりカラーリングが茶色として想定されていた他、背面パーツをチェーンソーに見せないようにとの課題も示されていた。

ペチュルオン
全長：42m
レプリ地球の三峡にて、撃龍神と戦った遊星主の一体。パーツキューブとフュージョンしたメカノイド形態は、背部の伸縮自在な2本のチューブと透明な外殻が特徴で、水中での活動を得意としている。また本来の役割として、復元後の三重連太陽系の惑星の気象と、地磁気の調整を主に担うことが想定されていた。
両腕にも相当する2本の巨大なチューブのうち、右先端には大型のスクリュー、左先端には強力な磁力発生装置をそれぞれ装備し、発生させた磁力波をスクリューで撹拌することにより、強力な電磁竜巻などを発生させる能力を持つ。また、プラヌスの盾と同じ材質と見られる外殻を閉じ合わせることで防御形態を取ることも可能であり、この形態時には自ら攻撃を仕掛けることこそできないながらも、あらゆる物理・エネルギー攻撃に耐えうる防御性能を発揮、作中では大気圏突入時にこの形態を活用している。撃龍神との戦闘では電磁竜巻で相手の両腕の武装を破壊、濁流へと呑み込ませるに至ったものの、最終装置による自爆に巻き込まれる形で撃破されてしまう。
- 当初、米たにが提示したアイディアは「潜水艦とネプチューンを合成したイメージ」であり、これに沿って石垣が描き起こした初期稿では、実際に作中に登場したペルクリオとブルブルーンのそれに近似したフォルムでまとめられていた。後に頭部を魚の尾、アームを鱗をイメージしたアイディアが米たにより改めて提示され、これを取り入れる形で決定稿に至っている。

プラヌス
全長：28.0m
レプリ地球のアテネにて、天竜神と交戦に及んだ遊星主の一体。
パーツキューブとフュージョンしたメカノイド形態は、美しい女性型のシルエットを有し、右手に装備したスピアーは単なる接近戦用の武器としてだけでなく、先端からはメーザー光線を、柄からは実体弾を発射可能な、遠近双方に対応した万能兵器として機能。また、左手の半透明の盾はあらゆる光学エネルギー兵器を弾き返すことができ、これらの兵装によって高い攻撃力と完璧な防御力を併せ持つ。この他にも、襟部の緑色の部位にもメーザー照射装置が内蔵されており、ビークルロボの装甲をも容易く切り裂くだけの威力を発揮する。
天竜神との戦闘では、相手の「光と闇の舞」をも凌いだ後にスピアーによる刺突でこれを仕留めたかに思われたものの、光竜・闇竜の発動させた内蔵弾丸Xにより、ラウドGストーンのエネルギーを過剰増幅させられた末に内部崩壊へと追い込まれた。
- デザイン作業の初期段階では、「トリケラトプス型のチャリオットに乗った、女性型のローマ時代の騎士」というコンセプトが掲げられており、石垣による初期稿もこのコンセプトを汲んだ形とされているが、後に騎士の要素のみを強調する形で決定稿とされた。また、米たにから追加で提示されたアイディアスケッチでは、天竜神と同様に半身で色が異なるものとの想定がなされていた。

ペルクリオ
全長：22.0m（ペルクリオ）96.8m（ブルブルーン） / 全幅：80.3m（ブルブルーン）
レプリ地球のロンドンにて、マイクと戦闘に及んだ遊星主の一体。
パーツキューブとフュージョンしたメカノイド形態は、金管楽器を思わせる頭部が特徴で、そこから音波による攻撃を放つこともできる。またジャズ音楽を好んでいるようで、マイクと同様にソリタリーウェーブを音楽に乗せて放つ音響攻撃が、ペルクリオの得意技である。本来の役割として、ゾンダーメタルプラントなどの広域な被害が再生後の三重連太陽系に発生した際、これを殲滅することが想定されていた。
バリバリーン（スタジオ7）との連携で戦うマイクと同様に、ペルクリオにもサポートユニットが存在する。それがラウドGストーンで稼働する、巨大なクジラのような形状の「ブルブルーン」と、これを取り巻く浮遊スピーカーの「ボシュボッシュ」であり、「指揮者」たるペルクリオが発する音波を前者によって増幅し、対象を取り囲んだ後者から放つことで、立体的な音響攻撃を仕掛けることができる。この他にも、本体の正面にはメトロノーム型のメカも浮遊しており、常に拍子を刻んでいる。
マイクとの音楽合戦では、相手のディスクXによるソリタリーウェーブライザーをも寄せ付けず、逆にスタジオ7ごとテムズ川へと沈めるなど優位に立ってみせたが、ロンドン橋のワイヤーを弦代わりにして音波攻撃を放つというマイクの反撃の前に粉砕されてしまった。
- ペルクリオは当初、楽器を合成させたフォルムを米たにが想定しており、これを受けて石垣が起こした準備稿ではさらに飛行形態に変形するアイディアも検討されていた。対峙する相手がマイクである関係から、ジャズをコンセプトにすることが固まりデザインにも変更が加えられ、金管楽器状の頭部やタキシードをモチーフとした身体など追加のアイディア提示を経て、最終的にクラシックなイメージが付加されたものが決定稿とされた。
- ブルブルーンもやはりバリバリーンに対応した存在として位置付けられており、当初はサメとオープンリールをモチーフとしたデザインが検討されている。

ポルタン
全長：12.3m
レプリ地球のウラジオストクにて、ボルフォッグと対峙した遊星主の一体。パーツキューブとフュージョンしたメカノイド形態は忍者を思わせる出で立ちをしており、胸部にはあしらわれた犬狼の顔の口内にラウドGストーンが収まっている。
武装として2振りの忍者刀を帯刀し、遊星主随一の機動力・隠密性を活かした戦いを得意とするが、その本領は直接的な戦闘よりもそれ以外の工作活動にこそあり、自身に備わった強制リンクシステムにより対象の電子回路へのハッキングを行い、ガンマシン程度なら瞬時にそのコントロールを掌握するだけの実力を発揮する。
ボルフォッグとの戦いでは、前述した隠密性を活かして密かにタケハヤへと接近、艦外から最も近い位置にある内部のリフレクタービーム動力伝達系を狙い撃ちするなど、鋭い洞察力や策士ぶりを披露。ビッグボルフォッグとの戦闘に移行してからも、前述の強制リンクシステムで両腕を構成するガンマシンを乗っ取り、ボルフォッグを攻撃させるなど猛威を振るうも、ウツセミによるホログラフィックカモフラージュで虚を突かれたところを、相手の繰り出すシルバームーンによってラウドGストーンごと胸部を貫かれ敗北を喫した。
- ボルフォッグに対抗する存在としての二刀流の忍者、そしてこれに警察犬というモチーフを組み合わせるという点は当初から米たにの中で固まっており、また当初はボルフォッグと同様に合体形態も存在するものとして想定されていたことから、これを汲んで石垣からは両肩に2振りの刀を備えた基本形態と、小型メカが両腕に結合した合体形態の初期稿が提示され、いずれも決定稿に比べて有機的・生物的な方向性が模索されていた。

## その他のメカニック

### GGG関係
ピギー
女性型給仕ロボット。ピギーちゃんの愛称を持つ。
勇者ロボたちにエンジンオイルを配膳。似た体型であるマイクからは好意を抱かれている。
『FINAL』にて、GGGが三重連太陽系へ向かった際にも同行し、最後はボルフォッグの横で護と戒道を見送った。
クライマー1
宇宙での長距離作戦活動用に開発された燃料補給艦。
超竜神や撃龍神の背部に装着されてブースターの役目を果たし、他にもガオガイガー最大加速仕様への転用やグランドプレッシャーの運搬などに利用されている。

### アメリカ関係
潜水艦オーランド
Number.23にて登場。雷牙がマイクと共に来日した際に使用し、水中で水陸両用整備装甲車とのドッキングも行った。
くじら12号
Number.25にて初登場。マイクがアメリカへ帰るために乗せられた大型輸送機。Number.31にて、オブジェ形態の原種に撃墜された。
SR-71
Number.28にて、雷牙とスタリオンがGGGへ急行する際に使用した。

### その他のメカ
スピリッツ号
Number.02の回想シーンで初登場。凱をパイロットとして宇宙開発公団が2003年に打ち上げた新型スペースシャトルで、形状は実際に宇宙開発事業団（NASDA）が計画していたHOPEに類似している。軌道上で地球に落下してくるEI-01と接触し破壊されたことが、凱がサイボーグに改造される原因となった。
りゅうぐう9000
Number.10に登場する最新型の深海探査艇。艇長は海野。麗雄が開発に協力しており、深度9,000 m以上の深海まで潜水できる能力を持つ。名称は小学生からの公募によって決定された。進水式の際にゾンダー化した兵頭に融合され、EI-11となる。
C-11
Number.14に登場するアメリカ空軍の超大型輸送機。各種兵器を搭載して沖縄から横須賀に向かう途中にゾンダー化したデイブに取り込まれ、EI-14の一部と化した。ゾンダー化したデイブは、この内部から以下の兵器を大量に遠隔操作していた。その後はM-7やAH-69の残骸を取り込み、ゾンダーソルジャーの中核となった。
M-7 マッコーリフ
Number.14に登場するアメリカ陸軍の最新鋭機動戦車（主力戦車）。世界中の戦場で戦闘可能なように設計されており、高い不整地走破能力を持つ。武装は主砲と機関銃。C-11に搭載されていた車輛がEI-14によって大量に複製され、遠足中の護たちを襲撃した。名称の由来はアンソニー・マコーリフ。
AH-69 アナコンダ
Number.14に登場するアメリカ軍の最新鋭戦闘ヘリコプター。胴体両脇にガトリング砲を、大型のスタブウィングに各種ミサイルやロケットランチャーを装備している。C-11に搭載されていた機体がM-7とともにEI-14によって大量に複製された。